# Emden

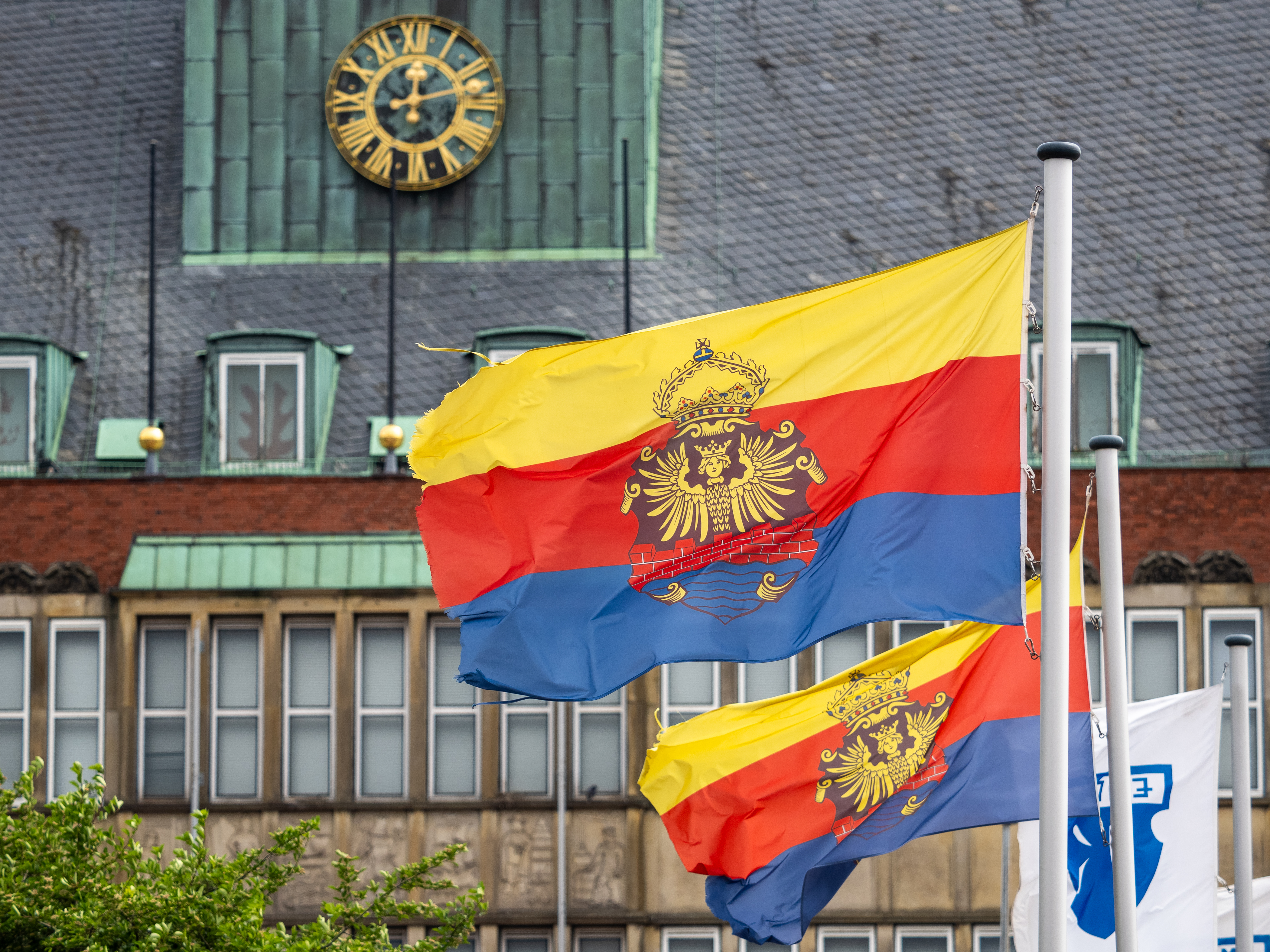
Emder Flaggen

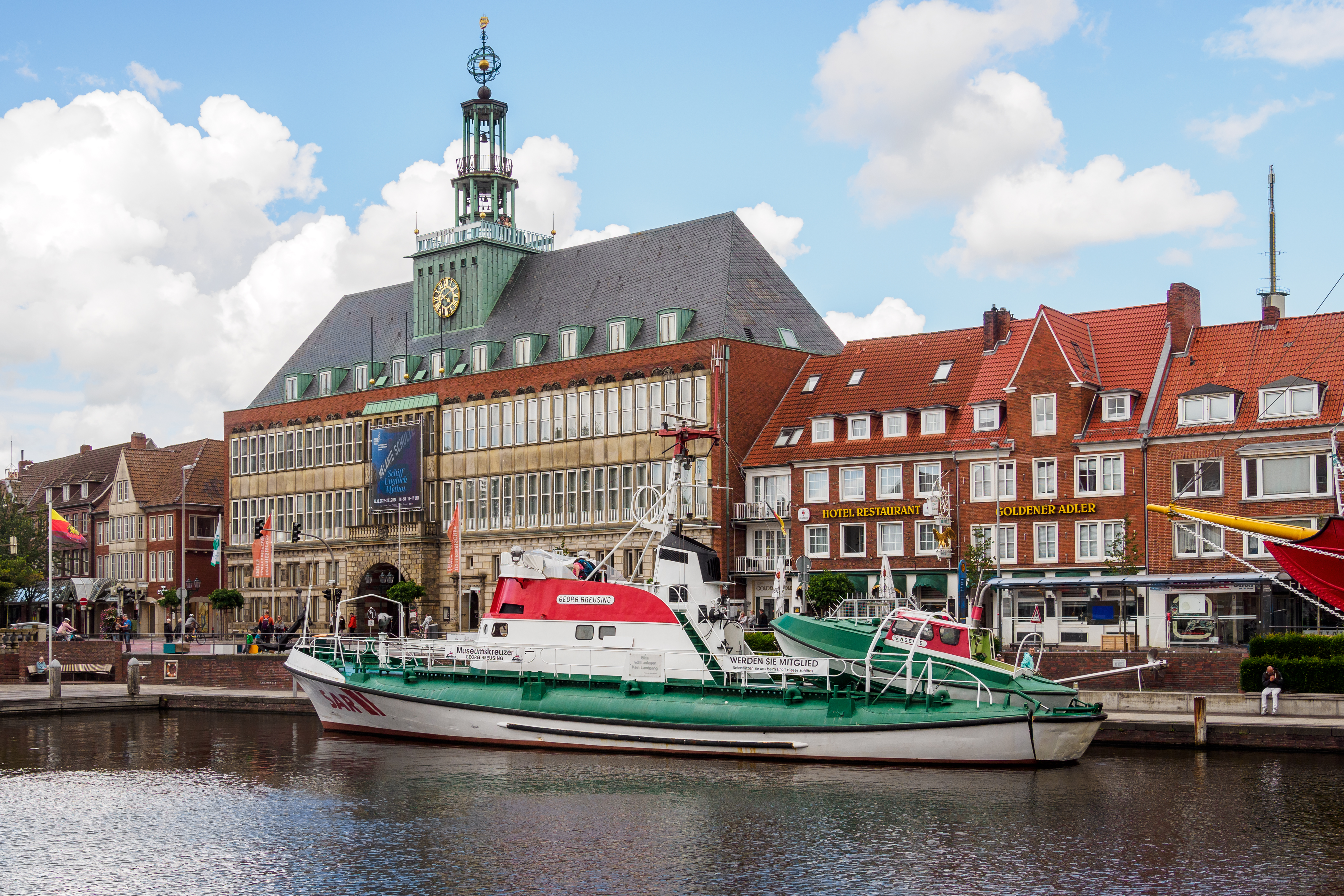
Ratsdelft, Rathaus und SAR-Kreuzer „Georg Breusing“ als Museumsschiff

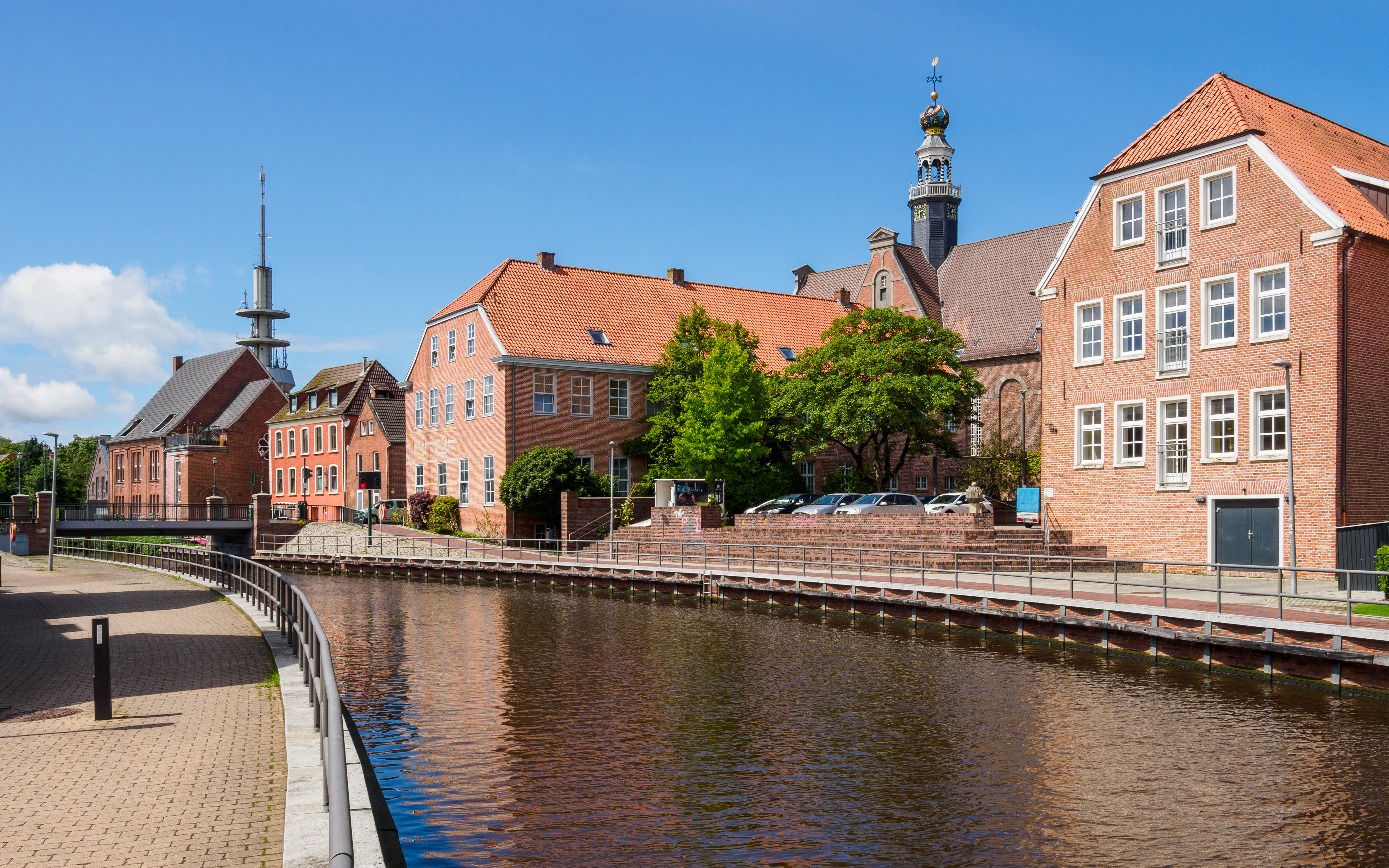
Falderndelft (Rotes Siel), Gödenser Haus und Neue Kirche

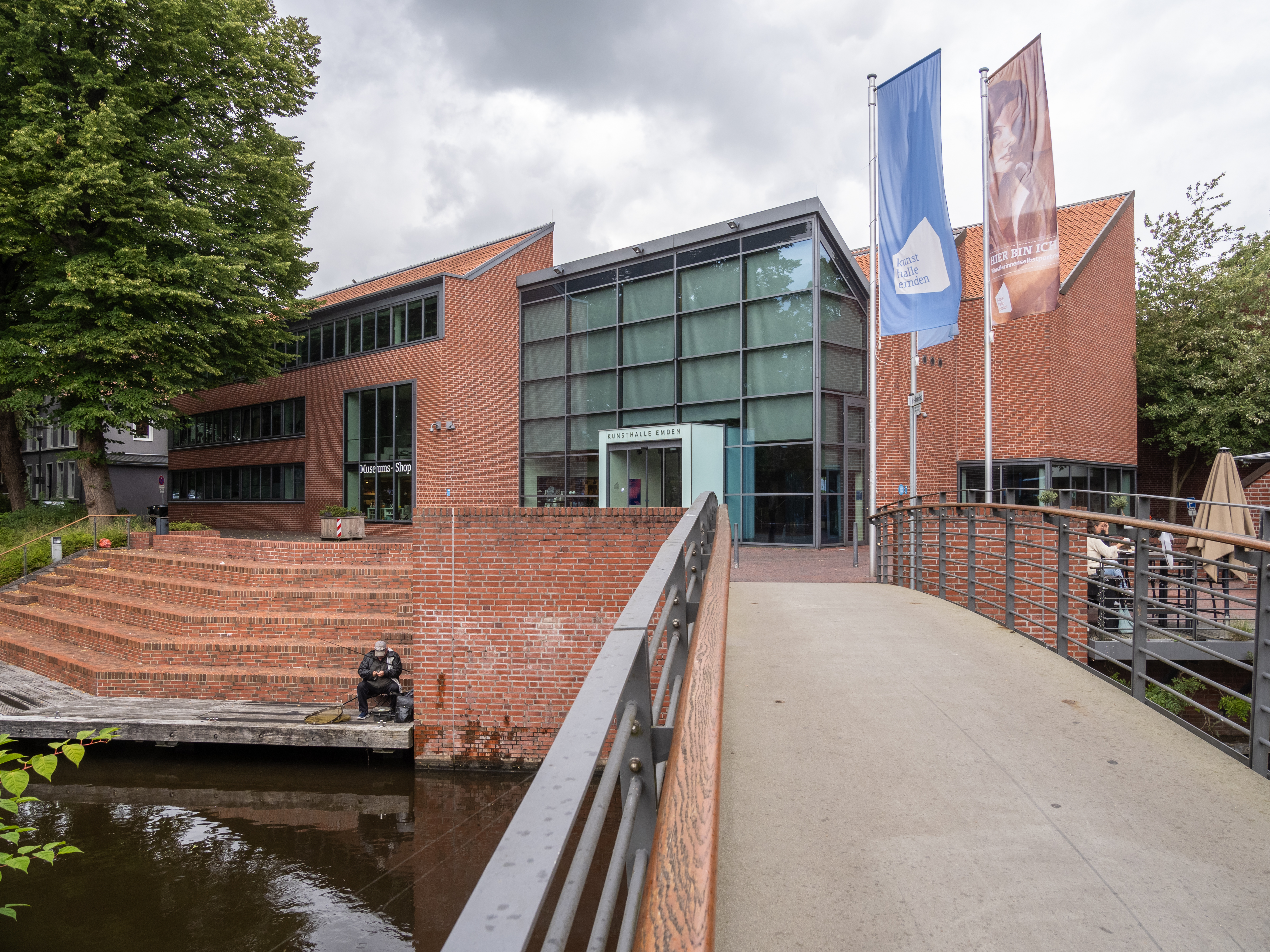
Kunsthalle Emden & Emder Stadtgraben

Emden ist eine Stadt im Nordwesten von Niedersachsen und die größte Stadt Ostfrieslands. Sie liegt an der Emsmündung am Nordufer des Dollarts. Mit 49.202 Einwohnern (Stand 31. Dezember 2024) ist Emden die kleinste der kreisfreien Städte des Bundeslandes, steht auf Platz 21 der Städte in Niedersachsen, ist jedoch nach Wilhelmshaven die zweitgrößte Stadt an der niedersächsischen Küste. Raumplanerisch ist die Stadt als Mittelzentrum mit Teilfunktionen eines Oberzentrums eingestuft.
Die Einwohner heißen Emder, das Adjektiv lautet ebenso.
Die Stadt ist als friesischer Handelsort um das Jahr 800 entstanden und bis heute wesentlich durch ihren Seehafen geprägt, der im 20. Jahrhundert die Basis für die Ansiedlung größerer Industriebetriebe wie die Werft Nordseewerke und das Volkswagenwerk war. Als Wirtschaftsstandort hat die einzige kreisfreie Stadt Ostfrieslands für die Region eine überragende Bedeutung. Seit 1973 ist die Stadt Hochschulstandort. Die Landesplanung des Landes Niedersachsen weist Emden seit 2007 als Mittelzentrum mit oberzentralen Teilfunktionen aus.
Im 16. Jahrhundert gehörte Emden neben Genf und Wittenberg zu den bedeutendsten Stätten der Reformation. Unter anderem wirkten Johannes a Lasco, Albert Ritzaeus Hardenberg und Menso Alting in Emden. Die Taufe von 300 Erwachsenen in einem Vorraum der Großen Kirche durch Melchior Hofmann 1530 war der Beginn der Täuferbewegung in Nordwestdeutschland und den Niederlanden. Die Große Kirche war während der Reformation zudem religiöser Zufluchtsort für Flüchtlinge aus den Niederlanden. Die Synode von Emden (1571) war die erste Nationalsynode der niederländischen Reformierten. Aufgrund dieser Bedeutung verlieh der Rat der Gemeinschaft Evangelischer Kirchen in Europa (GEKE) mit Sitz in Wien Emden im Dezember 2013 als erstem Ort auf dem Kontinent den Titel „Reformationsstadt Europas“.
Bekannt ist Emden zudem als Geburtsort der Komiker Otto Waalkes und Karl Dall, die durch ihr Wirken den Ostfriesenwitz geprägt haben. Insbesondere „Otto“ hat seiner Heimatstadt durch Filme und Musikalben zu größerer Bekanntheit verholfen. Überregionale Bedeutung hat auch die Kunsthalle Emden.

## Geografie

### Geografische Lage

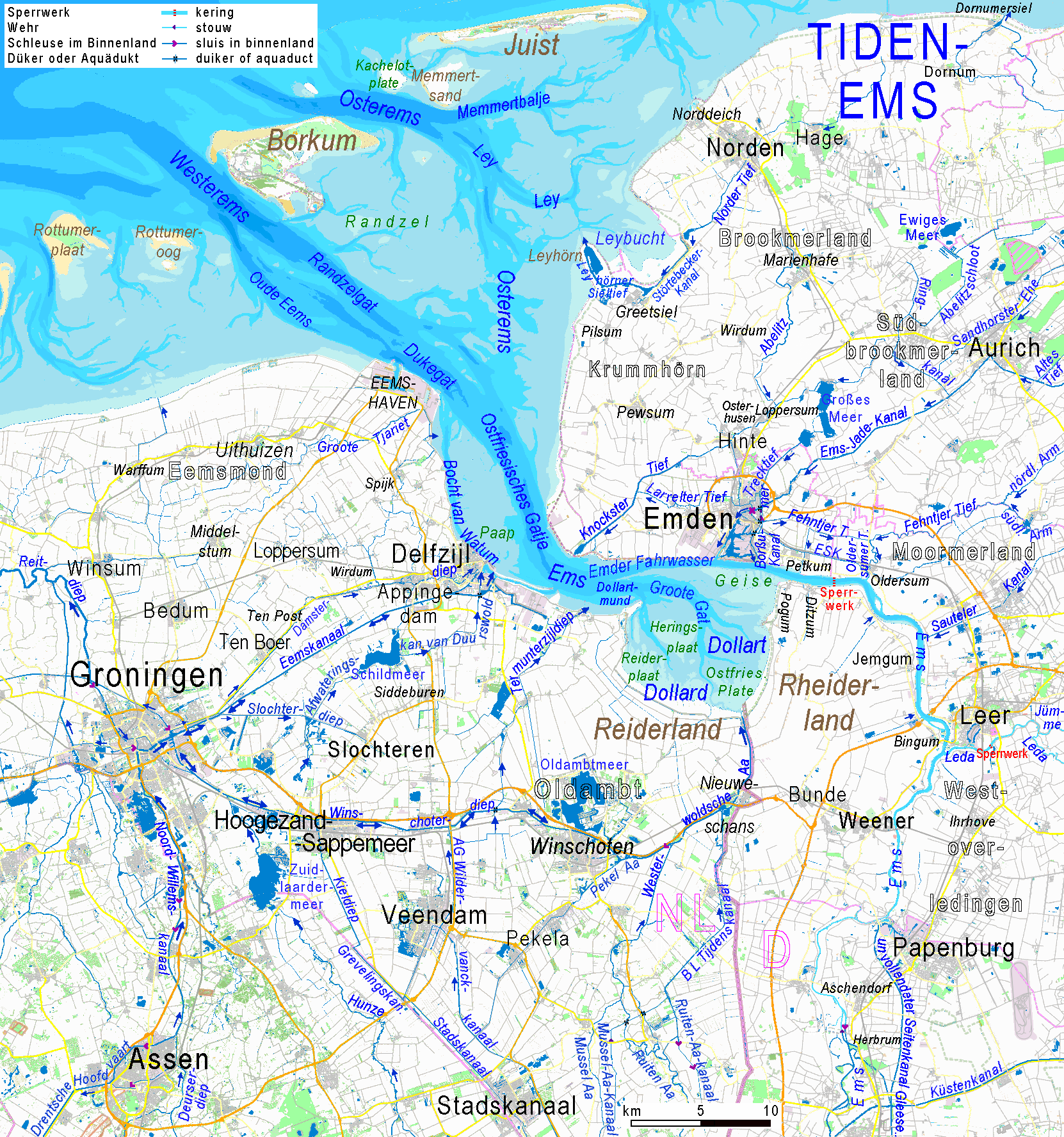
Emden an der Emsmündung: Watt in blassen, Flächen unter dem Seekartennull in leuchtenden Blautönen; vor den Gezeiten abgeschirmte Gewässer gedeckt blau

Emden liegt im Nordwesten Deutschlands in der historischen Landschaft Ostfriesland und ist die westlichste Seehafenstadt Deutschlands. Sie befindet sich am nördlichen Rand des Mündungsgebietes der Ems in die Nordsee, südlich der Stadt liegt zudem die Bucht Dollart. Der Emder Hafen liegt 38 Seemeilen von der Emsmündung bei Borkum entfernt. An der Knock, die den westlichsten Punkt des Emder Stadtgebietes bildet, befindet sich der südwestlichste Punkt der ostfriesischen Halbinsel.
Nahe gelegene größere Städte sind Oldenburg (gut 70 Kilometer ostsüdöstlich), Bremen (gut 110 Kilometer ostsüdöstlich), Groningen (gut 50 Kilometer westsüdwestlich – die Strecke per Bahn oder Auto ist allerdings deutlich länger, da der Dollart umfahren werden muss) sowie Wilhelmshaven (gut 60 Kilometer ostnordöstlich).
Die Landesplanung des Landes Niedersachsen weist Emden als Mittelzentrum mit oberzentralen Teilfunktionen aus. Das Einzugsgebiet variiert je nach der zu beobachtenden Funktion. Als Einkaufsstadt versorgt Emden im Wesentlichen die umliegenden Gemeinden, einige davon nur teilweise, da hier eine Konkurrenz zu den Städten Aurich und Leer besteht. Letztgenannte haben den Vorteil, dass ihr Einzugsgebiet in alle Himmelsrichtungen reicht, während im Süden und im Westen von Emden die Ems und der Dollart die natürliche Grenze des Einzugsgebietes bilden. Ähnliches gilt für weitere Dienstleistungen. Als größte Stadt Ostfrieslands hat Emden trotz seiner (als Einkaufsstadt) ungünstigen Lage dennoch eine wichtige Funktion im Einzelhandel Ostfrieslands.
Als Arbeitsort hingegen hat die Stadt eine überragende Bedeutung für die gesamte Region Ostfriesland und teilweise darüber hinaus. Das kulturelle Programm wird – zumindest bei einzelnen Veranstaltungen, etwa manchen Konzerten in der Nordseehalle – von Gästen besucht, die im Umland von Oldenburg, im mittleren bis südlichen Emsland oder im Nordosten der Niederlande wohnen. Zudem ist Emden oft Ziel von Touristen, die ihren Urlaub an der Küste verbringen und sich die kulturellen Sehenswürdigkeiten der Stadt anschauen.

### Flächennutzung
| Nutzung                                    | Fläche in ha |
| ------------------------------------------ | ------------ |
| Bebaute Fläche                             | 3.484        |
| davon Wohnbaufläche                        | 922          |
| davon gemischte Baufläche                  | 135          |
| davon gewerbliche Baufläche                | 1.738        |
| davon Sonderbauflächen (bes. Hafenanlagen) | 690          |
| Gemeinbedarfsfläche                        | 113          |
| Verkehrsfläche                             | 267          |
| davon Straßenverkehr                       | 141          |
| davon ruhender Verkehr                     | 2            |
| davon Bahnanlagen                          | 95           |
| davon Luftverkehr                          | 31           |
| Grünflächen                                | 683          |
| davon Parkanlagen                          | 281          |
| davon Kleingärten                          | 67           |
| davon Sportplätze                          | 97           |
| davon Friedhöfe                            | 18           |
| davon sonstige Grünflächen                 | 219          |
| Wasserfläche                               | 770          |
| Landwirtschaftsfläche                      | 5.850        |
| Gesamtfläche                               | 11.238       |

Nach umfangreichen Eingemeindungen in den Jahren 1945/46 (Larrelt, Harsweg, Uphusen) sowie 1972 (Twixlum, Wybelsum, Logumer Vorwerk, Widdelswehr, Jarßum, Petkum) machen Landwirtschaftsflächen mittlerweile 52 Prozent des Stadtgebietes aus (s. Tabelle; inzwischen 61,1 Prozent, Stand: 31. Dezember 2014). Damit liegt Emden zwar ziemlich genau im Bundesdurchschnitt, hat für eine kreisfreie Stadt jedoch überdurchschnittlich viel Agrarfläche. Innerhalb Ostfrieslands in seiner Gesamtheit hingegen (Landwirtschaftsflächen von rund 75 Prozent) weist Emden einen unterdurchschnittlichen Anteil aus. Der Wasserflächenanteil von 6,85 Prozent (7,7 Prozent, Stand: 31. Dezember 2014) liegt angesichts des Hafens und der Vielzahl an Kanälen deutlich über dem Bundesdurchschnitt von zwei Prozent. Wie alle Kommunen in der Marsch ist Emden hingegen weit unterdurchschnittlich bewaldet (1,24 Prozent, Stand: 31. Dezember 2014). Größtes zusammenhängendes Waldgebiet ist der Emder Wall, ein in den 1990er-Jahren angelegter Stadtwald im äußersten Norden Emdens ist noch im Entstehen begriffen. Bislang sind 71 Hektar mit etwa 450.000 Bäumen bepflanzt worden, zu einem späteren Zeitpunkt sollen die Baum- und Strauchreihen gelichtet werden.

### Geologie und Böden
Der geologische Untergrund der Stadt wird durch Sedimente aus dem Holozän bestimmt. Emden ist aufgrund seiner Lage an Ems und Dollart eine der wenigen Gemeinden des ostfriesischen Festlands, die keinerlei Anteil an der Geest hat und daher oberflächennah auch keine pleistozänen Schichten aufweist. Die vorherrschende Landschaftsform ist die Marsch.
Weite Teile der Stadtfläche im Westen Emdens wurden erst im 19. und 20. Jahrhundert eingedeicht und gelten als sehr fruchtbar. Auch darüber hinaus wurden viele landwirtschaftliche Flächen im Osten wie im Westen der Stadt im 20. Jahrhundert mit Schlick überspült, der bei Ausbaggerungen der Ems und des Emder Hafens gewonnen wurde. Nach Trocknung dieser Flächen erfuhren diese nochmals eine Aufwertung, da der Schlick als wertvoller Bodenbestandteil gilt. Diese Praxis wird auch heute noch fortgesetzt, derzeit (Stand: 2013) im Bereich Wybelsum.
Die Marschen Emdens bedecken das gesamte Stadtgebiet mit Ausnahme einiger östlicher Gebiete bei Marienwehr und Uphusen sowie im Borssumer bis Petkumer Hammrich, wo sie in vergesellschafteter Form mit anderen Bodentypen vorkommen. Nordöstlich von Uphusen und südlich des Ems-Jade-Kanals sowie im Borssumer Hammrich findet sich Pseudogley unterlagert von Kleimarsch. Der südliche Teil der Uphuser Gemarkung rund um das Uphuser Meer und das Bansmeer sowie der Petkumer Hammrich (in etwa nördlich des Fehntjer Tiefs) besteht aus Niedermoor mit Rohmarschauflage. Nahe Uphusen sind von 1954 an über mehrere Jahrzehnte Flächen mit Schlick überspült, im Anschluss dräniert und – solchermaßen in der Bodengüte verbessert – wieder einer landwirtschaftlichen Nutzung zugeführt worden. Nordöstlich von Marienwehr, nahe dem Kleinen Meer, findet sich Niedermoor mit Knickmarschauflage. Eine Ausnahme bildet ebenfalls der im frühen 20. Jahrhundert eingepolderte und anschließend künstlich erhöhte östliche Teil des Emder Hafens: Er wird als Gley-Regosol bezeichnet, da bei der Erhöhung des Geländes auf Gley zurückgegriffen wurde.

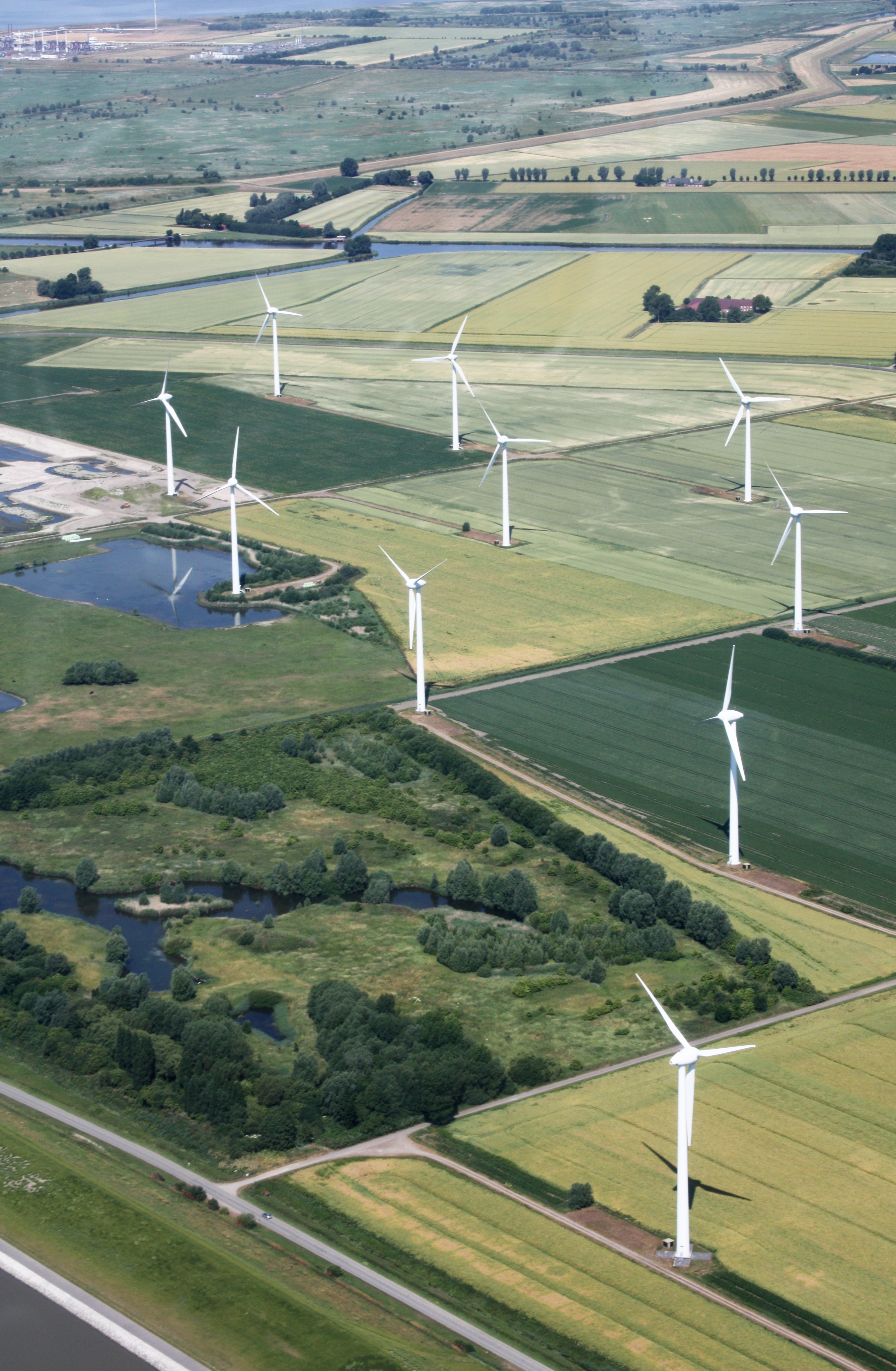
Fruchtbare Kalkmarsch: Ackerland im Wybelsumer Polder

Das restliche Stadtgebiet besteht aus Altmarschen und Jungmarschen. Die jüngsten Marschböden befinden sich im Petkumer Deichvorland, wo Salzwiesen nur noch bei besonders ausgeprägten Sturmfluten überspült werden und ansonsten die Pedogenese (Bodenbildung) bereits eingesetzt hat. Das Areal ist Naturschutzgebiet. Es ist ebenso der Rohmarsch (also der jüngsten Marschform) zuzurechnen wie der in den 1970er-Jahren aufgespülte Rysumer Nacken an der Knock, der 1976 eingemeindet wurde.
Ebenfalls zu den Jungmarschen werden Kalkmarsch und Kleimarsch gerechnet, wobei die erstgenannten die bodenkundlich jüngeren sind. Kalkmarschen finden sich in Emden zumeist in jenen Gebieten, die erst in den vergangenen Jahrhunderten eingedeicht wurden. Abgesehen von einem schmalen Streifen Kalkmarsch, der sich von Borssum bis Petkum unmittelbar hinter dem Emsdeich befindet, liegen sämtliche Kalkmarschböden im Westen der Stadt, vor allem im erst zwischen 1912 und 1923 eingedeichten Larrelter und Wybelsumer Polder sowie in dem im späten 19. Jahrhundert dem Dollart abgerungenen Kaiser-Wilhelm-Polder, auf dem die Stadtteile Constantia und Port Arthur/Transvaal entstanden. Darüber hinaus findet sich Kalkmarsch zwischen Larrelt und Twixlum sowie in Verlängerung nördlich des letztgenannten Stadtteils. Die Kleimarsch ist im Emder Stadtgebiet deutlich weniger vertreten, sie tritt im Stadtwesten vor allem als schmaler „Anschlussstreifen“ an die südlicher gelegene Kalkmarsch auf. Der größte zusammenhängende Streifen von Kleimarsch zieht sich in etwa von Petkum über Borssum durch die Innenstadt und folgt von dort dem Hinter Tief nach Norden. Stellenweise ist dieser Streifen jedoch nur kaum mehr als hundert Meter breit.
Zu den Altmarschen wird die Knickmarsch gerechnet, die weite Teile des nördlichen und östlichen Stadtgebietes ausmacht – mithin also der Teil der Marsch, die das Reifestadium der Bodenentwicklung darstellt. Die Böden gehören zu den ältesten Marschböden, liegen (wie auch in Emden ersichtlich) am weitesten von der Küste entfernt und sind im Laufe der Bodenbildung abgesunken. In Teilen des Stadtgebietes, etwa bei den Höfen Bartshausen bei Wybelsum und Rote Scheune bei Twixlum, liegt das Areal unter Normalhöhennull. Knickmarsch findet sich zudem in den Meeden nördlich von Larrelt und östlich von Conrebbersweg, im letztgenannten Stadtteil selbst, vor allem aber im gesamten Osten des Stadtgebietes ab einer (in etwa) gedachten Linie Barenburg-Herrentor-Borssum – sofern es sich nicht um jene eingangs erwähnten vergesellschafteten (Misch-)Formen bei Marienwehr sowie im Uphuser, Borssumer und Petkumer Hammrich handelt.
Die höchsten Erhebungen sind die künstliche im Mittelalter angelegte, zirka 7,5 Meter hohe Warft, auf der die Stadt entstand, sowie die gut 15 Meter hohe Mülldeponie, die seit Mitte 2006 zu einem Landschaftspark umgestaltet wird.

### Gewässer

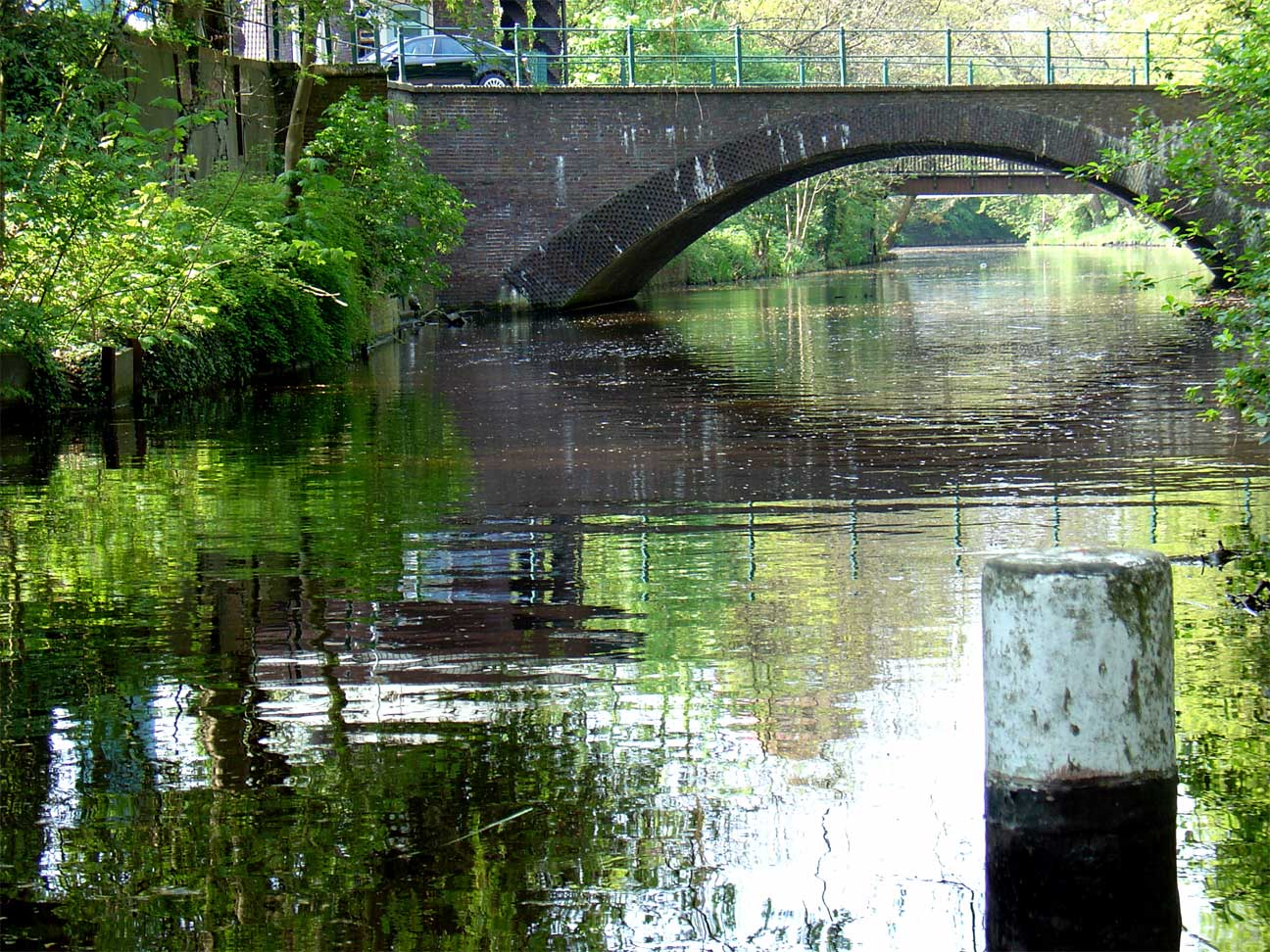
Alter Graben

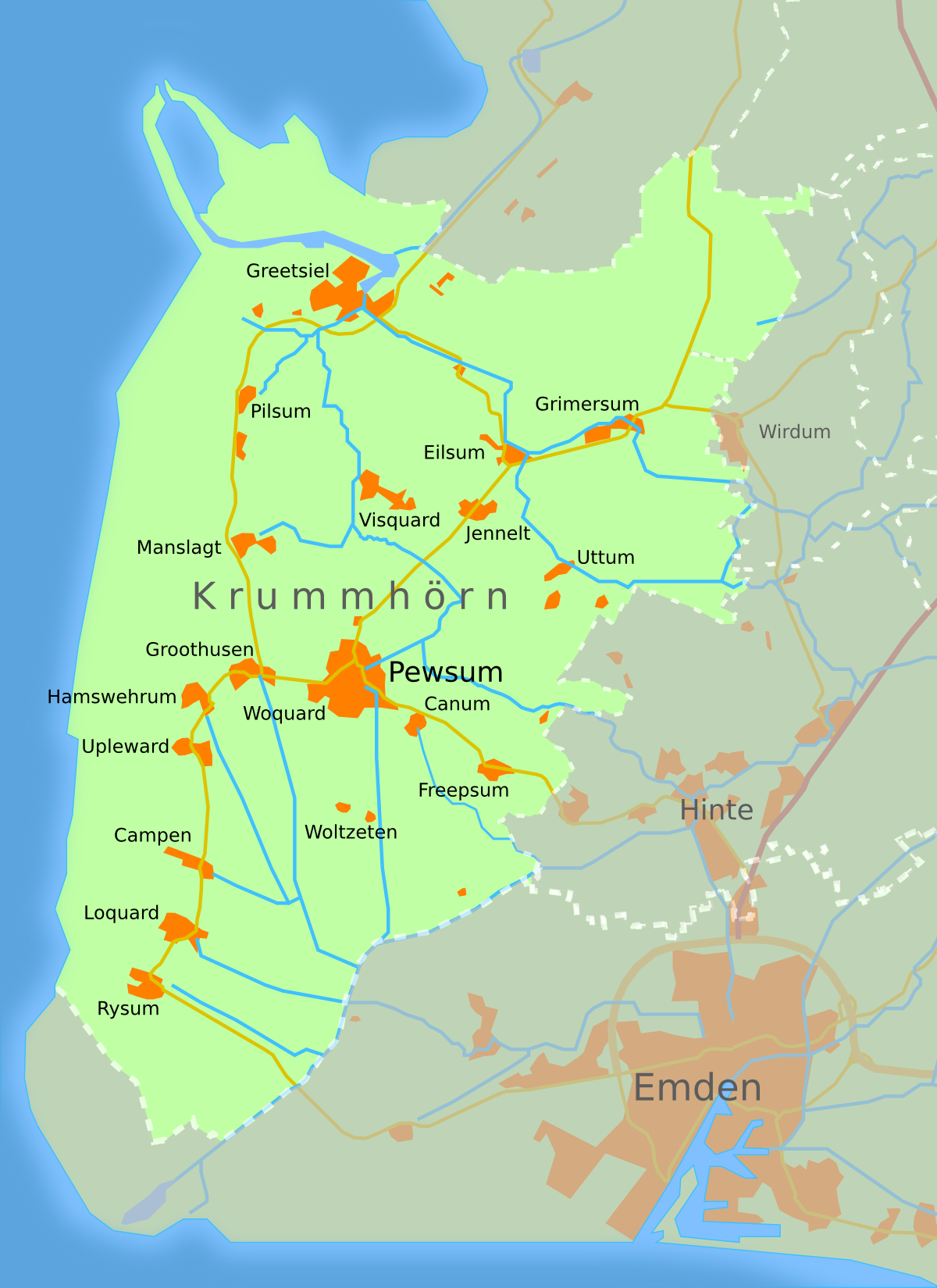
Karte der Region Emden / Hinte / Krummhörn: Ein dichtes Gewässernetz durchzieht die Region.

Emden ist eine Stadt des Wassers. 865 Hektar Wasserfläche (Stand: 31. Dezember 2014) gibt es innerhalb der Grenzen, das entspricht 7,7 Prozent der Gesamtfläche. Ein Gutteil davon besteht aus Hafenbecken, jedoch verlaufen auch rund 150 Kilometer Kanäle durch das Stadtgebiet. Teile des Kanalnetzes sind natürliche Gewässerläufe, der Großteil hingegen ist künstlich geschaffen worden – etwa der Emder Stadtgraben, der zusammen mit dem Emder Wall einen Teil der mittelalterlichen Befestigungsanlagen bildete oder für die Schifffahrt angelegte Kanäle wie das Treckfahrtstief, der Ems-Seitenkanal und der Ems-Jade-Kanal. Zudem liegen zwei Seen, das Uphuser Meer und das Bansmeer, auf dem Gebiet der Stadt Emden, an einen weiteren (Hieve beziehungsweise Kleines Meer) grenzt die Stadt an. Alle Seen sind über Kanäle mit dem Emder Hafen und dem ostfriesischen Wasserstraßennetz verbunden, wobei auf dem als Naturschutzgebiet ausgewiesenen Bansmeer Fahrverbot besteht. Das Hinter Tief und das Larrelter Tief verbinden Emden mit den Kanälen nördlich und westlich von Emden, über das Knockster Tief mit den Krummhörner Dörfern, und das Fehntjer Tief und der Ems-Jade-Kanal schließlich mit den Kanälen östlich von Emden. Über den Ems-Jade-Kanal und weitere Abzweigungen ist eine Fahrt bis nach Oldenburg und zur Weser möglich – abschnittsweise jedoch nur mit Booten ohne höhere Aufbauten wegen niedriger Brücken. Der Emder Hafen mit der Großen Seeschleuse und der Nesserlander Schleuse bildet dabei den Durchlass von der Binnenschifffahrt zur Seeschifffahrt.
Im Rahmen des Küstenschutzes wird Emden durch Deiche vor Sturmfluten der Nordsee geschützt. Daher verläuft zwischen der Knock im äußersten Westen und der Hafeneinfahrt der Seedeich und von der Hafeneinfahrt bis zur östlichen Grenze Emdens der Emsdeich im Emder Süden entlang. Neben künstlichen Gewässern wie Hafen, Kanälen und Sielen stellen einige hier auch als Tief bezeichnete Flüsse die erforderliche Entwässerung des nur geringfügig über Normalnull liegenden Stadtgebiets sicher.

### Klima

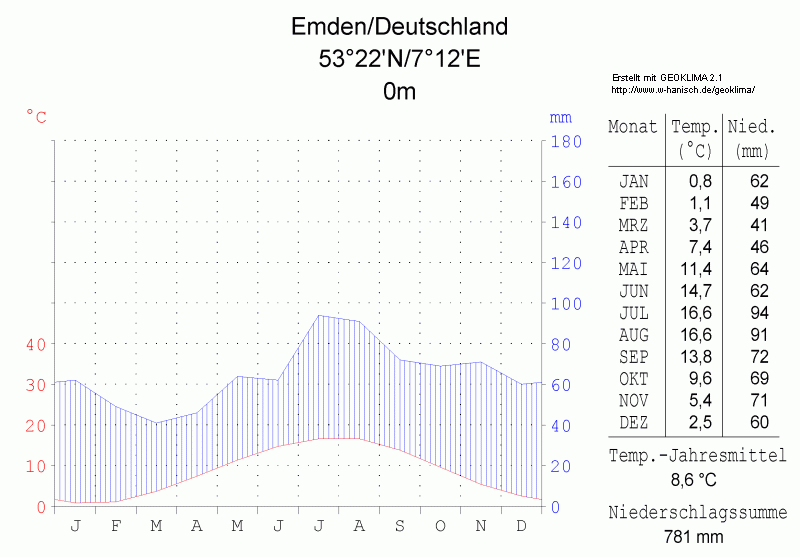
Klimadiagramm von Emden

Emden steht hauptsächlich im direkten Einfluss der Nordsee. Im Sommer sind die Tagestemperaturen tiefer, im Winter häufig höher als im weiteren Inland. Das Klima ist insgesamt von der mitteleuropäischen Westwindzone geprägt.
Im Frühjahr und Herbst sind Stürme häufig, diese fallen oftmals mit einer Sturmflut zusammen. Dabei werden Winde in Orkanstärke gemessen. Bei der Allerheiligenflut 2006 (1. November) wurde der höchste jemals im Emder Hafen gemessene Pegelstand von 3,59 Meter über dem mittleren Tidehochwasser gemessen. Der seewärts exponierte, nicht durch Deiche und Schleusen geschützte Außenhafen wurde überflutet. Die Sturmflut richtete Schäden in sechsstelliger Höhe an.
Nach der Klimaklassifikation von Köppen befindet sich Emden in der Einteilung Cfb.
- Klimazone C: Warm-Gemäßigtes Klima
- Klimatyp Cf: Feucht-Gemäßigtes Klima
- Klimauntertyp b: warme Sommer

Das durchschnittliche Jahrestemperaturmittel liegt bei 8,8 °C. Die wärmsten Monate sind Juli und August mit einem Monatstemperaturmittel von mehr als 16 °C. Der kälteste Monat ist der Januar mit 1,3 °C im Durchschnitt.
Die Niederschlagsmenge innerhalb eines Jahres liegt in Emden bei 805 mm. Der regenreichste Monat ist der November mit 83 mm, der regenärmste Monat ist der Februar mit 45,5 mm.
Im Jahr scheint in Emden die Sonne insgesamt 1512 Stunden. Die größte Chance auf Sonne bietet der Mai. In diesem Monat sind es 210 Stunden Sonnenschein. Das Gegenteil im Dezember: Dann scheint die Sonne lediglich 32 Stunden lang.
Die angegebenen Werte beziehen sich auf das langjährige Mittel der Jahre 1961 bis 1990.
|                        | Jan  | Feb  | Mär  | Apr  | Mai  | Jun  | Jul  | Aug  | Sep  | Okt  | Nov | Dez  |   |     |
| Mittl. Temperatur (°C) | 1,3  | 1,5  | 4,1  | 7,3  | 11,8 | 14,9 | 16,4 | 16,3 | 13,7 | 10   | 5,6 | 2,6  | ⌀ | 8,8 |
|                        |      |      |      |      |      |      |      |      |      |      |     |      |   |     |
| Niederschlag (mm)      | 67,1 | 45,5 | 62,3 | 48,6 | 60,2 | 70,5 | 82,1 | 72,8 | 66,6 | 72,8 | 83  | 73,5 | Σ | 805 |
|                        |      |      |      |      |      |      |      |      |      |      |     |      |   |     |
| Sonnenstunden (h/d)    | 1,32 | 2,57 | 3,61 | 5,36 | 6,77 | 6,6  | 6,26 | 6,35 | 4,73 | 3,09 | 1,9 | 1,03 | ⌀ | 4,1 |

|  |

|  |

|  |

|  |

|  |

|  |

|  |

|  |

|  |

|  |

|  |

|  |

|  |

|  |

|  |

|  |

|  |

|  |

|  |

|  |

|  |

|  |

|  |

|  |

### Ausdehnung des Stadtgebiets
Die maximale Länge von Nord nach Süd beträgt 7,7 Kilometer. Die Ausdehnung von West nach Ost beträgt maximal 20,4 Kilometer, die Stadt erstreckt sich in voller Breite entlang der Ems. Die Gesamtlänge der Stadtgrenze beträgt landseitig 43,0 Kilometer. Die Gesamtfläche beträgt 112,36 Quadratkilometer (Stand: 31. Dezember 2014), die sich wie in oben stehender Tabelle zusammensetzen. Die vergleichsweise geringe Einwohnerdichte von 461 Einwohnern pro Quadratkilometer und der hohe Anteil an Landwirtschaftsflächen ergeben sich aus der Kommunalreform des Jahres 1972: Damals wurden die Dörfer Wybelsum, Logumer Vorwerk, Twixlum, Widdelswehr und Petkum mit ihrem Umland (Siehe Stadtgliederung) eingemeindet. Weite Teile der Flächen im Osten und im Westen der Stadt sind daher landwirtschaftlich geprägt. Im Osten des Stadtgebietes befindet sich das Naturschutzgebiet Petkumer Deichvorland.

### Nachbargemeinden
Unmittelbar angrenzende Gemeinden von Nordwest nach Ost im Uhrzeigersinn: Krummhörn, Hinte, Südbrookmerland und Ihlow (alle Landkreis Aurich) sowie Moormerland (Landkreis Leer). Im Süden sowie im Westen wird Emden unmittelbar von der Ems und dem Dollart begrenzt. Am gegenüberliegenden Ufer der Ems beziehungsweise des Dollarts befinden sich die Gemeinden Jemgum und Bunde (Landkreis Leer) sowie niederländisches Gebiet, darunter die Stadt Delfzijl und die Gemeinde Oldambt. Ein Sonderfall ist die Insel Borkum: Diese gehört politisch zum Landkreis Leer. Die einzige Verbindung zum deutschen Festland führt aber über Emden, weshalb die Seehafenstadt als Schulstandort, aber auch für Dienstleistungen und die Versorgung mit Gütern eine wichtige Funktion für die Insel einnimmt.
Die intensivsten Beziehungen bestehen zwischen Hinte und Emden. Hinte ist eine Vorortgemeinde, die im Wesentlichen als Schlafgemeinde dient. Der städtebauliche Übergang ist fließend. Bei der Kommunalreform 1972 war diskutiert worden, ob das heutige Gebiet der Gemeinde Hinte komplett nach Emden eingemeindet werden sollte, dies wurde jedoch verworfen. Ähnlich eng sind die Beziehungen zwischen der Gemeinde Krummhörn und Emden, auch wenn die Krummhörn (so die umgangssprachliche Bezeichnung) im Tourismus ein eigenes wirtschaftliches Standbein hat. Einwohner beider Gemeinden nutzen jedoch in der Mehrzahl Emden als Arbeits- und Einkaufsort sowie die Freizeit-Infrastruktur der Stadt. Auch umfassen der Geschäftsbezirk des Emder Amtsgerichts und die Emder Geschäftsstelle der Bundesagentur für Arbeit neben der Stadt auch jene beiden Gemeinden.
In etwas weniger starker, aber immer noch signifikanter Form gilt diese Verflechtung auch für andere, nahe gelegene Teile des Landkreises Aurich sowie die Gemeinde Moormerland im Landkreis Leer.

### Stadtgliederung

Emder Stadtteile

Emden hat 20 Stadtteile, die jedoch in der städtischen Einwohnerstatistik nicht alle separat aufgeführt, sondern teils zusammengefasst sind. In den vergangenen Jahrzehnten erfolgten drei Mal größere Eingemeindungen: 1928, 1945 und 1972. Besonders durch die bislang letzten Eingemeindungen im Zuge der niedersächsischen Gemeindereform 1972 wurde die Stadtfläche erheblich vergrößert.

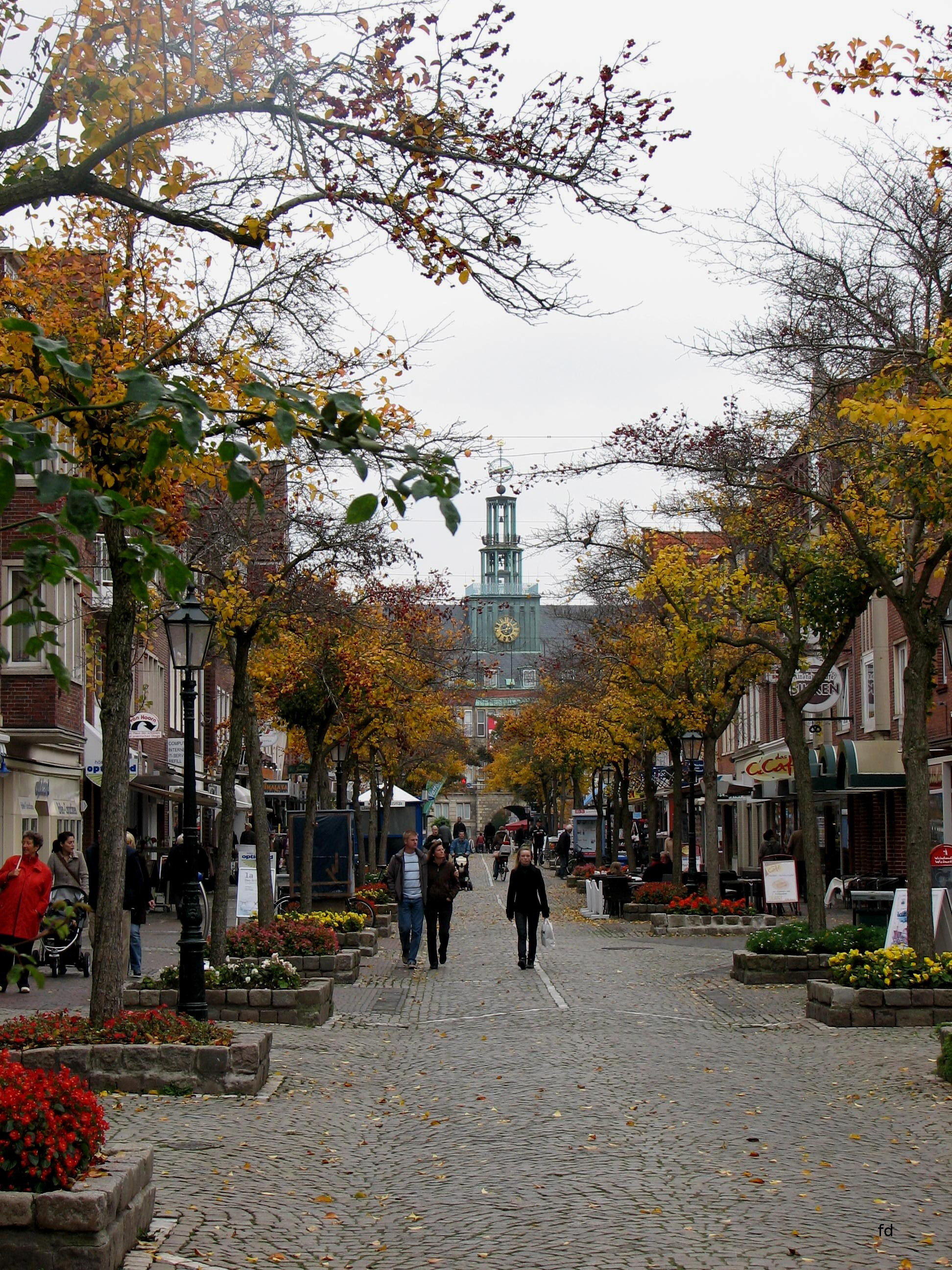
Die Große Straße (Fußgängerzone)

Das Stadtzentrum lässt sich in folgende Viertel unterteilen: Altstadt, Behördenviertel, Bentinkshof, Boltentor, Groß-Faldern und Klein-Faldern. Die drei größten Stadtteile sind laut Statistik der Stadt Emden das Stadtzentrum (8950 Einwohner), Barenburg (7015 Einwohner) und Borssum/Hilmarsum (6046 Einwohner).
Das Stadtzentrum Emdens ist – im Vergleich zu vielen anderen ähnlich großen oder größeren Städten – durchaus stark bevölkert. Ein Grund hierfür ist in der Wiederaufbauphase nach dem Krieg zu suchen: Viele niedergebombte Geschäftshäuser – davon kleinere Häuser, in denen Geschäft und Wohnung unter einem Dach vereint waren – wurden in der Wiederaufbauphase durch reine Wohnbauten ersetzt. Im südlichen Teil des Stadtzentrums beginnt bereits der Emder Hafen mit kleineren Umschlagplätzen und Werften.
Der Emder Hafen ist mehreren Stadtteilen zuzuordnen: Port Arthur/Transvaal, Borssum, (Kolonie) Friesland und Stadtzentrum.

### Schutzgebiete
In der Stadt Emden sind zwei Naturschutzgebiete ausgewiesen, die sich beide im Osten Emdens befinden. Es handelt sich zum einen um das 0,24 Quadratkilometer große Bansmeer, einen der früher zahlreichen Binnenseen in der Niederung zwischen Emden und Riepe. Zum Schutzgebiet gehört auch die Umgebung des Sees in den Gemarkungen Riepster Hammrich, Riepe, Petkum und Uphusen. Das Gebiet in einer Größe von insgesamt etwa 48 Hektar steht seit 1975 unter Schutz. Seit 1994 ist das 200 Hektar große Petkumer Deichvorland unter Schutz gestellt. Das außendeichs gelegene Gebiet ist zum großen Teil Bestandteil des EU-Vogelschutzgebietes Emsmarsch von Leer bis Emden.
Als Landschaftsschutzgebiet (LSG) ist seit 1972 das LSG Großes Meer und Umgebung unter Schutz gestellt. Es umfasst eine ebene Fläche von 2148 Hektar rund um das Große Meer und das Loppersumer Meer und schließt auch die Hieve ein. Das LSG befindet sich zum Großteil auf Südbrookmerlander Gebiet, kleinere Anteile haben Hinte und Emden (Stadtteil Marienwehr). Das Landschaftsschutzgebiet ist Bestandteil des EU-Vogelschutzgebietes Ostfriesische Meere.
Als Naturdenkmal ausgewiesen ist die Burgallee in Petkum, die 17 Linden und drei Kastanien umfasst und auf einem heute zu Wohnzwecken umgebauten ehemaligen landwirtschaftlichen Betrieb stehen.
Siehe auch:
- Liste der Naturschutzgebiete in Emden
- Liste der Landschaftsschutzgebiete in Emden
- Liste der Naturdenkmale in Emden
- Liste der geschützten Landschaftsbestandteile in Emden

## Geschichte

### Mittelalter
Die Geschichte der Stadt Emden beginnt um das Jahr 800. In dieser Zeit wurde an der Mündung der Ems eine friesische Handelssiedlung gegründet. Die erste urkundliche Bezeugung der Emder Seefahrt stammt aus dem Jahre 1224, als ein Emder Handelsschiff in London erwähnt wird. Bis in jene Zeit handelte es sich lediglich um eine kleinere Siedlung, die auf einer Warft angelegt war.
Der Name der Stadt rührt von der Einmündung des Flüsschens Ehe (oder Aa) her, der damals auf dem heutigen Gebiet der Stadt in die Ems mündete. Aus der Lage an dieser Mündung (regional Muhde genannt) ergab sich der Name Amuthon, aus dem im Mittelalter zunächst Emuthon, dann Embden und schließlich Emden wurde.
Im 14. und 15. Jahrhundert geriet die Handelsstadt Emden in stetige Konflikte mit der mächtigen Hanse, da von Emden und anderen Orten in Ostfriesland wie Marienhafe aus die Seeräuber um Klaus Störtebeker unterstützt wurden. Folge dieses Konfliktes war die mehrfache Besetzung Emdens durch hanseatische (vor allem hamburgische) Kräfte. Die Hamburger zogen erst 1447 endgültig wieder aus Emden ab.

### Frühe Neuzeit

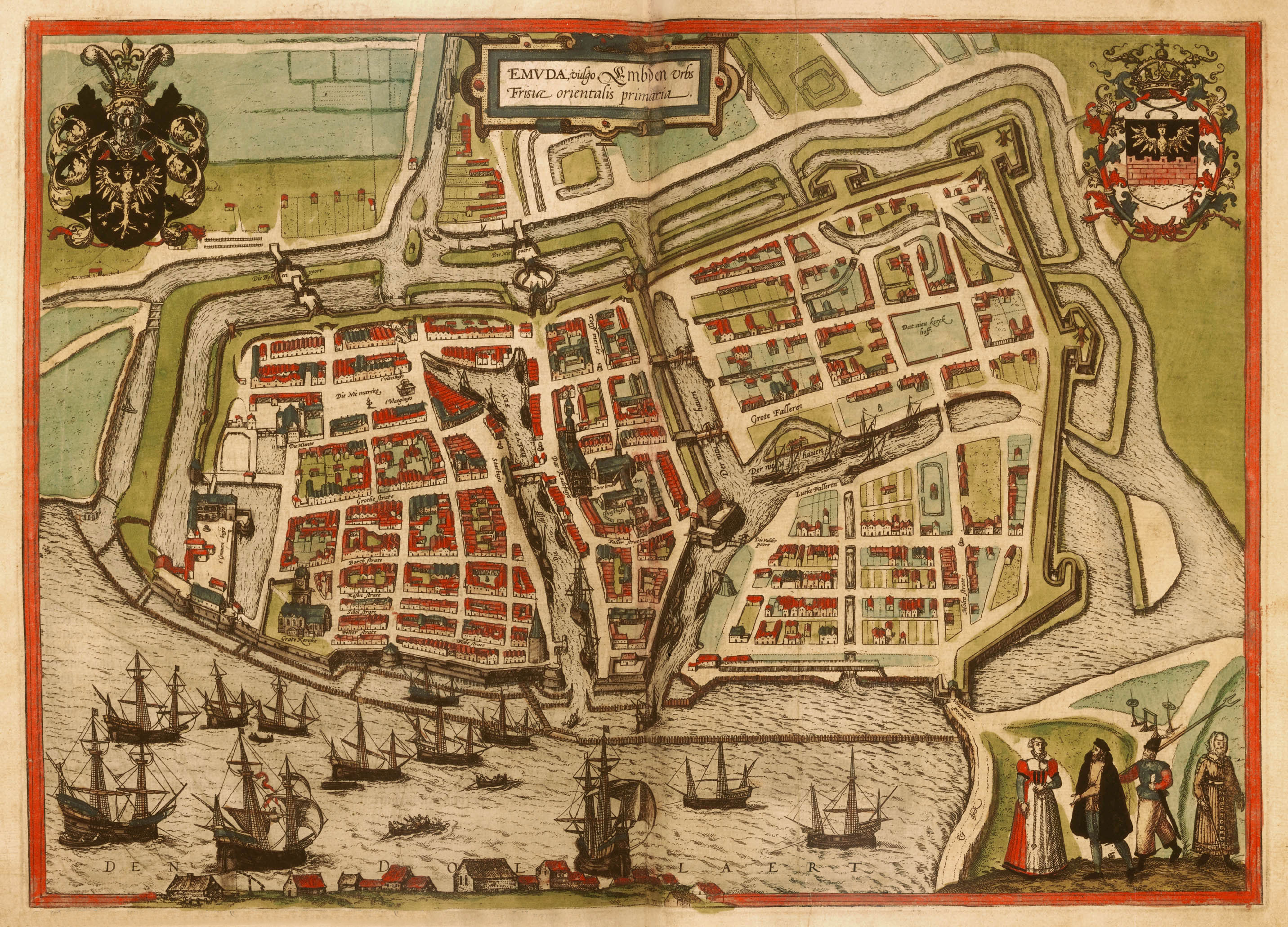
Emden um 1575

Der Übergang vom Mittelalter zur frühen Neuzeit kann für Emden um das Jahr 1495 datiert werden: In jenem Jahr beauftragte Graf Edzard I. den Emder Bürgermeister Hompe Hayen mit einer wichtigen Gesandtschaft zum Reichstag von Worms. Dort verlieh König (später Kaiser) Maximilian I. der Stadt Emden ihr Stadtwappen: das Engelke up de Muer (Engelchen auf der Mauer), das noch heute das Wappen der Stadt ziert. In dieser Zeit wurde auch das Stapelrecht, dass die Stadt sich selbst wohl schon ab 1412 (und das später von den Grafen bestätigt wurde) eingeräumt hatte, vom Kaiser bestätigt (vermutlich 1494), als auch ein Vertrag mit Münster zur Anerkennung des Stapelrechts (1497) geschlossen. Schiffe, die auf der Ems an Emden vorbeifahren wollten, mussten ihre Waren fortan zunächst für drei Tage zum Kauf anbieten. Von diesem Privileg profitierte Emden bis zur Abschaffung des Stapelrechts im 17. Jahrhundert. Ein herber Rückschlag für den Emder Handel ereignete sich in Gestalt der Zweiten Cosmas- und Damianflut 1509: Verlief die Ems bis zur Flut noch in einem nordwärts geschwungenen Bogen an der Stadt vorbei, so suchte sie sich nach der Sturmflut einen geradlinigen Weg in den Dollart und weiter zur Nordsee: Der Emder Hafen drohte langsam, aber sicher zu verlanden. Die Freihaltung des Fahrwassers gestaltete sich schwierig und kostspielig.
Nichtsdestoweniger entwickelte sich Emden in den folgenden Jahrzehnten zu einer blühenden Stadt. Dies war zum einen der Tätigkeit der Emder Kaufleute und Reeder geschuldet, in der zweiten Hälfte des 16. Jahrhunderts aber vor allem einer politischen Entwicklung: dem Unabhängigkeitskampf der Niederländer gegen die Spanier im Achtzigjährigen Krieg. Von den Spaniern vertriebene und verfolgte Niederländer, vorwiegend Patrizier wie Diederik Jansz Graeff oder Kaufleute, Reeder und Handwerker siedelten sich in der nächstgelegenen neutralen Hafenstadt an – und das war Emden.
Die neuen Handelsverbindungen, die die Niederländer quasi mitbrachten, bedeuteten für Emden zeitweise den Aufstieg zu einer der wichtigsten Hafenstädte Nordeuropas. Zugleich entwickelte sich Emden durch das Wirken Johannes á Lascos und weiterer reformierter Theologen zu einer wichtigen Stadt des Calvinismus, was Emden zeitweise den Beinamen „Genf des Nordens“ eintrug. Der Reichtum der Stadt um 1600 erlaubte es, die Ems durch einen Leitdamm wieder in das alte Flussbett zurückzuführen. Der Damm hielt bis 1616. In jener Phase wurde zudem der Emder Wall angelegt, der die Seehafenstadt als einzigen Ort in Ostfriesland vor der Einnahme durch Truppen im Dreißigjährigen Krieg bewahrte. Darüber hinaus wurde eine Vielzahl von Bauwerken errichtet – sakrale wie profane. Zu nennen sind hier vor allem das Rathaus (1574–1576), das Hafentor (1635) und die reformierte Neue Kirche (1643).

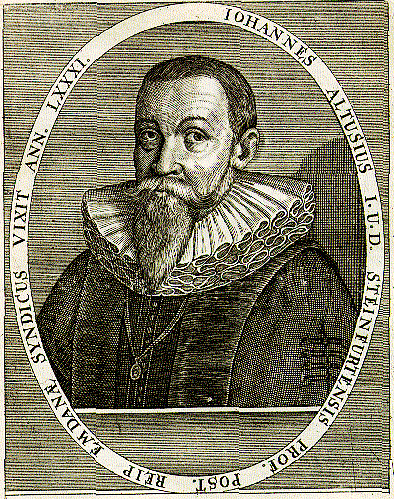
Johannes Althusius

Ausdruck des bürgerlichen Selbstbewusstseins jener Zeit war die Emder Revolution von 1595, in deren Zuge der ostfriesische Graf Edzard II. in die Nachbarstadt Aurich vertrieben wurde. Der 1604 zum Stadtsyndikus berufene Rechtsgelehrte Johannes Althusius stärkte in den folgenden Jahrzehnten noch die Stellung der Stadt, insbesondere gegenüber den Grafen und den Nachbarstädten. Emden war zu jener Zeit zwar nicht de jure eine freie Reichsstadt. Mit den Niederlanden als Schutzmacht im Rücken und weitgehender Unabhängigkeit vom ostfriesischen Grafenhaus war Emden allerdings de facto eine freie Reichsstadt. Kappelhoff (1994, s. Literatur) hat dafür den Begriff quasiautonome Stadtrepublik geprägt.

### 1648 bis 1800
Nach dem Ende des Dreißigjährigen Krieges und der Rückkehr der Niederländer in ihre Heimat zeigte sich, dass die Phase des Aufschwungs vorbei war. Die Rückkehr der Exilanten führte auch zu einem Verlust an Handelsverbindungen und Kapital, was einen empfindlichen Aderlass im Emder Seehandel bedeutete. Das Engagement des Kurfürstentums Brandenburg, das seine Brandenburgisch-Afrikanische Compagnie 1683 nach Emden verlegte, änderte daran nicht viel, zumal deren Bedeutung ab 1700 rasch zurückging.
Die Stadt Emden war die treibende Kraft hinter dem Erwerb Ostfrieslands durch das Königreich Preußen im Jahre 1744, als der letzte ostfriesische Graf kinderlos gestorben war. Die preußischen Jahre brachten einen – wenn auch bescheidenen – wirtschaftlichen Aufschwung. Durch den Einbau von Schotten wurden die tiefliegenden Straßen der Altstadt, wie etwa der Hof von Holland, so gut es ging gegen Sturmfluten geschützt. Die 1751 von Friedrich II. gegründete Emder Ostasiatischen Handelskompanie war nur die wenigen Jahre bis zum Ausbruch des Siebenjährigen Krieges 1756 erfolgreich.

### 1800 bis 1918

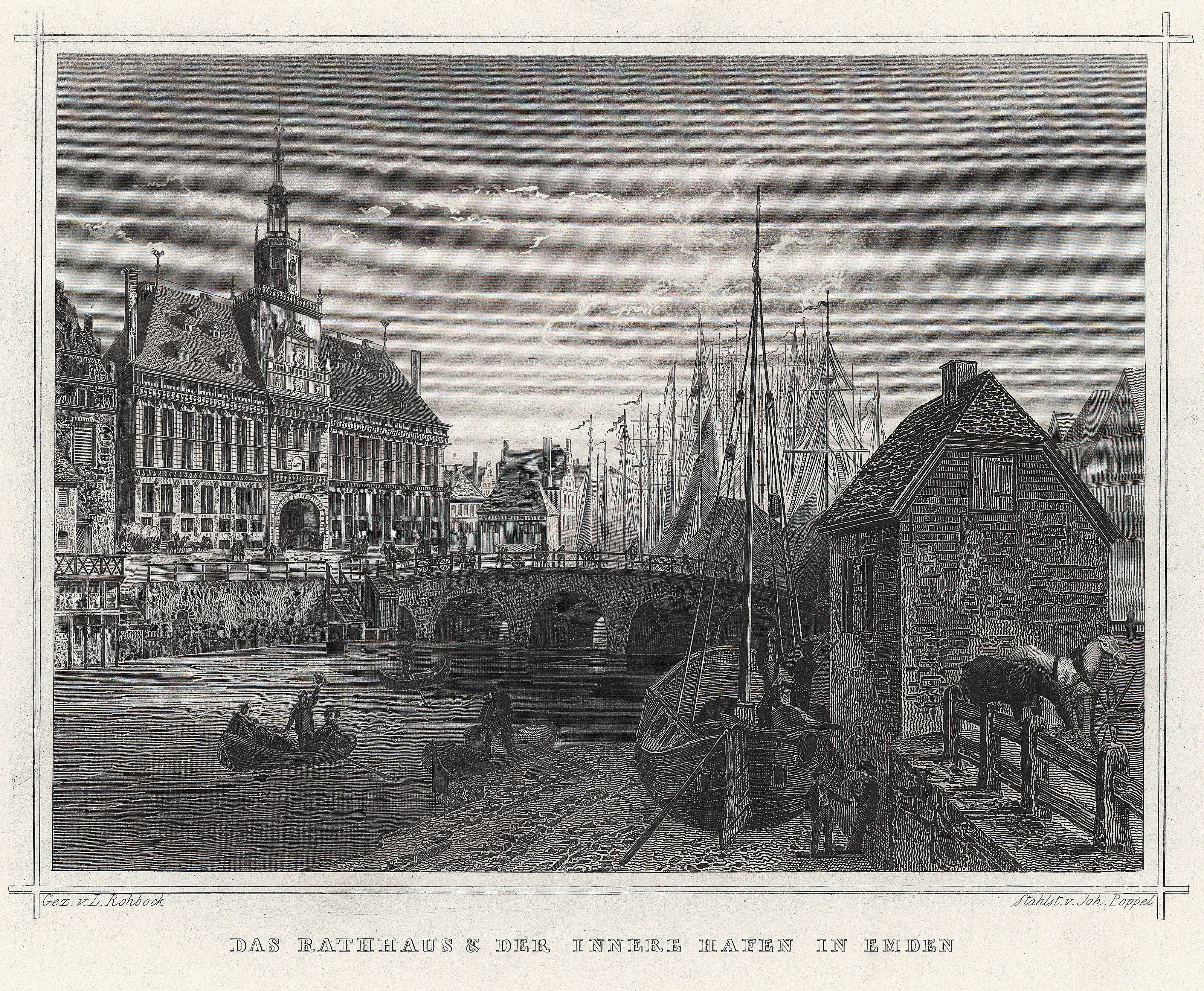
Das Emder Rathaus um 1850

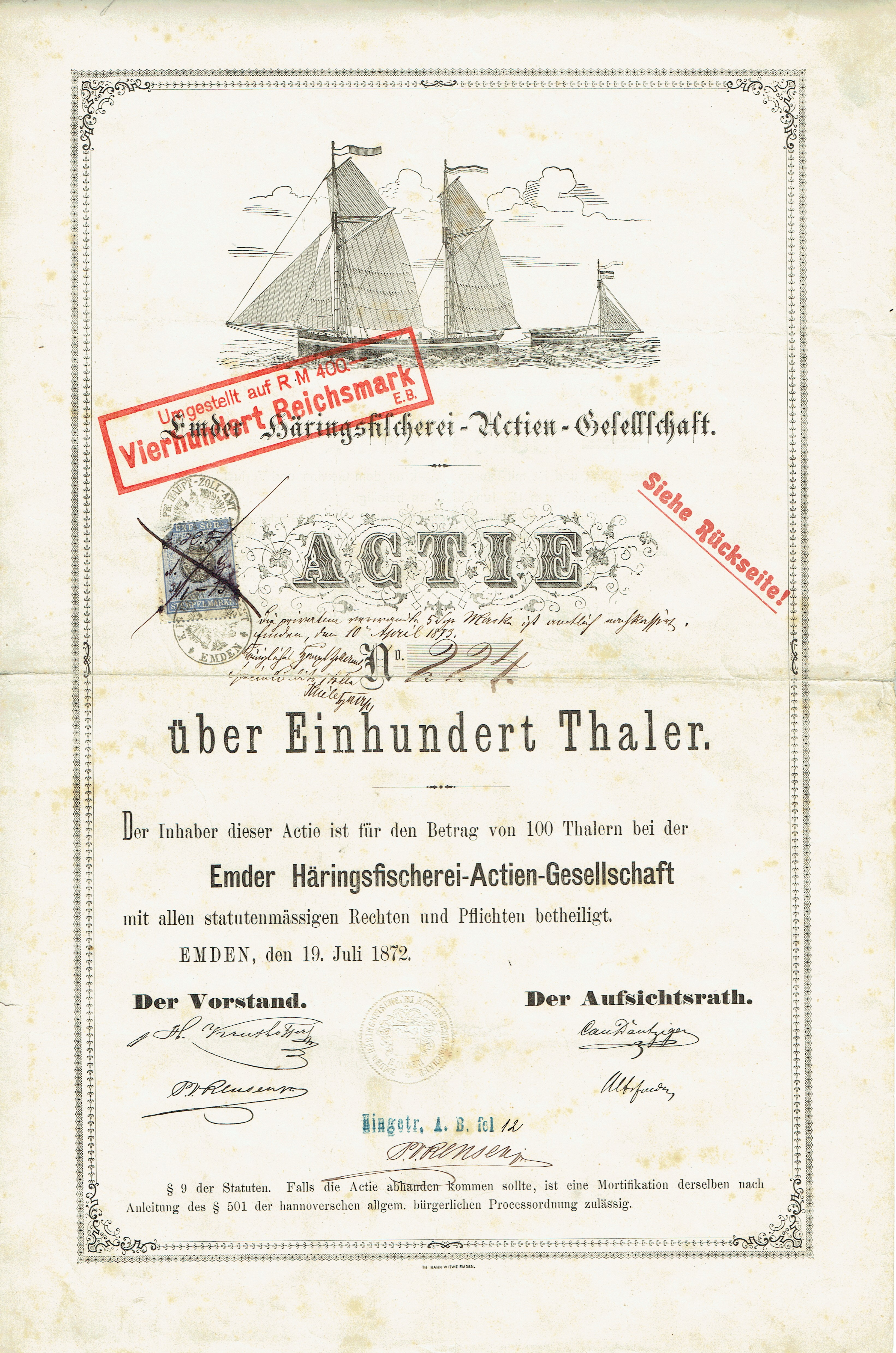
Aktie über 100 Thaler der Emder Häringsfischerei-AG vom 19. Juli 1872

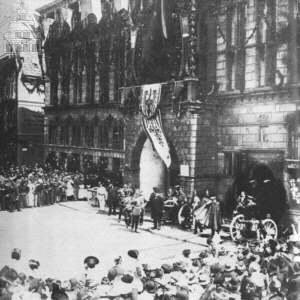
Aufnahme vom Besuch Kaiser Wilhelm II. am 2. Juli 1902 zur Einweihung des neuen Emder Hafens

In der Zeit der Napoleonischen Kriege gehörte Emden – wie die ganze ostfriesische Halbinsel – zeitweise zum Königreich Holland, später zum Kaiserreich Frankreich. Nach dem Wiener Kongress trat Preußen schließlich Emden und Ostfriesland an das Königreich Hannover ab – als Ausgleich für den Erwerb ehemals polnischer Landstriche. Die Hannoversche Zeit brachte der Stadt – vom Bau der Hannoverschen Westbahn 1854/1856 abgesehen – nur wenige wirtschaftliche Impulse.
In der Kaiserzeit wurde die Stadt Emden 1885 im Zuge der preußischen Gebietsreform aus dem Kreis Emden ausgegliedert und somit zur kreisfreien Stadt.
Nach den deutschen Einigungskriegen nahm die wirtschaftliche Entwicklung einen Aufschwung. Die Autarkiebestrebungen des Deutschen Reiches in der zweiten Hälfte des 19. Jahrhunderts und der sich abzeichnende Aufstieg des Ruhrgebietes zum industriellen Ballungszentrum eröffneten dem Emder Seehafen neue Chancen, war er doch vom Ruhrgebiet aus der nächstgelegene inländische Seehafen. Die Transportwege gen Süden wurden vor allem durch den Bau des Dortmund-Ems-Kanals und weiterer Kanäle deutlich verbessert. Durch großzügige Einpolderungen im Bereich des Hafens entstanden Flächen, auf denen in den folgenden Jahrzehnten Industriebetriebe angesiedelt wurden. Der wichtigste war zu jener Zeit die 1903 gegründeten Nordseewerke. Weitere, wichtige Infrastrukturmaßnahmen dieser Jahrzehnte waren der Bau der Nesserlander Schleuse (Inbetriebnahme 1888) und vor allem der Großen Seeschleuse (1913), zu jener Zeit die weltgrößte ihrer Art mit einer Binnenlänge von 260 Metern Länge. Damit wurde der vorher tideabhängige Emder Hafen für große Schiffseinheiten erreichbar. Kohle aus dem Ruhrgebiet und Eisenerz retour waren die wichtigsten Umschlagsgüter jener Zeit. 1882 wurde die erste Kabelverbindung zwischen Deutschland und den USA von Emden nach Coney Island/New York City in Betrieb genommen. Außerdem war die Emder Häringsfischerei zu jener Zeit von großer Bedeutung. Die Nordseewerke bauten im Ersten Weltkrieg eine Vielzahl von Schiffen für die Kaiserliche Marine.

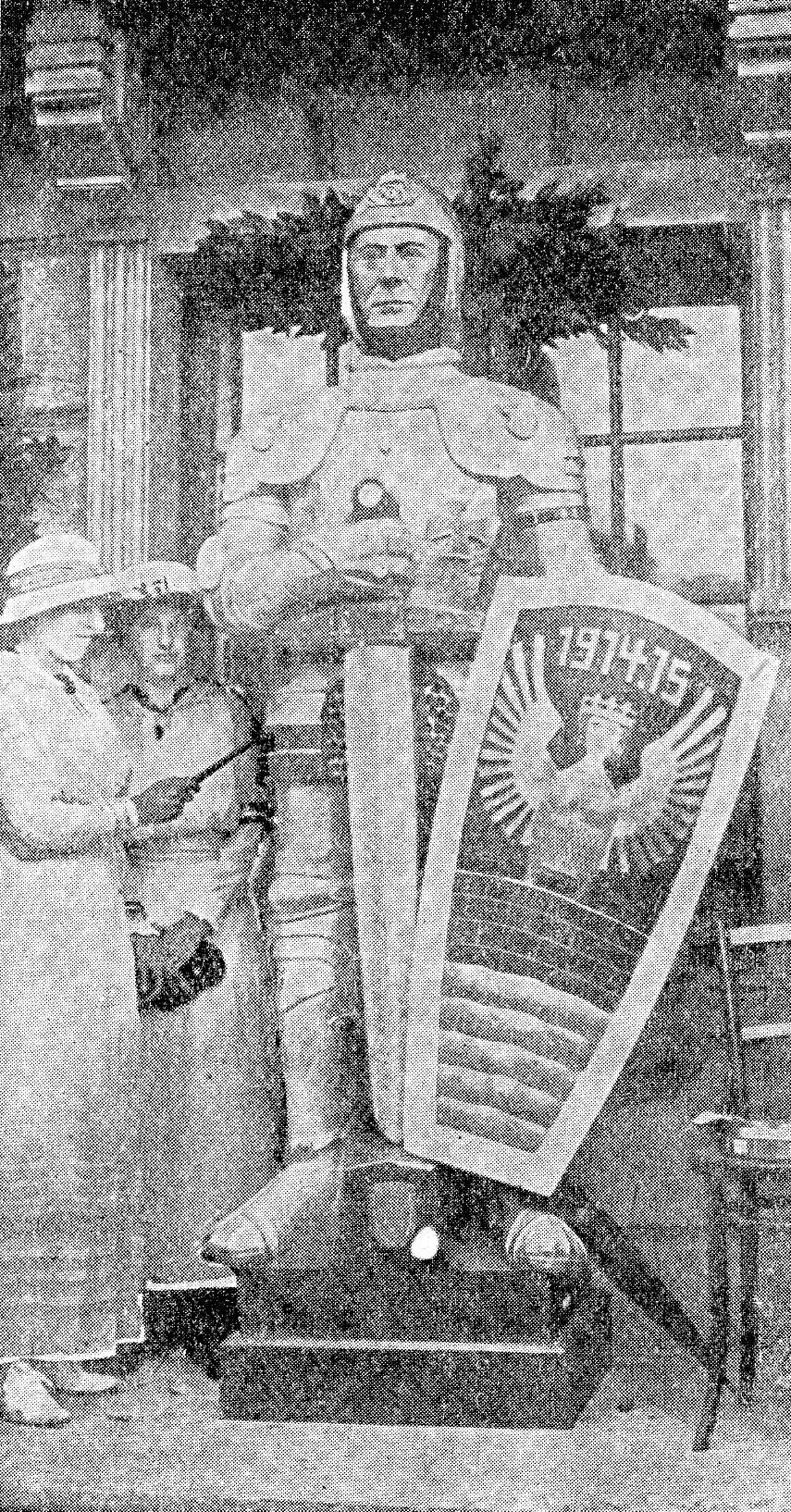
Nagelbild Isern Kerl in Emden nach dem Konterfei von Fregattenkapitän Karl von Müller

Am 2. September 1915 wurde in Emden vor dem Rathaus das Nagelbild De Isdern Keerl van Emden aufgestellt, dessen Gesicht nach dem Konterfei von Karl von Müller gestaltet worden war. Das Kriegswahrzeichen verbrannte am 6. September 1944 bei einem schweren Luftangriff im Rathaus.

### 1919 bis 1945

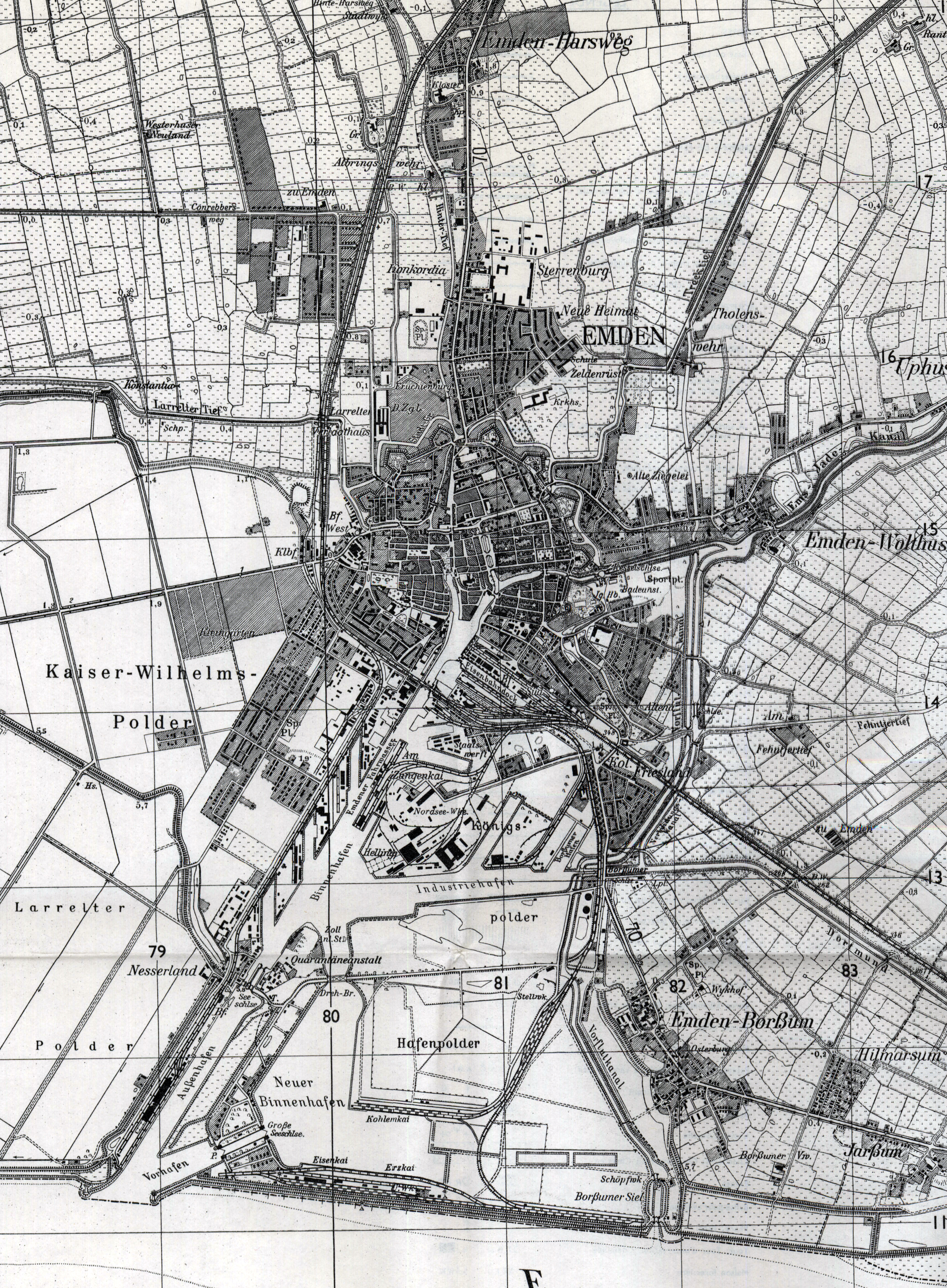
Topographische Karte Emdens (Reichsamt für Landesaufnahme)

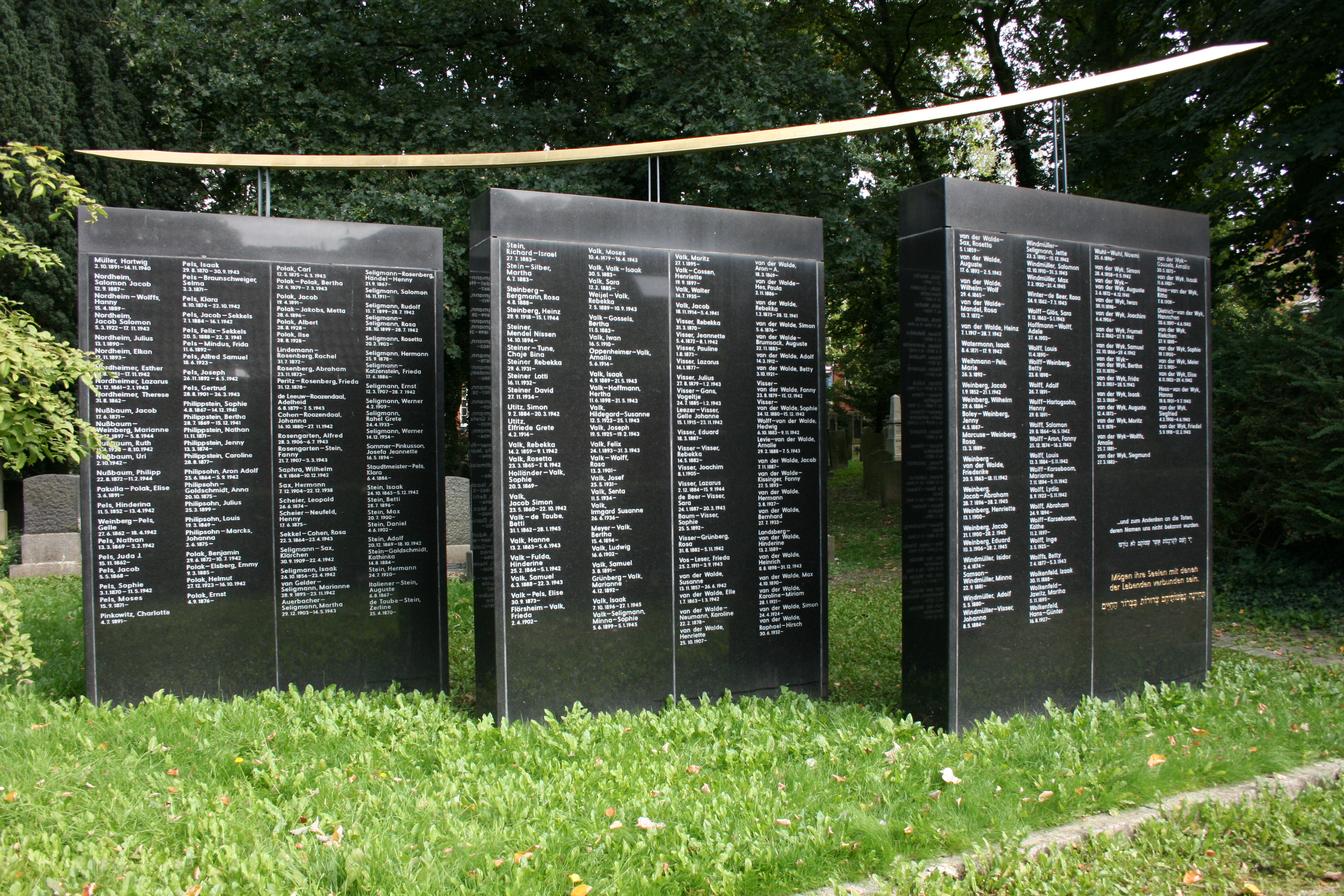
Mahnmal für die ermordeten Juden auf dem Friedhof an der Bollwerkstraße

In der Zwischenkriegszeit war Emden von wirtschaftlichen Nöten durch die Deutsche Inflation 1914 bis 1923 und die Weltwirtschaftskrise geprägt. 1928 wurde das Emder Stadtgebiet durch Eingemeindung der Vororte Borssum und Wolthusen erweitert.
Der Wahlsieg der NSDAP bei der Reichstagswahl März 1933, die Deportation von Juden und die Ausschaltung politischer Gegner erfolgte ähnlich rasch wie anderenorts im Deutschen Reich. Durch das Aufrüstungsprogramm wurden auf den Werften viele Kriegsschiffe gebaut, während des Krieges vor allem U-Boote. In der Nacht vom 9. auf den 10. November 1938 beteiligten sich Emder SA-Truppen an den von der Reichsleitung befohlenen Ausschreitungen gegen die Juden, die später als „Reichskristallnacht“ oder Novemberpogrome 1938 bezeichnet wurden. Die Synagoge wurde niedergebrannt und alle männlichen Juden über Oldenburg in das KZ Sachsenhausen deportiert, aus dem sie erst nach Wochen zurückkehren konnten. Die Diskriminierung hielt weiter an. Ende Januar 1940 führte eine Initiative ostfriesischer Landräte und des Magistrats der Stadt Emden zu der Weisung der Gestapo-Leitstelle Wilhelmshaven, dass Juden Ostfriesland bis zum 1. April 1940 verlassen sollten. Die ostfriesischen Juden mussten sich andere Wohnungen innerhalb des deutschen Reiches (mit Ausnahme Hamburgs und der Linksrheinischen Gebiete) suchen. Im Oktober 1941 gehörte Emden zu den ersten zwölf Städten im Reich, aus denen Juden in den Osten deportiert wurden. 23 Bewohner des jüdischen Altenheimes Emden wurden noch vorübergehend im Oktober 1941 in das jüdische Altenheim Varel verlegt und von dort aus im Juli 1942 über Bremen und Hannover nach Theresienstadt deportiert.
Im Zweiten Weltkrieg erfolgte eine Reihe von Luftangriffen auf die wichtige Industrie- und Hafenstadt, die zunächst jedoch keine großen Zerstörungen anrichteten. Dies änderte sich am 6. September 1944, dem Tag der größten Katastrophe in der Geschichte Emdens. Alliierte Bombereinheiten zerstörten rund 80 Prozent der Innenstadt und damit fast die gesamte historische Bausubstanz der vergangenen Jahrhunderte. Die Nordseewerke, welche diverse Rüstungsaufträge erfüllten und vor allem U-Boote bauten, wurden dabei kaum getroffen. Das Hauptziel war die zivile Innenstadt. Ein besonderer Grund für den Angriff ist aus den Aufzeichnungen der Royal Air Force nicht ersichtlich; es war aber der letzte auf die Stadt.
Alliierte Bodentruppen erreichten die Stadt Anfang Mai 1945, konnten sie aber nicht kampflos einnehmen. Emden war kurz vor Kriegsende zur Festung erklärt worden und wurde auf Befehl des Festungskommandanten noch einige Tage von den umliegenden Flakbatterien verteidigt. Die letzte Kampfhandlung im Raum Emden war am 4. Mai 1945. Im Laufe des Krieges fielen 2404 Emder Soldaten. Zudem wurden 408 Emder Bürger, Zwangsarbeiter und Angehörige der Wehrmacht bei Bombenangriffen getötet. Während der NS-Zeit wurden 465 jüdische Bürger ermordet.

### Nach 1945
Der Wiederaufbau der stark zerstörten Stadt zog sich bis in die frühen 1960er Jahre hin, er wurde erst 1962 mit der Wiedereröffnung des Rathauses für offiziell beendet erklärt. Noch zu Beginn jenes Jahrzehnts gab es in der Stadt Barackenlager, in denen ausgebombte Personen wohnten, zumal die Stadt trotz der Zerstörungen Flüchtlinge aus den ehemaligen deutschen Ostgebieten aufgenommen hatte. Auf Druck der Besatzer wurden bereits 1945/46 die Vororte Larrelt, Uphusen und Harsweg nach Emden eingemeindet.

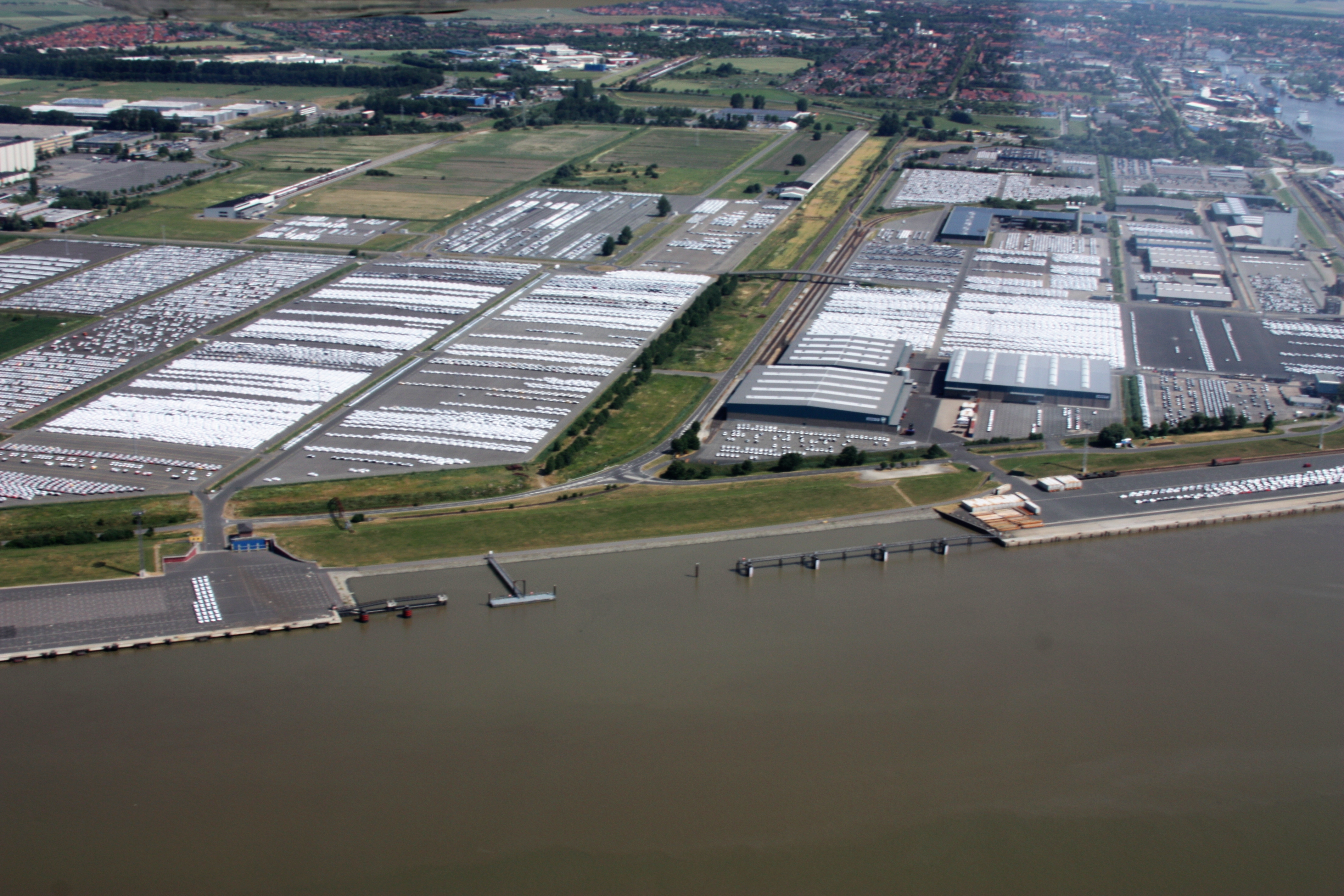
Autoumschlag im Emder Hafen

Das Wirtschaftswunder ging an der Stadt dennoch nicht vorbei. So wurden nach der Genehmigung durch die Besatzungsmächte bereits Anfang der 1950er Jahre wieder Seeschiffe auf den Werften gebaut. Die wichtigste Industrieansiedlung erfolgte 1964 mit der Grundsteinlegung des Volkswagenwerks Emden. Dort wurde ab 1965 der VW Käfer produziert, seit 1977 der VW Passat. Der Volkswagen-Konzern konzentrierte in den folgenden Jahrzehnten den gesamten Im- und Export seiner Automobile (später inklusive Tochterfirmen) in Emden, was den Hafen zum drittgrößten Autoverladehafen Europas machte. Mit der Kommunalreform des Jahres 1972 wurde das Emder Stadtgebiet erheblich erweitert und erreichte seine heutige Größe. Die heutigen Stadtteile Wybelsum, Logumer Vorwerk, Twixlum, Petkum, Widdelswehr und Jarßum kamen hinzu. Darunter befand sich neben ausgedehnten landwirtschaftlichen Flächen das heutige Industriegebiet Rysumer Nacken an der Knock, wo seit 1977 durch die Europipeline Erdgas aus norwegischen Nordsee-Feldern, wie zum Beispiel Ekofisk, angelandet wird.
Der Wiederaufbau der Stadt und die Versorgung mit Wohnungen war Ende der 1960er Jahre im Wesentlichen abgeschlossen, wozu der Bau von höhergeschossigen (bis zu elf Etagen) Mietshäusern beitrug – vornehmlich durch den gewerkschaftseigenen Konzern Neue Heimat. Beginnend in den 1970er Jahren, wurde die kulturelle Infrastruktur der Stadt erheblich ausgebaut. Es entstanden das Neue Theater, die Nordseehalle, die Fachhochschule und weitere Einrichtungen. In den 1980er Jahren kam unter anderem die Kunsthalle Emden hinzu, in den 1990ern die Johannes a Lasco Bibliothek.
2012 bekam die Stadt durch den Kindsmord in Emden bundesweit mediale Aufmerksamkeit.

### Eingemeindungen
Bereits im 16. Jahrhundert wurde das Gebiet der Stadt Emden im Zuge des wirtschaftlichen Aufschwungs erweitert, namentlich um Faldern (die heutigen Stadtteile Groß-Faldern und Klein-Faldern).
1928 wurde das Stadtgebiet um die früheren Emder Herrlichkeiten Borssum (mit dem heutigen Hilmarsum) und Wolthusen (mit dem heutigen Tholenswehr) erweitert. Beide Ortschaften wurden dazu aus dem Kreis Emden ausgegliedert.
Kurz nach Ende des Zweiten Weltkriegs wurde das Stadtgebiet um die heutigen Stadtteile Larrelt (1. Oktober 1945, 1254 Einwohner) und Harsweg (ebenfalls 1. Oktober 1945, 835 Einwohner) erweitert. Beide Ortsteile gehörten zuvor zum Landkreis Norden. Vom Landkreis Norden kam zum 1. April 1946 auch noch Uphusen (mit Marienwehr, zusammen 804 Einwohner) hinzu. Im Zuge der niedersächsischen Kommunalreform kam es am 1. Juli 1972 zu einer wesentlichen Erweiterung des Stadtgebietes: Vom Landkreis Norden übernahm die Stadt Emden die Gemeinden Wybelsum (1301 Einwohner), Logumer Vorwerk (297 Einwohner) und Twixlum (719 Einwohner), vom Landkreis Leer die Gemeinden Petkum (1008 Einwohner) und Widdelswehr (mit Jarßum, zusammen 1034 Einwohner). Die jüngste Erweiterung des Stadtgebietes ist die offizielle Aufnahme der aufgespülten Fläche am Rysumer Nacken zum 1. Januar 1976, die zuvor gemeindefrei war.

### Einwohnerentwicklung
Nach Schätzungen waren in der höchsten Blütezeit der Seehafenstadt um das Jahr 1600 herum rund 15.000 Bürger in Emden beheimatet. Damit war Emden eine Stadt mit einer durchaus bemerkenswerten Einwohnerzahl in jener Zeit. Zum Vergleich: Hamburg und Köln als die beiden größten Städte jener Tage hatten etwa 40.000 Einwohner. Heute hingegen beträgt die Einwohnerzahl Hamburgs das 37fache derjenigen Emdens, die Einwohnerzahl Kölns das 21fache.
Bis 1744 nahm die Einwohnerzahl auf etwa 7000 ab und stieg bis 1880 auf etwa 13.400 an. Durch die Industrialisierung wuchs die Stadt bis 1940 auf 37.000 Einwohner. Nach dem Zweiten Weltkrieg erfuhr Emden nochmals einen Schub in der Entwicklung. Seit den 1960er Jahren liegt die Einwohnerzahl – von wenigen Jahren abgesehen – konstant über 50.000. Seit den 1980er Jahren wurden im Stadtgebiet mehrere größere Baugebiete ausgewiesen, unter anderem entstand in Constantia sogar ein komplett neuer Stadtteil. Damit hat die Stadt Emden den zuvor feststellbaren Trend zur Wanderung von Emdern ins Umland abfedern können. Zudem bemüht sich die Emder Stadtverwaltung darum, die Studenten der Fachhochschule dazu zu bewegen, sich mit ihrem Hauptwohnsitz in Emden anzumelden. Die Stadt Emden hat zudem 2013 nach dem Vorbild von Hannover und Osnabrück eine Einbürgerungskampagne gestartet. Ziel ist es, möglichst viele der etwa 2500 in Frage kommenden Ausländer von den Vorteilen der deutschen Staatsbürgerschaft zu überzeugen. 465 EU-Bürger und etwa 680 Bürger aus anderen Staaten kämen nach Angaben der Stadtverwaltung für eine rasche Einbürgerung infrage.
Das Niedersächsische Landesamt für Statistik prognostiziert der Stadt Emden bis 2021 eine weitere Zunahme der Einwohnerzahl auf mehr als 52.000. Es wurde im Mai 2013 ein Rückgang der Bevölkerung von Emden um ungefähr 300 prognostiziert. Beide Prognosen wurden vor dem Ergebnis des Zensus 2011 bekanntgegeben.

## Politik

### Rat
| Ratswahl Emden 2021Wahlbeteiligung: 47,0 % 403020100 35,618,014,212,79,95,21,91,61,0keine SPDCDUGrüneFDPGfELinkePARTEIMeyeringU.N.SSonst.Gewinne und Verlusteim Vergleich zu 2016 %p 6 4 2 0 −2 −4 −6 −8−10−12+4,6−1,1+2,9+0,6−10,3−0,1+1,9+1,6+1,0−0,9SPDCDUGrüneFDPGfELinkePARTEIMeyeringU.N.SSonst. | Sitzverteilung im Rat der Stadt Emden seit 2021Insgesamt 40 Sitze - Linke: 2 - PARTEI: 1 - SPD: 14 - Grüne: 6 - FDP: 5 - CDU: 7 - GfE: 4 - Meyering: 1 |

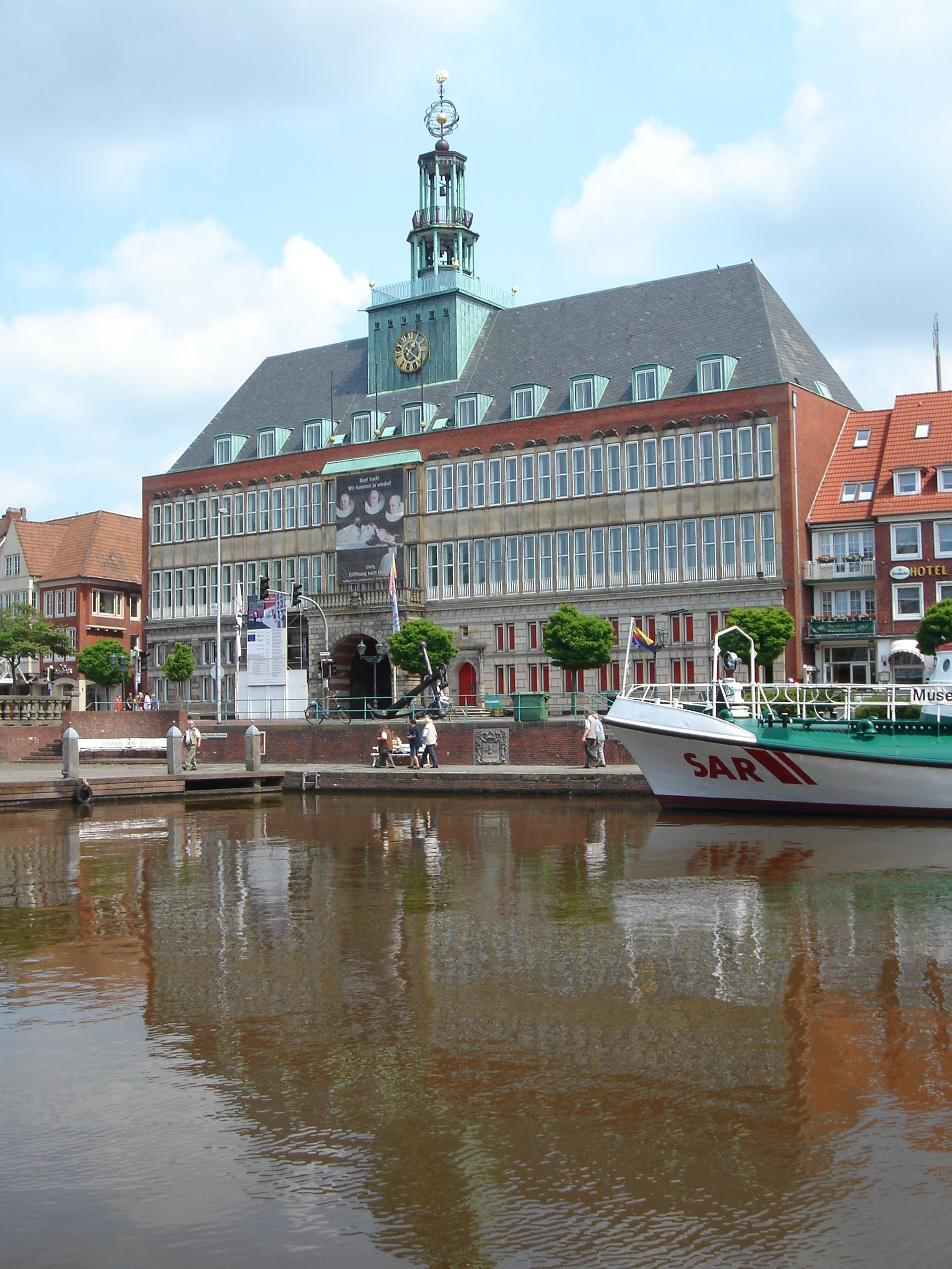
Rathaus

Der Rat der Stadt Emden besteht aus 40 Mitgliedern. Hinzu kommt als stimmberechtigtes Mitglied kraft Amtes der Oberbürgermeister. Die Stadt Emden war jahrzehntelang bis 2016 eine Hochburg der SPD.
Oberbürgermeister der Stadt war seit der Kommunalwahl im September 2011 Bernd Bornemann (SPD). Er löste Alwin Brinkmann ab, der dieses Amt seit 1986 innehatte – zunächst ehrenamtlich und seit 1998 hauptamtlich, womit er seit September 2006 der dienstälteste Oberbürgermeister Niedersachsens war. Seit dem 1. November 2019 ist Tim Kruithoff Oberbürgermeister von Emden.
Vom Ende des Zweiten Weltkrieges bis zur Kommunalwahl 2001 hatte die SPD – mit Ausnahme einer kurzen Periode in den 1950er Jahren – stets eine absolute Mehrheit der Stimmen bei den Wahlen zum Rat der Stadt. Diese Mehrheit lag teils bei mehr als 60 % der abgegebenen, gültigen Stimmen. Die Kommunalwahl 2001 konnte daher als kommunalpolitische Zäsur begriffen werden, da die Emder SPD „nur“ noch 39,5 % der Stimmen erhielt. Zugleich erreichte die Emder FDP mit knapp 24,3 % eines der besten Wahlergebnisse der Partei in ganz Deutschland. Bei der Kommunalwahl im September 2006 eroberten die Sozialdemokraten jedoch die Mehrheit zurück. Die FDP verlor bei dieser Wahl zwar deutlich, lag mit dem Ergebnis aber immer noch über dem Landesdurchschnitt der Partei bei der Wahl. Umgekehrt schnitten die Christdemokraten im Landesvergleich deutlich unterdurchschnittlich ab.
Das amtliche Endergebnis der Kommunalwahl am 11. September 2011 (mit Vergleichszahlen zur Kommunalwahl vom 10. September 2006):
| 2011 Partei            | anteilige Stimmen | Änderung zu 2006 | Sitze    | Änderung zu 2006 |
| ---------------------- | ----------------- | ---------------- | -------- | ---------------- |
| SPD                    | 51,8 %            | − 2,7            | 22 Sitze | − 1              |
| CDU                    | 21,0 %            | + 1,9            | 9 Sitze  | + 1              |
| FDP                    | 8,4 %             | − 6,4            | 4 Sitze  | − 2              |
| Bündnis 90/ Die Grünen | 15,4 %            | + 7,8            | 6 Sitze  | + 3              |
| Die Linke              | 3,2 %             | − 0,6            | 1 Sitz   | − 1              |

Einschneidende Veränderungen in der Zusammensetzung des Rates gab es durch der Kommunalwahl 2016, wobei die SPD 20,8 % der Wählerstimmen einbüßte und die erstmals angetretene Wählergemeinschaft „Gemeinsam für Emden“ GfE aus dem Stand 20,2 % der Wählerstimmen auf sich vereinigen konnte.
Das amtliche Endergebnis der Kommunalwahl am 11. September 2016 (mit Vergleichszahlen zur Kommunalwahl vom 11. September 2011):
| 2016 Partei                                  | anteilige Stimmen | Änderung zu 2011 | Sitze    | Änderung zu 2011 |
| -------------------------------------------- | ----------------- | ---------------- | -------- | ---------------- |
| SPD                                          | 31,0 %            | − 20,8           | 13 Sitze | − 9              |
| GfE Wählergemeinschaft „Gemeinsam für Emden“ | 20,2 %            | + 20,2           | 9 Sitze  | + 9              |
| CDU                                          | 19,1 %            | − 1,9            | 8 Sitze  | − 1              |
| FDP                                          | 12,1 %            | + 3,7            | 5 Sitze  | + 1              |
| Bündnis 90/ Die Grünen                       | 11,3 %            | − 4,1            | 5 Sitze  | − 1              |
| Die Linke                                    | 5,3 %             | + 2,1            | 2 Sitze  | + 1              |

Das amtliche Endergebnis der Kommunalwahl am 12. September 2021:
| 2021 Partei                                  | anteilige Stimmen | Sitze    |
| -------------------------------------------- | ----------------- | -------- |
| SPD                                          | 35,93 %           | 14 Sitze |
| GfE Wählergemeinschaft „Gemeinsam für Emden“ | 9,87 %            | 4 Sitze  |
| CDU                                          | 17,99 %           | 7 Sitze  |
| FDP                                          | 12,7 %            | 5 Sitze  |
| Bündnis 90/ Die Grünen                       | 14,21 %           | 6 Sitze  |
| Die Linke                                    | 5,15 %            | 2 Sitze  |
| Die Partei                                   | 1,88 %            | 1 Sitz   |
| Einzelbewerber                               | 1,59 %            | 1 Sitz   |

### Bürgermeister
Seit 1877 ist die Amtsbezeichnung in Emden Oberbürgermeister.
Bei der vorletzten Bürgermeisterwahl am 11. September 2011 wurde Bernd Bornemann (SPD) zum hauptamtlichen Oberbürgermeister gewählt. Er erreichte 61,2 % der Stimmen und lag damit vor dem parteilosen, von CDU und FDP unterstützten Kandidaten Martin Lutz mit 38,8 %. Die Wahlbeteiligung lag bei 45,8 %.
Nachdem Bornemann bei der letzten Bürgermeisterwahl am 8. September 2019 nicht mehr antrat, konnte sich der parteilose Tim Kruithoff mit 75,4 % der Stimmen im ersten Wahlgang durchsetzen. Er trat sein Amt am 1. November 2019 an und beendete damit die über sechs Jahrzehnte ununterbrochen andauernde Ära von SPD Oberbürgermeistern, deren Kandidat Manfred Eertmoed nur 16,4 % erhielt. 6 weitere parteilose Kandidaten kamen nicht über jeweils 3 % hinaus.

### Vertreter in Landtag und Bundestag
Die Stadt gehört zum Landtagswahlkreis Emden/Norden, der aus der Stadt Emden, der Stadt Norden und den Gemeinden Krummhörn, Hinte und Hage besteht. Bei der letzten Landtagswahl in Niedersachsen 2022 gewann Matthias Arends von der SPD mit 43,9 % der Stimmen erneut das Direktmandat.
Bei Bundestagswahlen gehört Emden zum Wahlkreis 24 Aurich – Emden. Dieser umfasst die Stadt Emden und den Landkreis Aurich. Bei der Bundestagswahl 2025 wurde der Sozialdemokrat Johann Saathoff direkt wiedergewählt. Über Listenplätze der Parteien zog kein Kandidat der Parteien aus dem Wahlkreis in den Bundestag ein. Seit 1949 wird Emden direkt gewählt ausschließlich von SPD-Abgeordneten im Bundestag vertreten.

### Wappen
Das Emder Wappen wurde der Stadt im Jahre 1495 nach langem Bitten und Zahlung von hohen Gebühren von König Maximilian I. verliehen. Das Wappen trägt den Namen „Engelke up de Muer“ („Engelchen auf der Mauer“) und ist in den Stadtfarben (Gold, Rot, Blau) gehalten.
| „Engelke up de Muer“ | Blasonierung: „Über blauen Wellen eine rote Zinnenmauer; darüber in Schwarz wachsend ein golden gekrönter goldener Jungfrauenadler.“ |
| „Engelke up de Muer“ | Wappenbegründung: Die blauen Wellen symbolisieren Emdens Verbundenheit und Nähe zur Ems, die damals noch direkt an der Stadt vorbeifloss. Die Mauer in der Mitte steht für die Sicherheit und den Schutz, den Emden bot, sowie für die Emsmauer, welche Emden von der Ems trennte. Der goldene Engel ist dem ehemaligen Wappen der Cirksena-Familie nachempfunden, der damals herrschenden Adelsfamilie der Stadt. Dabei handelt es sich nicht etwa um einen „echten“ Engel, sondern um eine Harpyie, einen weiblichen Unheilsdämon mit Flügeln und Krallen aus der griechischen Mythologie, in der Heraldik auch als „Jungfrauenadler“ bekannt. |

Der Wahlspruch der Stadt, der auch über dem Eingang des Rathauses in Stein gemeißelt ist, lautet lateinisch „Concordia res parvae crescunt.“ (Durch Eintracht wachsen kleine Dinge.)

### Städtepartnerschaften
Mit folgenden Städten ist Emden eine Städtepartnerschaft eingegangen:
- Archangelsk, Russland, seit 1989
- Haugesund, Norwegen, seit 2009

Von 1990 bis 2008 bestand zudem eine Partnerschaft mit Prenzlau in Brandenburg. Diese diente vor allem der Hilfe bei der Reorganisation der Kommunalverwaltung in der Stadt nach der Wende und wurde inzwischen in beiderseitigem Einvernehmen aufgelöst. Bis Januar 2012 hatte Emden eine Partnerschaft mit London Borough of Hillingdon in England, die seit 1961 bestand. Da die Kontakte zuletzt jedoch kaum mehr gepflegt wurden, löste der Londoner Stadtteil die Partnerschaft auf.
Mit Archangelsk hingegen findet ein reger Austausch statt, insbesondere auf wissenschaftlichem Niveau mit der dortigen Universität. Außerdem haben mehrere Ratsmitglieder angeregt, eine Partnerschaft mit einer chinesischen Hafenstadt mit Fachhochschule einzugehen.

### Schiffspatenschaften

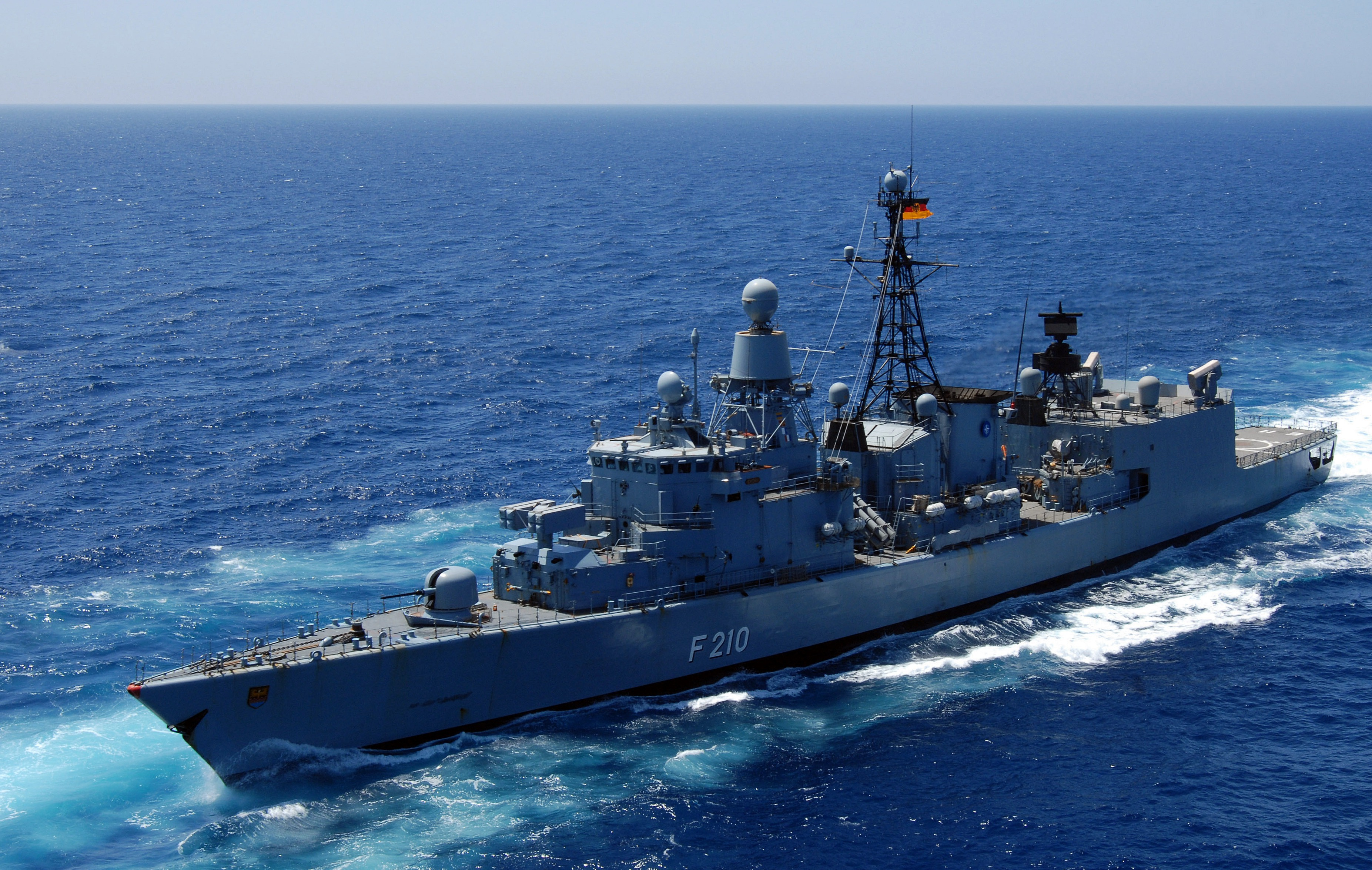
Emdens Patenschiff: die Fregatte Emden bei einer Übung im Nordatlantik

Emden war die offizielle Patenstadt von insgesamt fünf Schiffen deutscher Marinen, zuletzt der gleichnamigen Fregatte, die 1983 in Dienst und 2013 außer Dienst gestellt wurde; sie war gleichzeitig das erste Schiff, das auch in Emden gebaut wurde: bei den Nordseewerken.

## Religion und Kirche

### Christentum

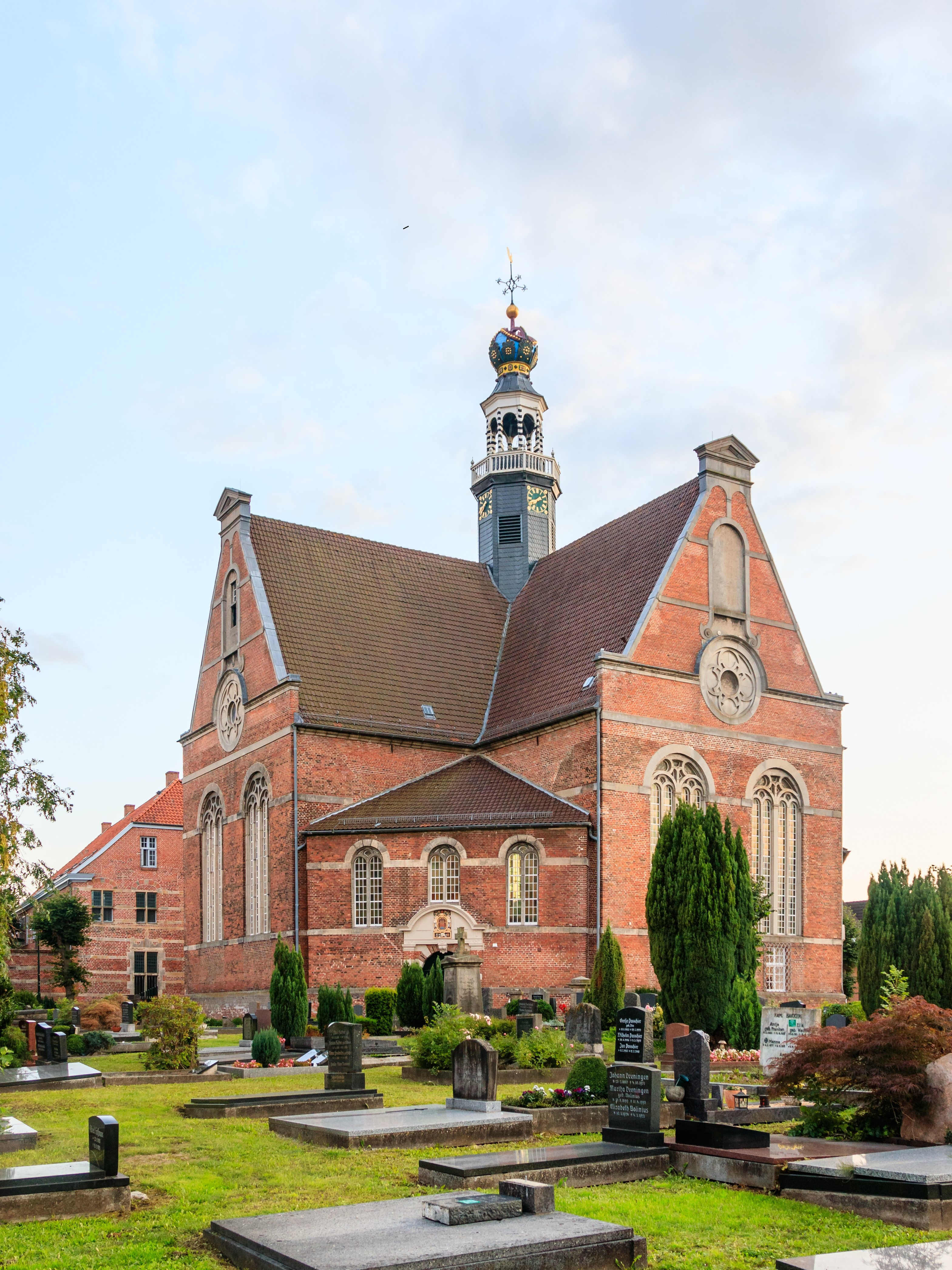
Neue Kirche (1648), evangelisch-reformiert

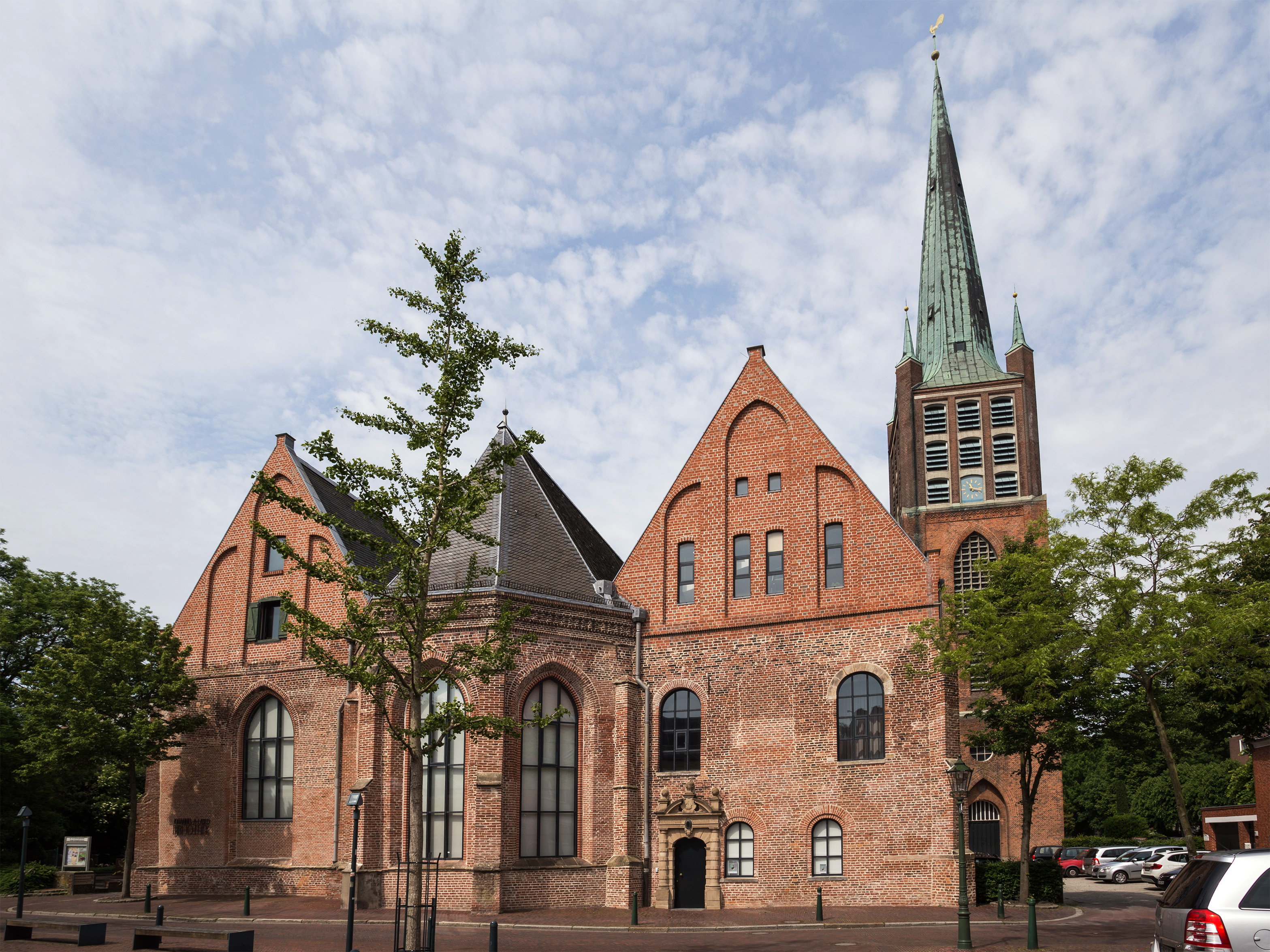
Die Große Kirche

Emden ist überwiegend protestantisch, geprägt durch die Aufnahme von protestantisch-calvinistischen Glaubensflüchtlingen aus den Niederlanden in der Mitte des 16. Jahrhunderts (siehe Synode von Emden). Die Stadt war Ort berühmter theologischer Disputationen und galt lange Zeit als „Genf des Nordens“. In den folgenden Jahrhunderten nahm – vor allem durch Zuwanderung – die Zahl der Lutheraner zu, welche inzwischen gegenüber den Reformierten die Mehrheit stellen.
Nach einer Statistik der Stadt Emden (Stand: 30. Juni 2020) leben 13.324 (26,6 %) (2015: 15.666 Menschen) evangelisch-lutherischer Konfession in Emden. Es gibt lutherische Kirchengemeinden in Borssum, Petkum sowie vier weiteren Gemeinden, die verschiedene Gebiete der zentralen Stadtteile abdecken.
Seit 2007 ist Emden Sitz der Landessuperintendentur für den Sprengel Ostfriesland-Ems der Evangelisch-lutherischen Landeskirche Hannovers. Die Predigtkirche des Landessuperintendenten ist die Martin-Luther-Kirche. Zuvor lag der Amtssitz in der ostfriesischen Stadt Aurich.
Evangelisch-reformiert sind demnach 14.767 Einwohner. Reformierte Kirchen stehen in Larrelt, Logumer Vorwerk, Twixlum, Wybelsum, Marienwehr, Jarssum, Borssum, Uphusen und Wolthusen. Dazu kommen die Neue Kirche und die nicht mehr für Gottesdienste genutzte Große Kirche im Stadtzentrum, früher die moederkerk (für niederländisch Mutterkirche) des nordwesteuropäischen Calvinismus. Neben den reformierten Gemeinden gibt es eine altreformierte Gemeinde in Emden. Sie wurde 1856 gegründet und feierte somit 2006 ihr 150-jähriges Bestehen.
Nach der Reformation wurde erst 1803 wieder eine katholische Kirche gebaut, die Kirche St. Michael. Sie ist seit der Profanierung der St.-Walburga-Kirche die einzige katholische Kirche in Emden und gehört zur Emder Pfarrei Christ König im Bistum Osnabrück. Nach Statistik der Stadt Emden (Stand: 30. Juni 2020) leben derzeit 3986 (8,0 %) Katholiken in Emden.
Die Emder Mennonitengemeinde ist weltweit eine der ältesten ihrer Art; in Deutschland handelt es sich um die älteste noch existierende freikirchliche Gemeinde. Sie entstand 1530 und geht indirekt auf das Wirken des Täuferführers Melchior Hofmann zurück. In Emden fand im 16. Jahrhundert mit dem Emder Religionsgespräch auch ein bedeutendes Religionsgespräch zwischen Reformierten und Mennoniten statt. Die frühere Emder Mennonitenkirche wurde im Zweiten Weltkrieg zerstört. Im Jahr 2013 hatte die Gemeinde 93 Mitglieder; Kinder sind in dieser Zahl nicht enthalten, da die Mennoniten Menschen erst taufen, wenn sie ein eigenes Glaubensbekenntnis ablegen können.
Die Baptistengemeinde wurde 1902 als verfasste Gemeinde gegründet. Eine ihrer Keimzellen war die hugenottische „Gemeinde unter dem Kreuz“, von der ein Teil sich dem baptistischen Tauf- und Gemeindeverständnis zuwandte – darunter ihr Prediger de Haan.
Die Christengemeinde Emden ist in der Cirksenastraße ansässig. Die Kirchengemeinde ist Teil des BFP. Im Jahre 2012 feierte sie ihr 50-jähriges Bestehen.
An der Ringstraße befindet sich zudem das Gotteshaus der neuapostolischen Gemeinde.

### Islam
In der Stadt leben etwa 1300 Muslime. 2009 wurde in unmittelbarer Nähe des Emder Hauptbahnhofes in einer umgebauten Gaststätte die erste Moschee Ostfrieslands eröffnet.

### Judentum
Die 1834–1836 erbaute Synagoge der jüdischen Gemeinde wurde am 9. November 1938 zerstört. Das jüdische Waisenhaus, die jüdische Volksschule und das jüdische Altersheim wurden im Zweiten Weltkrieg zerstört. Erhalten ist nur ein jüdischer Friedhof. Es leben heute kaum noch Menschen jüdischen Glaubens in Emden, die Religion wird daher nicht öffentlich praktiziert.

### Sonstige/Konfessionslose
Die Statistik aus dem April des Jahres 2005 gibt eine Zahl von etwa 13.600 Menschen an, die nicht einer der drei großen christlichen Konfessionen angehören. Dazu zählen neben den Konfessionslosen Mitglieder der oben genannten Freikirchen, wie auch Muslime und Mitglieder anderer Glaubensgemeinschaften. Alle kirchlich gebundenen und ungebundenen Einwohner zusammengerechnet, ergibt sich eine kleine Differenz zur Gesamteinwohnerzahl des Aprils 2005.

## Kultur und Sehenswürdigkeiten

### Museen

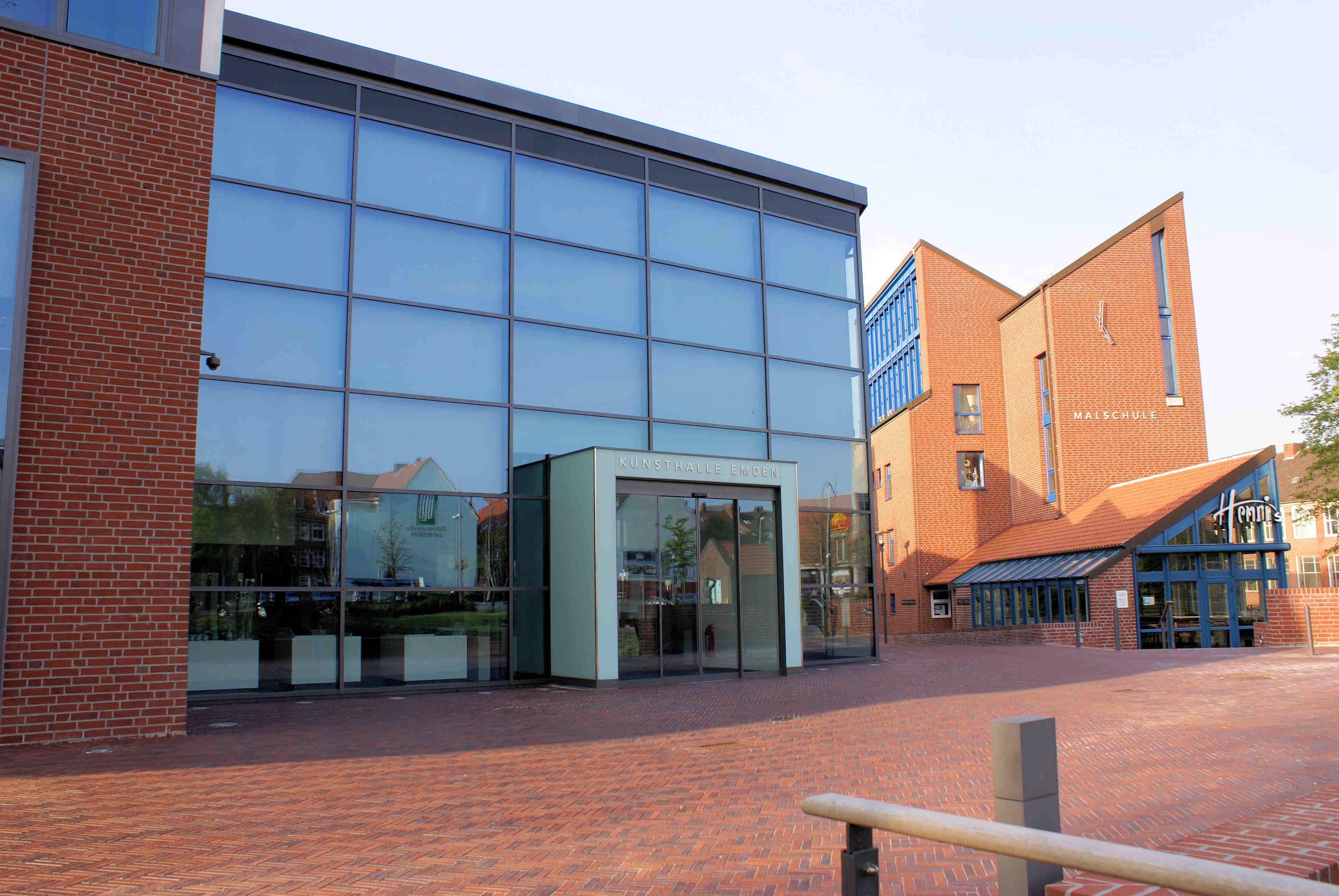
Eingang der Kunsthalle Emden

Die Kunsthalle Emden geht auf eine Initiative des gebürtigen Emders Henri Nannen zurück. Die Planungen begannen 1983, am 3. Oktober 1986 wurde die Kunsthalle vom damaligen Bundespräsidenten Richard von Weizsäcker eröffnet. Der Sammlungsschwerpunkt liegt auf Bildern der Neuen Sachlichkeit und des deutschen Expressionismus.
Das Ostfriesische Landesmuseum befindet sich in dem ursprünglich von 1574 bis 1576 durch den Antwerpener Stadtbaumeister Laurens van Steenwinckel errichteten und bis 1962 nach fast völliger Zerstörung im Zweiten Weltkrieg neu erbauten Emder Rathaus. Das Landesmuseum ist ein Regionalmuseum mit dem Schwerpunkt Emden/Friesland/Europa und einer großen Sammlung von Harnischen sowie Hieb- und Stichwaffen der frühen Neuzeit ausgestellt („Rüstkammer“). Es handelt sich dabei um die größte in städtischem Besitz befindliche Sammlung Europas.
Das 1986 eröffnete Otto-Huus zeigt den Werdegang des im Emden geborenen Komikers Otto Waalkes. Neben kuriosen Jugenderinnerungen und Requisiten werden Ausschnitte aus Veranstaltungen des Komikers gezeigt.
Das Leben in den Bunkern der Stadt während des Zweiten Weltkriegs dokumentiert das Bunkermuseum. Es wurde am 6. Mai 1995 eröffnet.

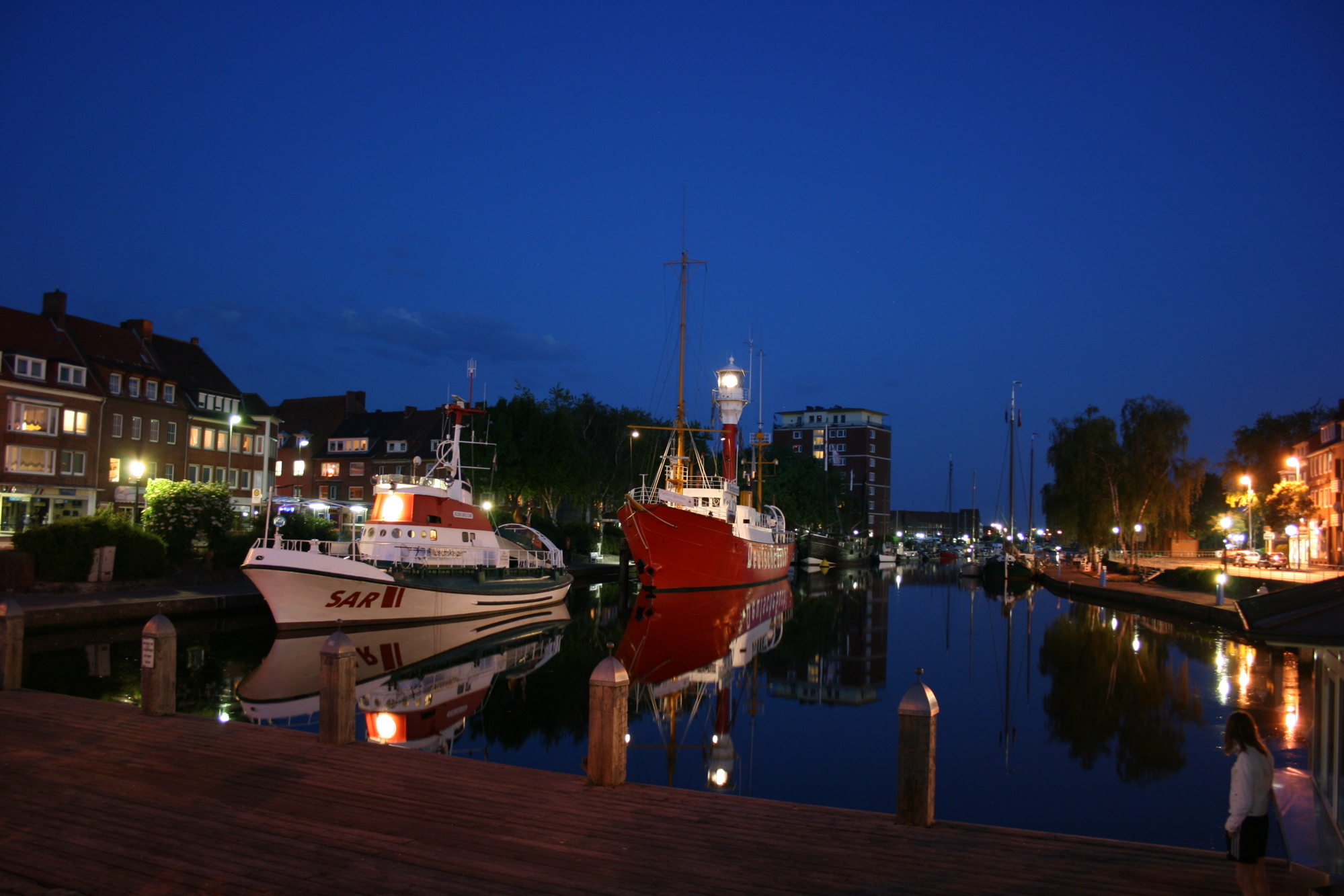
Museumsschiffe im Ratsdelft

Im Ratsdelft sind drei Museumsschiffe vertäut. Das Feuerschiff Amrumbank, gebaut 1915 auf der Meyer Werft in Papenburg, war 1984 das erste der Museumsschiffe im Ratsdelft. Das Schiff war ab 1917 als „schwimmender Leuchtturm“ auf mehreren Positionen in der Nordsee im Einsatz. Die Amrumbank beherbergt ein schifffahrtshistorisches Museum mit dem Schwerpunkt Seezeichentechnik. Auf dem Logger Stadt Emden wird die Geschichte der Heringsfischerei anschaulich dargestellt. Der Seenotkreuzer Georg Breusing nahm am 23. Dezember 1988 seinen „letzten Liegeplatz“ im Ratsdelft ein. Der Rettungskreuzer der DGzRS wurde 1963 in Dienst gestellt und bis 1988 auf der Station Borkum eingesetzt. Bereits am 2. März 1861 hatte sich ein neu gegründeter Verein die Rettung Schiffbrüchiger als Ziel vorgenommen.
An der Pelzerstraße in der Altstadt Emdens befinden sich die Pelzerhäuser, eine Außenstelle des Ostfriesischen Landesmuseums. Es handelt sich dabei um zwei Häuser, gelegen an der Pelzerstraße Nummer 11 und 12. Das Pelzerhaus 11 ist ein dreigeschossiges, 1909 in Anlehnung an den aus dem 16. Jahrhundert stammenden Vorgängerbau neu errichtetes Wohngebäude mit wieder verwendeten Originalteilen. Beim Pelzerhaus 12, erbaut in der zweiten Hälfte des 16. Jahrhunderts, ist nur noch die dreigeschossige Backsteinfassade mit Volutengiebel erhalten. Das zugehörige Haus wurde 1983 durch einen Neubau ersetzt. Sie gehören zu den ältesten Häusern der Stadt.

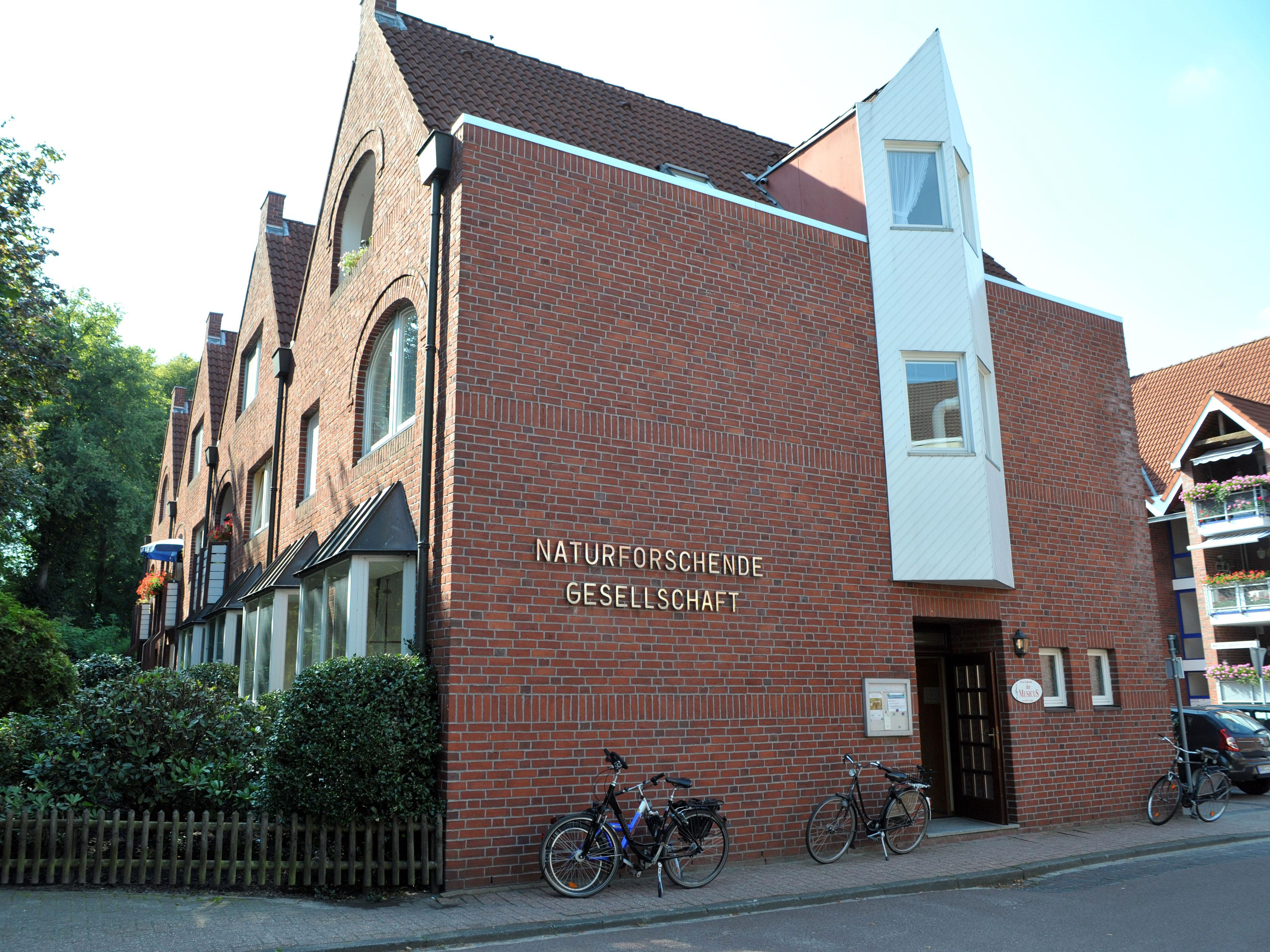
Sammlungs- und Versammlungsgebäude der Naturforschenden Gesellschaft in der Grasstraße 1 in Emden

Die Naturforschende Gesellschaft zu Emden von 1814 (kurz NfG-1814) ist am 29. Dezember 1814 in Emden gegründet worden. Sie ist somit die kulturell älteste Institution Ostfrieslands. Am 7. November 1843 wurde ihr durch das Königlich Hannoversche Ministerium des Innern das Recht einer juristischen Person verliehen. Zweck, Ziel und Aufgaben der Gesellschaft sind:
Förderung der Naturkunde, der Kenntnis der Naturgeschichte, der Naturwissenschaften im Allgemeinen, der Forschung und der Lehre und die Verbreitung naturwissenschaftlicher Erkenntnisse auch auf dem Gebiet des Schutzes der Natur, der Landschaft und der Umwelt. In den Räumen der Naturforschenden Gesellschaft befindet sich eine Sammlung mit völkerkündlichen Gegenständen. Diese stammen aus vielen Ländern der Welt und wurden vor allem im 19. Jahrhundert im alten Nordseemuseum zusammengetragen.

### Theater
Das Neue Theater Emden bietet etwas mehr als 600 Plätze und wurde in den frühen 1970er Jahren errichtet. Es liegt im so genannten Kulturviertel, in dem sich auch die Veranstaltungshalle Nordseehalle befindet. Im Neuen Theater werden Theaterstücke und Konzerte gegeben. Die Friesenbühne bietet Plattdeutsches Theater und verfügt über eine eigene Bühne im Stadtteil Groß-Faldern. In wechselnden Abständen finden in Emden Freilufttheater-Veranstaltungen statt.

### Bibliotheken
Die Johannes a Lasco Bibliothek in den Ruinen der Großen Kirche wurde 1995 nach dreijähriger (Um-)Bauzeit eröffnet. Sie geht auf das Archiv und die seit 1559 bestehende Büchersammlung der reformierten Gemeinde Emden zurück und dient als öffentliche Bibliothek mit dem Schwerpunkt reformierter Protestantismus. Benannt wurde die JALB nach dem polnischen Theologen und Reformator Jan Laski, genannt Johannes a Lasco, der zwischen 1540 und 1555 in Emden wirkte. Die Bibliothek wird in der Rechtsform einer Stiftung betrieben und wurde im Jahre 2001 vom Deutschen Bibliotheksverband und der Zeit-Stiftung zur Bibliothek des Jahres gewählt.

### Weitere Bauwerke

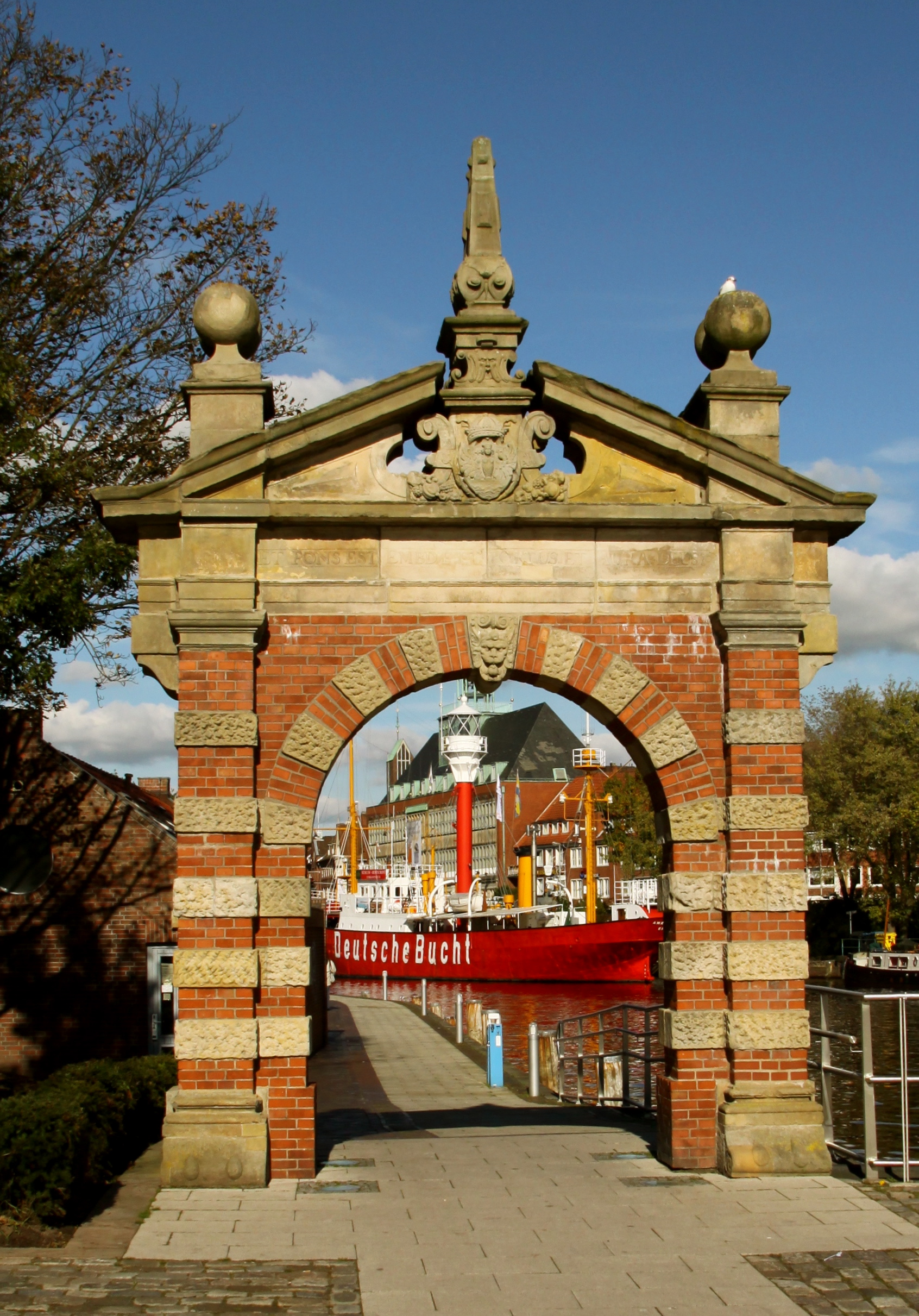
Das Hafentor

Das Emder Hafentor wurde 1635 vom Emder Stadtbaumeister Martin Faber erbaut. Es ist eines von mehreren künstlerisch bedeutenden Stadttoren, die in der ersten Hälfte des 17. Jahrhunderts errichtet wurden – und das einzig erhalten gebliebene. Allerdings wurden im Laufe der Jahrhunderte mehrfach Restaurierungen vorgenommen, so dass der jetzige Zustand zwar den Originalzustand zeigt, jedoch keine ursprünglichen Materialien mehr aufweist. Auf dem Torbogen steht der lateinische Sinnspruch „Et pons est Embdae et portus et aura deus“ („Gott ist für Emden Brücke, Hafen und Segelwind“).
Die Neue Kirche der evangelisch-reformierten Gemeinde wurde in den Jahren 1643 bis 1648 von dem Emder Stadtbaumeister Martin Faber erbaut. Sie ist der Noorderkerk in Amsterdam nachempfunden.
Die Kesselschleuse ist die einzige Rundkammerschleuse Europas, die vier Wasserstraßen miteinander verbindet, und daher ein einzigartiges Bauwerk. Die in den 1880er Jahren erbaute Schleuse steht unter Denkmalschutz und erfüllt noch heute eine wichtige Funktion im Wasserstraßennetz Emdens.
Nach den schweren Zerstörungen während des Zweiten Weltkrieges haben sich von der historischen Wohnbebauung nur noch spärliche Reste erhalten. Den besten Eindruck vom alten Emden vermittelt das weitgehend verschont gebliebene Stadtviertel Klein-Faldern mit vorwiegend kleinbürgerlichen Häusern. In der Kranstraße 63 befindet sich ein zweigeschossiges Giebelhaus mit 1813 bezeichnetem Glockengiebel. Bauten des 16. Jahrhunderts sind noch in der Mühlenstraße anzutreffen, darunter Nr. 45, dessen Fassade allerdings 1811 erneuert wurde.
Unweit der Neuen Kirche befindet sich das Gödenser Haus. Der zweigeschossige Backsteinbau in Specklagensystem wird von einem jüngeren Krüppelwalmdach abgeschlossen. Es wurde 1551 errichtet und ist damit eines der ältesten Gebäude Emdens. Es dient seit 1985 als Studentenwohnheim.
Jüngeren Datums sind die Häuser an der Torumer Straße und Wilgumer Straße. Die beiden Straßenzüge bilden den Ausgangspunkt der Entwicklung des Stadtteils Port Arthur/Transvaal, die im ersten Jahrzehnt des 20. Jahrhunderts begann. Viele der kleinen, geduckten Gebäude, typisch für eine Arbeitersiedlung, sind noch weitgehend in ihrem Ursprungszustand erhalten. Ebenfalls zu Beginn des 20. Jahrhunderts entstand der Wasserturm der Stadt. Das Jugendstil-Gebäude nahe dem Bahnhof ist 42 Meter hoch.

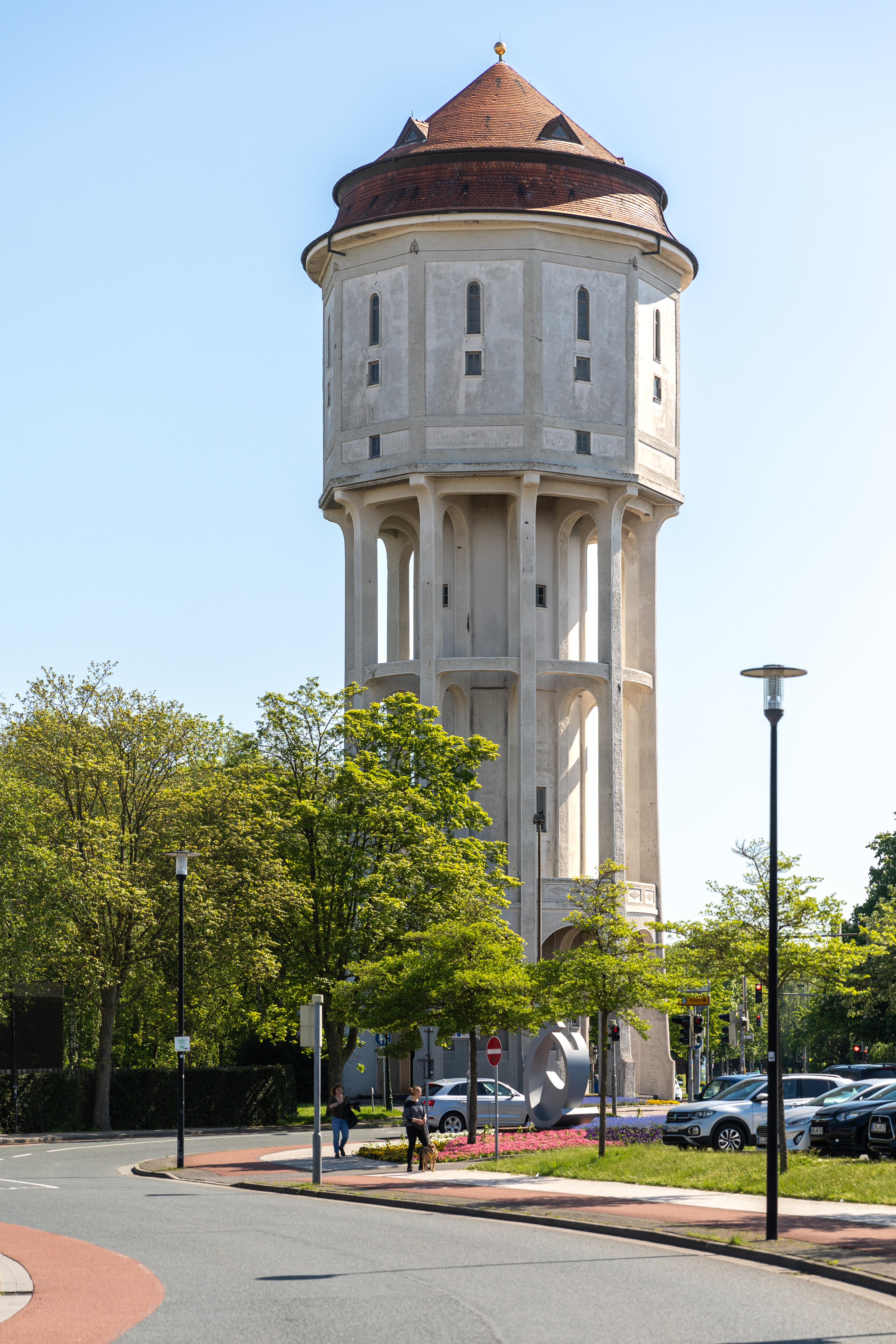
Wasserturm Emden

Der Hamburger Architekt Fritz Höger hat ebenfalls in Emden Spuren hinterlassen. Im Stile des Backsteinexpressionismus entstand 1913–1914 das Verwaltungsgebäude für die Westfälische Transport-Actien-Gesellschaft (WTAG), heute Emder Verkehrsgesellschaft AG, am Schweckendieckplatz. In jenem Kontor- und Verwaltungsviertel befinden sich noch weitere Beispiele des Backstein- oder Klinkerexpressionismus.
Im Emder Stadtgebiet existierte in früheren Zeiten eine Reihe von Mühlen, bei denen es sich zumeist um Holländermühlen handelte. Die älteste stammt aus dem Jahre 1732 und steht im Stadtteil Larrelt. Die weiteren Mühlen befinden sich auf dem Wall im Stadtzentrum und im Stadtteil Tholenswehr.
Im Stadtgarten unweit des Rathauses befindet sich ein Denkmal zu Ehren des früheren Oberbürgermeisters Leo Fürbringer. Es ist in Gestalt eines Brunnens angelegt. Fürbringer, Oberbürgermeister von 1878 bis 1913, machte sich sehr um den Ausbau des Emder Hafens in jener Zeit verdient. Am Siel und Schöpfwerk Knock im äußersten Westen Emdens stehen die Denkmäler von Friedrich dem Großen und dem Großen Kurfürsten. Bis zum Krieg hatten sie vis-à-vis des Rathauses gestanden. Beide Monarchen haben sich um Ostfriesland verdient gemacht: der Große Kurfürst durch die Förderung des Seehandels in Emden, Friedrich II. durch die Urbarmachung von Mooren und den Küstenschutz.
Als Wahrzeichen Emdens gelten aus früheren Jahrhunderten das Rathaus (auch wenn es sich nach der Kriegszerstörung um einen Neubau handelt) und das Hafentor. Aus dem Industriezeitalter sind der Emder Wasserturm und der Bockkran der Nordseewerke zu nennen.

### Grünanlagen

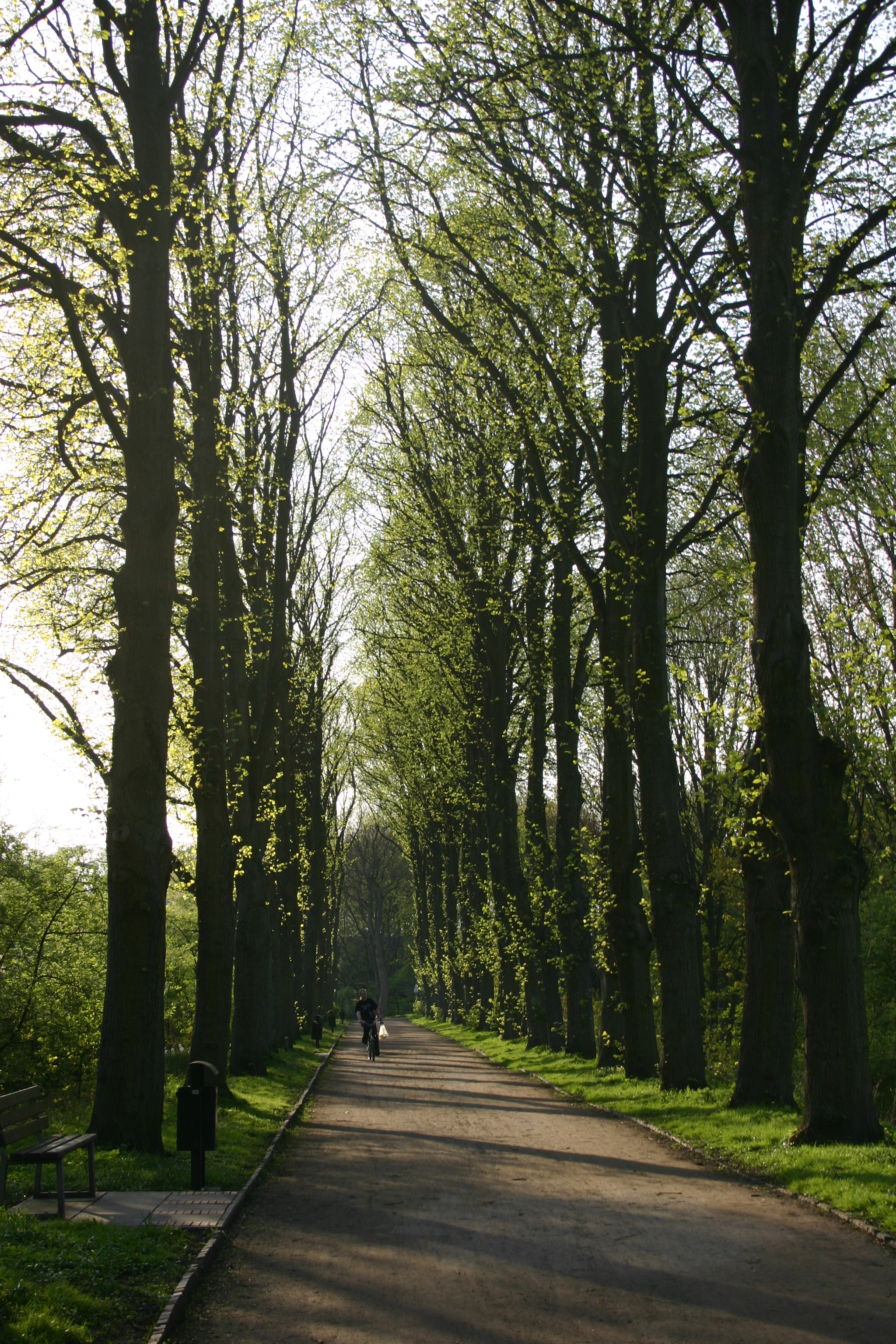
Emder Wall

Emden liegt in der Marsch und ist daher nur sehr spärlich natürlich bewaldet. 1999 wurde daher damit begonnen, auf landwirtschaftlichen Grundstücken im Norden Emdens an der Grenze zur Gemeinde Hinte einen Stadtwald anzulegen. Dieser soll der Naherholung dienen, aber auch ein Beitrag zur Klimaverbesserung werden.
Größte und älteste Grünanlage der Stadt ist der Emder Wall. Ursprünglich als Verteidigungsanlage erbaut, erfüllt der Wall heute eine Naherholungsfunktion. Er wurde zu Beginn des 17. Jahrhunderts zur Verteidigung der damals sehr wohlhabenden Stadt errichtet und bestand früher aus elf Zwingern (fünfeckigen Bastionen), die sich nahezu ringförmig um die Stadt legten. Zudem wurden auf den Anhöhen Windmühlen errichtet, von denen noch drei aus dem frühen 19. Jahrhundert stehen. Heute sind von den einstmals elf Zwingern noch acht übrig.
Der Zentralfriedhof der Stadt, gelegen zwischen den Stadtteilen Tholenswehr und Wolthusen, ist teilweise parkähnlich angelegt. Ein weiterer Park ist der Burgplatz in der Innenstadt auf dem Gelände der mittelalterlichen und später geschleiften Burg Emden. Der Stephansplatz im Stadtteil Groß-Faldern wurde im Bett einer nach dem Krieg mit Trümmerschutt verfüllten Gracht, dem Brauersgraben, angelegt und ist neben dem Burgplatz der zweite zentrumsnahe Park. Im Jahr 2006 wurde mit der Umgestaltung der früheren städtischen Mülldeponie zu einem Landschaftspark begonnen. Auf dem Gelände soll die mit mehr als 15 Metern höchste Erhebung Emdens entstehen. In Emden gibt es darüber hinaus sieben Schrebergarten-Anlagen.

### Veranstaltungen und Freizeit
Konzerte vor größerem Publikum finden in der Nordseehalle mit einem Fassungsvermögen von bis zu 5500 Personen statt. Hinzu kommen Konzerte vorwiegend im Bereich Rock/Pop im Kulturzentrum Alte Post. Konzerte, Theaterstücke, Revuen und festliche Veranstaltungen werden im Neuen Theater gegeben. Das Forum der örtlichen Volkshochschule in deren Gebäude dient vor allem für Vorträge, Diskussionsrunden und Konzerte vor kleinerem Publikum. In der Johannes á Lasco-Bibliothek sowie in den Kirchen, darunter insbesondere in der Neuen Kirche und der Martin Luther-Kirche, finden darüber hinaus Konzerte statt – vorwiegend klassische Musik, in den Kirchen auch Gospel-Konzerte. Die Bibliothek dient darüber hinaus für festliche Veranstaltungen wie etwa Preisverleihungen. 2005 ist der zum sogenannten Kulturbunker umgebaute Bunker im Stadtteil Barenburg als Veranstaltungsraum hinzugekommen. Im Frühjahr und Sommer gibt es an vielerlei Orten Freiluftveranstaltungen.

Logo des Filmfest Emden Norderney

Einmal im Jahr finden das Matjesfest, das Delftfest und das Emder Filmfest im Frühjahr und Sommer statt. Mit dem Matjesfest, das in der Emder Innenstadt rund um das Rathaus und den Ratsdelft stattfindet, würdigen die Emder die Geschichte der Heringsfischerei ihrer Stadt. Das Delftfest (meist im Juli) war bis in die 1990er Jahre das Stadtfest Emdens. Durch die Einbeziehung des Ratsdelftes soll der maritime Charakter der Stadt hervorgehoben werden. Eine große Anzahl an historischen Schiffen sowie Booten von Freizeitkapitänen legt dann im Ratsdelft an. Dazu wird ein Unterhaltungsprogramm „rund ums Wasser“ geboten. Das Internationale Filmfest Emden-Norderney (in der Regel Anfang/Mitte Juni) hat sich seit seiner Gründung 1990 als das größte Filmfestival Niedersachsens etabliert. Es wurde in seinen Anfangsjahren besonders vom deutschen Regisseur Bernhard Wicki gefördert. Federführend bei der Ausrichtung des Filmfestes ist die Volkshochschule Emden. Nach deren Angaben liegen die Besucherzahlen seit mehreren Jahren konstant über 20.000.

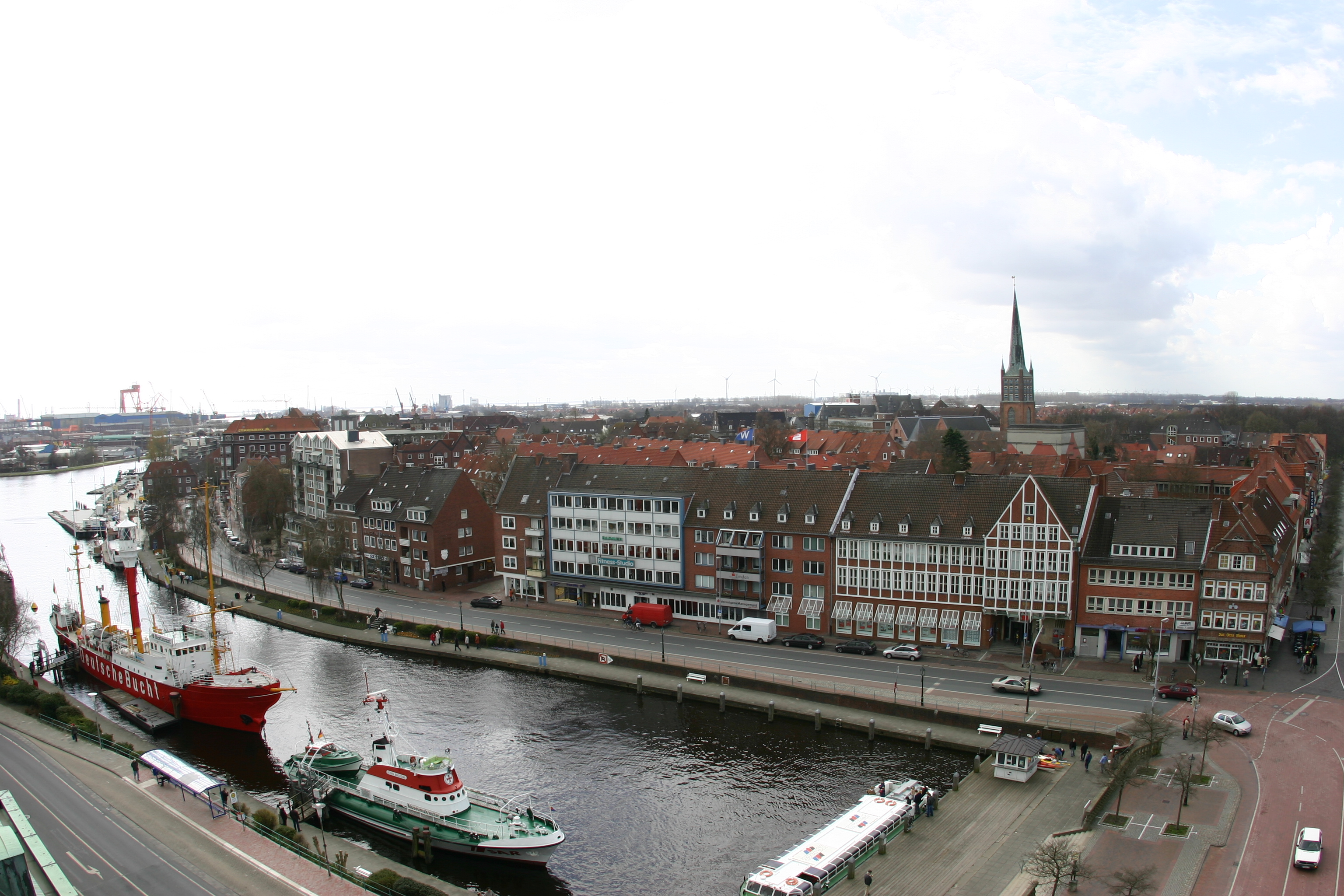
Blick vom Rathausturm auf den Ratsdelft, wo das Matjesfest und das Delftfest stattfinden

Im Juli und August wird zum Musikalischen Sommer Ostfriesland/Groningen eingeladen – stets mindestens eines der Klassik-Konzerte wird in Emden gegeben. Im Spätsommer gibt es vor Kneipen in der Innenstadt diverse Konzerte (unter anderem die Reihe Summer In The City). Im September wird seit dem 19. Jahrhundert das Schützenfest gefeiert, das allerdings auf deutlich ältere Traditionen zurückgeht. An einem Freitag zu Beginn des Novembers findet seit Ende der achtziger Jahre die Blues Night in verschiedenen Emder Innenstadt-Kneipen statt. Der Emder Weihnachtsmarkt befindet sich seit wenigen Jahren zum Teil auf einem Ponton im Ratsdelft (Schwimmender Weihnachtsmarkt).
2002 wurde in Bahnhofsnähe direkt neben einem Parkhaus ein Multiplex-Kino der CineStar-Gruppe aus Lübeck errichtet. Dieses Kino hat sechs Säle mit insgesamt 927 Plätzen. Das traditionsreiche, Ende der 1920er Jahre errichtete „Apollo“ mit zuletzt drei Sälen war bis dahin das einzige Kino der Stadt. Seit Sommer 2009 gibt es in Emden nur noch ein Kino, denn das „Apollo“ wurde am 31. Juli 2009 geschlossen.
Durch viele erhalten gebliebene Bunker der Stadt bieten sich gute Übungsbedingungen für die lokale Musikszene. Das Nachtleben der Stadt spielt sich vor allem rund um den Neuen Markt ab. Emden hat eine überdurchschnittlich hohe Kneipendichte. Aus jener Zeit, in der die Schiffsbesatzungen bei Hafenaufenthalten noch länger an Land verweilten, haben sich mehrere Freudenhäuser erhalten. Obwohl die Liegezeiten der Schiffe (und damit die Landgänge der Besatzungen) in den vergangenen Jahrzehnten stets kürzer geworden sind, existieren mehrere jener Häuser noch heute.

### Sprache

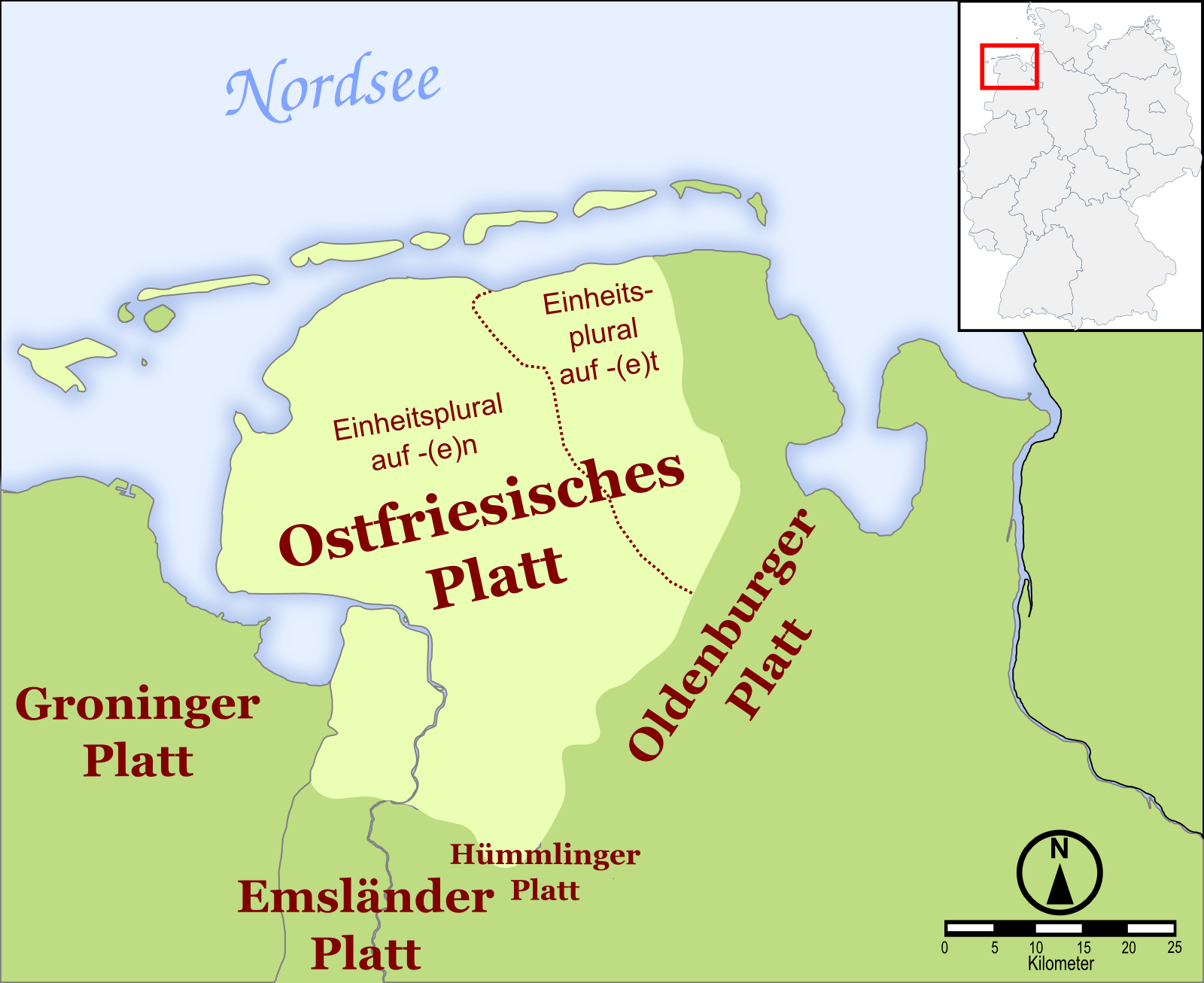
Verbreitung des Ostfriesischen Platt

In Emden wird Ostfriesisches Platt gesprochen. Wie in anderen Städten und Gemeinden Ostfrieslands auch, hat die Zahl der Sprecher gerade unter den Jüngeren allerdings abgenommen. Zudem gibt es in Emden im Vergleich zu anderen ostfriesischen Kommunen (besonders Landgemeinden) überdurchschnittlich viele Menschen, die nicht mit dem Plattdeutschen aufgewachsen sind und es kaum oder gar nicht sprechen – zurückzuführen zum einen auf die Fachhochschule, zum anderen auf die Unternehmen, wo viele Studenten und Beschäftigte arbeiten, die nicht gebürtig aus Ostfriesland stammen. Auch das im Vergleich zu anderen Orten Ostfrieslands städtischere Umfeld könnte dazu beitragen.
2012 wurde ein plattdeutscher Literaturwettbewerb ins Leben gerufen, dessen Preis nach dem Emder Literaten Johann Friedrich Dirks (1874–1949) benannt ist und seit 2013 alle zwei Jahre verliehen wird.
Emder oder Emdener? Laut Duden lautet die Bezeichnung der Einwohner Emdens Emder, seltener werde auch Emdener benutzt. Beide Varianten sind somit offiziell erlaubt und im sprachlichen Sinne korrekt. Die einzig gebräuchliche Variante in Emden lautet allerdings Emder. Dies kommt im öffentlichen Leben (Medienberichte) ebenso zum Ausdruck wie in Firmennamen etc.
Adjektive sind das indeklinable „Emder“ und „Emdener“. Das v. a. in Werken bis etwa 1800 vorkommende und als veraltet anzusehende Wort „emdisch“ findet sich insbesondere noch in der Sprachbezeichnung („emdisch“) und – nachgestellt – bei Münzbezeichnungen (bspw. „Gulden emdisch“).

### Kulinarische Spezialitäten
Als traditioneller wenn auch ehemaliger Seefischereistandort gehört Fisch zu den kulinarischen Spezialitäten Emdens. Hier ist insbesondere der Matjes zu nennen, der in verschiedenen Verarbeitungsformen dargereicht wird. Auch Krabben, die beispielsweise im nahe gelegenen Greetsiel angelandet werden, gehören zu den Spezialitäten. Die zahlreichen Binnengewässer sind ebenfalls fischreich, so dass selbst gefangener und zubereiteter Fisch auch oft auf der Speisekarte steht. Beliebt ist dabei das Räuchern des Fisches. Im Winter wird gerne Grünkohl – bevorzugt mit Pinkel, Kochwurst, Kassler und Speck – gegessen. Ein Klarer (Korn) gehört dazu. Kohlessen sind oft Bestandteil einer Boßeltour.

## Sport
In Emden gibt es ein reges Sportleben. Als populärste Sportart ist Fußball anzusehen. Durch die Nähe zum Wasser (auf See und auf den Binnengewässern) gibt es eine größere Zahl an Wassersportvereinen jeglicher Couleur und mit entsprechender Infrastruktur wie Marinas. Auch die Friesensportarten Boßeln und Klootschießen werden in Emden betrieben. Nicht unbedingt Teil des Vereinslebens, sondern vielmehr traditionell ein Teil des Alltags ist das Fahrradfahren. Im Emden gibt es ein ausgedehntes Radwegenetz.

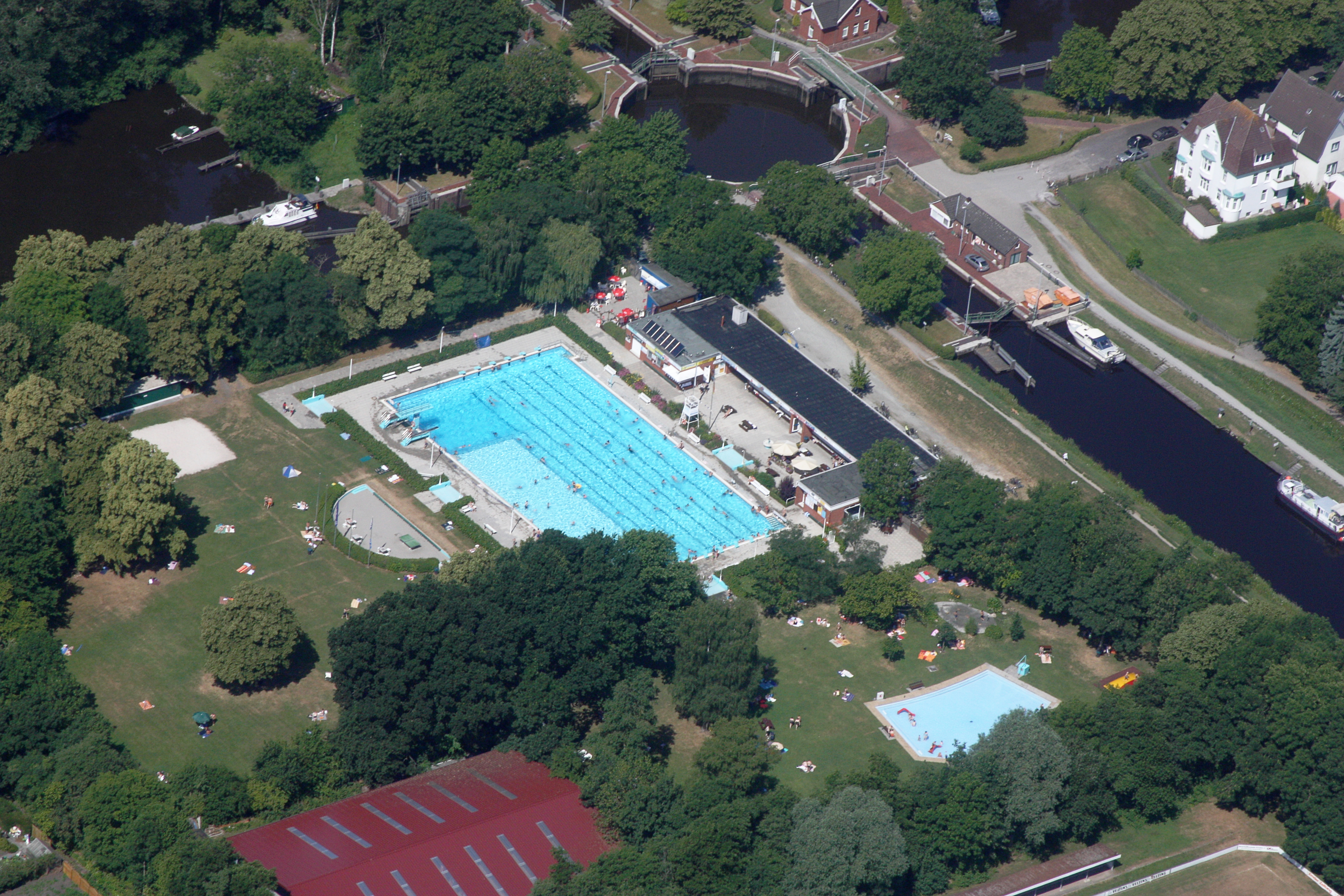
Eines von drei Bädern der Stadt: das van-Ameren-Bad

Größtes Stadion der Stadt ist mit 7200 Plätzen das Ostfriesland-Stadion des BSV Kickers Emden. Früher hieß das Stadion zunächst schlicht Kickers-Stadion, später Dr. Helmut Riedl-Stadion nach einem ehemaligen Präsidenten des Vereins und Embdena-Stadion nach einem Sponsor. Bootshäfen und Marinas befinden sich unter anderem im Außenhafen, im Alten Binnenhafen, am Kleinen Meer (Hieve) und am Uphuser Meer sowie entlang von Kanälen, etwa am Ems-Seitenkanal und am Emder Stadtgraben. Seit dem Bau eines neuen, kombinierten Hallen- und Freibades (Friesentherme Emden, Eröffnung im Dezember 2006) verfügt Emden über drei Freibäder sowie ein Hallenbad. Eines der Freibäder (van Ameren-Bad) wird von einem gemeinnützigen Trägerverein betrieben, der das Bad von der Stadt übernahm, als dieses in den 1990ern geschlossen werden sollte.
Zu den stärker besuchten Sportveranstaltungen zählen die Heimspiele des BSV Kickers Emden sowie drei Laufveranstaltungen: der Matjes-Lauf, der während des Matjesfestes stattfindet, sowie der Silvesterlauf. Beide führen durch den Emder Hafen. Außerdem ist Emden Startpunkt des Ems-Jade-Laufes über zirka 72 Kilometer nach Wilhelmshaven. Die Strecke entlang des Ems-Jade-Kanals gilt wegen der kaum ausgeprägten Topografie als Deutschlands „flachster“ Ultramarathon.
Im Rahmen des Delftfestes war Emden 2008 und 2010 Schauplatz des 2. Laufes zu den deutschen Meisterschaften des Deutschen Jetsport-Vereins (DJSV).
In Emden gab es 2001 (Jahr der Erhebung) 19 679 Mitgliedschaften in Sportvereinen. Bezogen auf die Einwohnerzahl ergibt sich eine Mitgliedschaftsdichte von 384,47 auf 1000 Einwohner. Die entsprechenden Vergleichswerte betragen 362,59 (Landesdurchschnitt) oder beispielsweise 250,85 (Stadt Oldenburg), 193,84 (Hannover) und 273,24 (Delmenhorst). Sogar einige Landkreise, in denen die Mitgliedschaftsdichte aufgrund der eher dörflichen Strukturen meist höher ist, werden übertroffen. Im Zeitraum von 1991 bis 2001 erhöhte sich die Zahl der Mitgliedschaften in Emden um 2,5 Prozent.
Ausgewählte Vereine:
- Kickers Emden – Fußball, Tischtennis. Gegründet 1946, mehr als 900 Mitglieder seit der Fusion mit dem Stadtteilverein Blau-Gelb Barenburg im Mai 2008. Die 1. Fußball-Herrenmannschaft von Kickers Emden spielte in der Saison 2008/09 in der bundesweiten 3. Liga. Nach dem Rückzug aus der 3. Liga wegen finanzieller Schwierigkeiten spielt der Klub heute wieder in der viertklassigen Regionalliga Nord. In den Jahren 1992/93 (1. Runde: 1:5 gg. 1. FC Saarbrücken), 1996/97 (1. Runde: 1:3 gg. Fortuna Düsseldorf), 2000/01 (1. Runde: 0:1 gg. 1. FSV Mainz 05), 2009/10 (1. Runde: 0:3 gg. 1. FC Köln) und 2011/12 (1. Runde: 1:5 n. V. gg. FSV Frankfurt) trat Kickers Emden im DFB-Pokal an, schied aber immer in der ersten Hauptrunde aus.
- Integrierter Sportverein Emden – Behindertensport, Tanzen, Turnen, Gymnastik, Leichtathletik, Schwimmen. Gegründet 1989, ist der Verein in den vergangenen etwas mehr als 20 Jahren enorm gewachsen und hat mit inzwischen mehr als 3500 Mitgliedern den MTV Aurich als größten Sportverein Ostfrieslands abgelöst.[50] Der ISV hatte sich seinerzeit gegründet, um Menschen mit Behinderungen ein adäquates Sportprogramm bieten zu können. Im Verein treiben behinderte und nicht-behinderte Menschen gemeinsam Sport.
- Die Gemeinschaft für Sport und Gesundheit e. V. Emden hat sich als Fachverein für Breiten-, Behinderten-, Fitness-, Reha und Präventionssport dem gemeinsamen Sport von Behinderten und Nichtbehinderten verschrieben.
- Blau-Weiss Borssum – Fußball, Handball, Volleyball, Tischtennis, Leichtathletik. BW Borssum ist mit rund 1800 Mitgliedern der zweitgrößte Emder Sportverein.
- Emder Turnverein – Turnen, Fechten, Basketball, Volleyball, Badminton, Kegeln, Moderner Fünfkampf, Faustball, Ballett, Behindertensport, Gymnastik, Tanzen, Tischtennis, Gewichtheben, Rhönradturnen. Gegründet 1861 und damit ältester Sportverein Emdens. Der ETV ist mit 1729 Mitgliedern der drittgrößte Sportverein der Stadt. Aus der ehemaligen Fußballabteilung des ETV (seit den 1920er Jahren) ist nach dem Zweiten Weltkrieg der BSV Kickers hervorgegangen. Fußballer anderer Vereine stießen bei der BSV-Gründung 1946 hinzu.
- Bezirksfischereiverband für Ostfriesland (BVO) – Fischereisport. Gegründet 1914. Der BVO ist – gemessen an der Zahl der ausgegebenen Lizenzen – der größte Bezirksfischereiverband Deutschlands mit mehr als 9000 Mitgliedern. Der Einzugsbereich umfasst ganz Ostfriesland, einzelne Mitglieder stammen gar aus dem Nordosten der Niederlande. Die Zentrale befindet sich in Emden. Betrieben wird auch Casting. Der Emder Wiebold Visser gewann mit der deutschen Nationalmannschaft die Goldmedaille bei der Casting-Weltmeisterschaft in Irland.

Die Vereine sind im Stadtsportbund Emden zusammengeschlossen, der die Interessen der Vereine gegenüber der Stadt Emden vertritt.

## Wirtschaft und Infrastruktur

### Hafen, Industrie und Energie

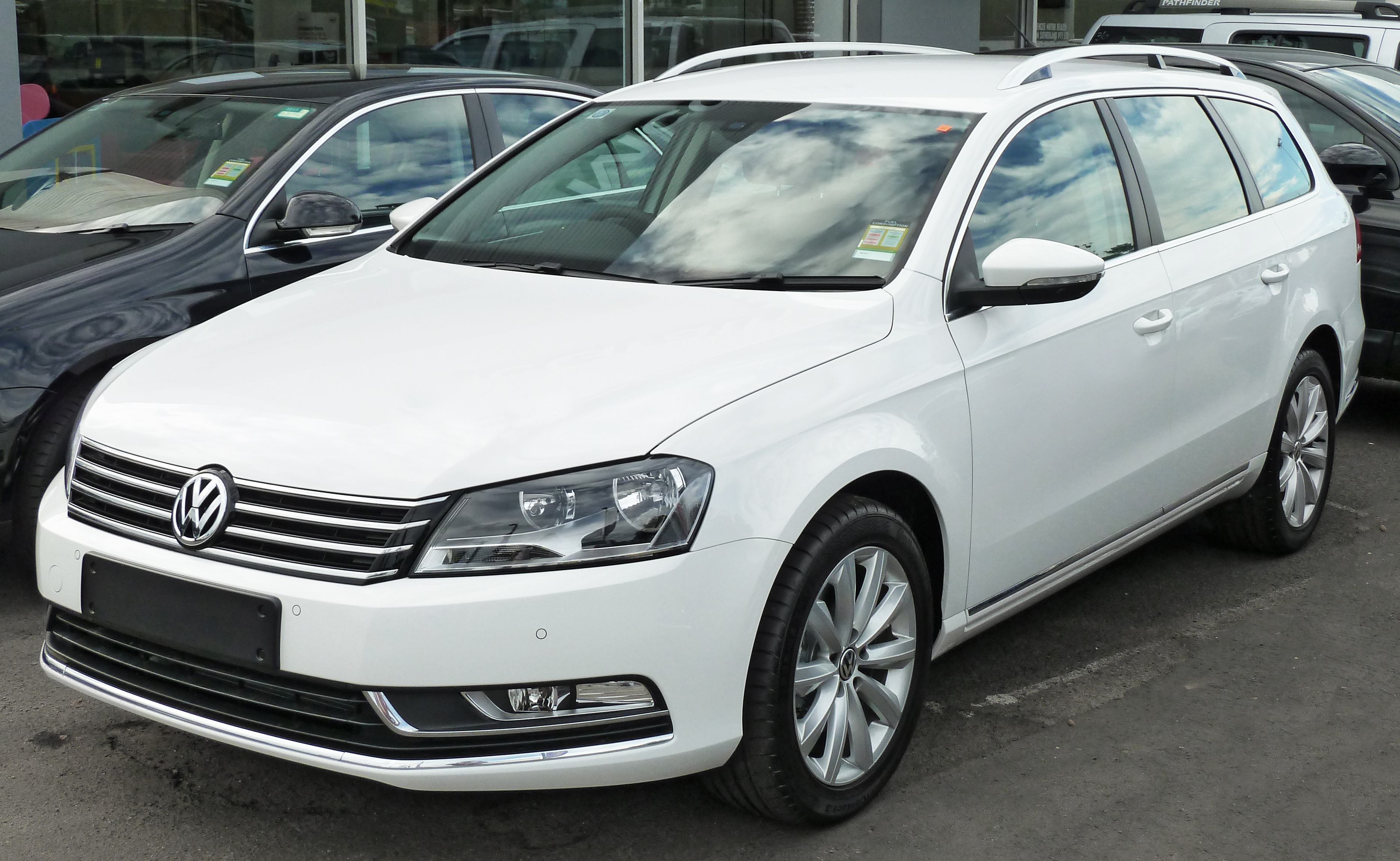
Emder Produkt: VW Passat (hier die Baureihe B7)

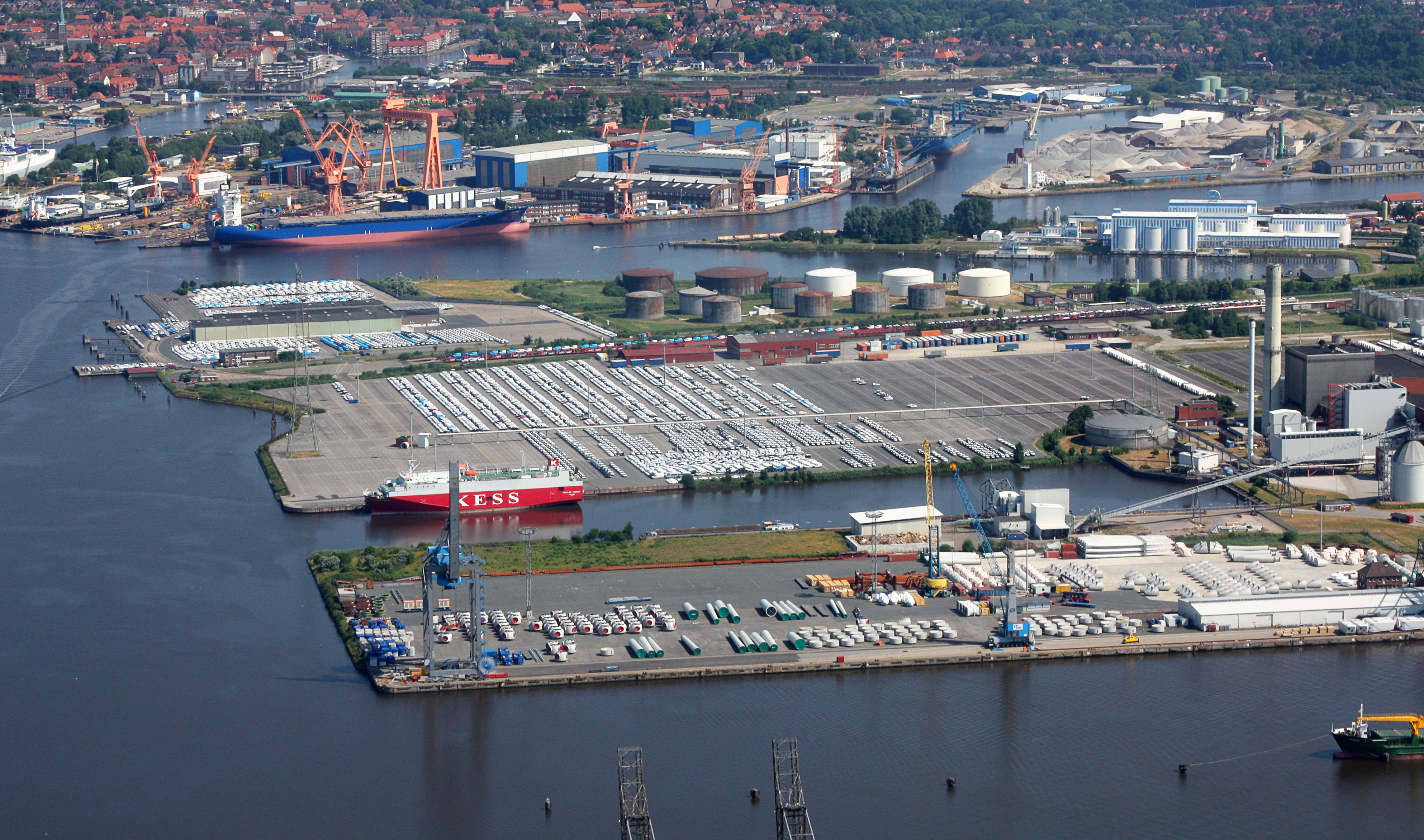
Emder Hafen mit u. a. Umschlag von Autos und Windkraftanlagen

In Emden befindet sich ein Seehafen an der Mündung der Ems in die Nordsee. Es handelt sich dabei um den westlichsten Seehafen Deutschlands. Der Hafen hatte bereits um 1600 große Bedeutung, die aber in den folgenden Jahrhunderten abnahm. Von 1751 bis 2009 existierte dort eine Freihandelszone. Seit dem späten 19. Jahrhundert erfolgten ein großzügiger Ausbau und Industrieansiedlungen. Die Mitglieder der Lotsenbrüderschaft Emden, die das Lotswesen auf der Ems gewährleisten, sind im Hafen stationiert.
Der drittgrößte Autoverladehafen Europas in Emden schlägt hauptsächlich Fahrzeuge des Volkswagen-Konzerns um. Hinzu kommen unter anderem Forstprodukte, Baustoffe und Windenergieanlagen, größtenteils von dem Auricher Unternehmen Enercon. Außerdem besteht ein Fährverkehr nach Borkum.
Größter Arbeitgeber in Emden ist das VW-Werk. Gemessen an der Zahl der Beschäftigten handelt es sich um den größten industriellen Produktionsstandort westlich von Bremen und nördlich des Ruhrgebietes. Das Werk hat „rund 9581“ Beschäftigte (Stand: Sommer 2016). Das Volkswagenwerk in Emden wurde 1964 nach neunmonatiger Bauzeit eingeweiht; ab 1. Dezember 1964 wurde auch hier der VW Käfer produziert. 1978 lief im Emder VW-Werk der letzte in Deutschland produzierte Käfer vom Montageband.
Seit 1978 wird im Emder Werk der VW Passat produziert, die Fabrik ist das Leitwerk für dieses Modell. Neben der Limousine werden auch das Kombi-Modell Variant und der Passat CC in Emden hergestellt, die Letzteren beiden ausschließlich in der Seehafenstadt.
Im Industriepark Frisia, auf dem Gelände der abgerissenen Erdölraffinerie Frisia vor den Toren des VW-Werkes, haben sich mehrere Zulieferfirmen angesiedelt. Weiterer industrieller Arbeitgeber sind die Nordseewerke. In der früheren Großschiffswerft wurden Teile für Offshore-Windenergieanlagen und später Lachsfarmen hergestellt. Auch der Schiffbaubetrieb sollte 2022 fortgesetzt werden. Im Juni 2022 meldete die meldete die Fosen Nordseewerke GmbH Insolvenz an, die meisten der Die meisten der zuletzt rund 100 Beschäftigte befinden sich derzeit in Kurzarbeit.
Der Werftbetrieb (ohne Neubauten, nur Reparaturen und Umrüstungen) wird auf dem Gelände fortgesetzt von der Emder Werft und Dockbetriebe GmbH, die zur im Schifffahrtssektor spezialisierten Hamburger Gesellschaft Seafort Advisors gehört. ThyssenKrupp Marine Systems ist weiter mit einem Standort in Emden vertreten, kündigte aber an, diesen zu schließen. Die 220 Mitarbeiter sollten ein Angebot erhalten, an andere Standorte zu wechseln. Diese Pläne werden derzeit (2022) nicht weiterverfolgt.
Neben den Industrie-Beschäftigten auf den Werften und im VW-Werk gibt es eine Reihe anderer Unternehmen in der Stadt, vornehmlich des Bausektors, des Maschinenbaus und der Lebensmittelindustrie. Es existiert noch eine kleine Zahl an fischverarbeitenden Betrieben. Zudem gibt es eine Anzahl von Schiffsausrüstungsbetrieben und anderen Werftzulieferern, darunter im Bereich der Navigations- und Kommunikationstechnik.
Im Westen der Stadt steht der Windpark Wybelsumer Polder. Im südlichen Emder Hafen werden seit 2005 Betonfertigteile zunächst von Enercon und seit 2021 von der Firma Bettels u. a. für Windkraftanlagen hergestellt. Das Unternehmen BARD stellte bis Anfang der 2010er Jahre Windkraftanlagen in Emden her, ausschließlich für Offshore-Windparks.
Im Westen Emdens befindet sich seit Mitte der 1970er Jahre eine Erdgas-Anlandestation. Hier am Rysumer Nacken wurde bis 2016 das Gas über eine Pipeline aus norwegischen Feldern in der Nordsee in Empfang genommen und aufbereitet (Druckanpassung). Diese fast 40 Jahre alte Anlage wurde durch ein neues Gasterminal des norwegischen Energieunternehmens Gassco ersetzt, das für über 680 Millionen Euro in gut drei Jahren Bauzeit erstellt wurde. Damit wird über Emden ein wesentlicher Teil des deutschen Gas-Importes angeliefert.
Im Frühjahr 2006 nahm der Energiekonzern E.ON das Kraftwerk Emden 4 (Leistung 452 MW) wieder in Betrieb, zuvor war das 1972 in Betrieb genommene Kraftwerk einige Jahre lang vom Netz gewesen. 2009 wurde das Gas- und Dampfkraftwerk von der norwegischen Statkraft übernommen. Im Februar 2012 gab Statkraft jedoch bekannt, dass sich der Betrieb aufgrund Überkapazitäten im Strommarkt nicht lohne und das Kraftwerk deshalb wieder in Kaltreserve genommen würde. Zugleich wurden Pläne für einen Ersatzbau am gleichen Standort aufgegeben. Zudem gibt es seit 2005 ein Biomasse-Kraftwerk (20 MW) im Emder Hafen.

### Dienstleistungen und Tourismus
In den vergangenen Jahren wurde der Tourismus als Standbein entwickelt. Dabei herrschen Tagestouristen vor, die im Zuge eines Urlaubes an der Küste Emden besuchen. Die Touristen besuchen dabei vor allem die kulturellen Einrichtungen Emdens. Des Weiteren wurde (und wird) insbesondere der Wassertourismus ausgebaut. Beim Fahrradtourismus arbeitet die Stadt eng mit den umliegenden Kreisen zusammen. Die Ausweisung von Ferienwohnungen und Ferienhäusern sowie die Errichtung des Parkhotels Upstalsboom in Emden sind wirtschaftliche Zeichen der touristischen Entwicklung. Ein Campingplatz befindet sich in der Nähe des Seedeiches an der Knock. Emden liegt an den folgenden Rad- und Fernwanderrouten: North Sea Cycle Route, Internationale Dollard Route und Dortmund-Ems-Kanal-Route.
Neben den sonstigen Dienstleistungen einer kreisfreien Stadt hat Emden eine wichtige Funktion im Einzelhandel Ostfrieslands. Hier befindet sich auch das Dollart-Center, größtes Einkaufszentrum der Region. In der Seehafenstadt gibt es eine Anzahl von Reedereien.
Die Emder Stadtverwaltung beschäftigt zirka 800 Menschen. Die Stadtwerke Emden GmbH (SWE) übernehmen die Versorgung mit Gas, Wasser, Strom und Fernwärme im Emder Stadtgebiet. Strom wird zu einem kleineren Teil selbst mit Windenergieanlagen im Emder Stadtgebiet gewonnen, zum deutlich größeren Teil aber extern eingekauft. Weitere Tochterunternehmen der Stadtwerke und damit letztlich der Stadt Emden sind Stadtverkehr Emden GmbH (SVE), die den ÖPNV mit Omnibussen innerhalb des Stadtgebiets sicherstellen, sowie Flugplatz Emden GmbH (FPE), die den örtlichen Flugplatz betreiben.
Das Hans-Susemihl-Krankenhaus (HSK) ist die einzige Emder Klinik und eine gemeinnützige GmbH (gGmbH) der Stadt Emden. In einem Bürgerentscheid sprachen sich die Bürger der Stadt 2019 mehrheitlich für die Schaffung einer auch für den Landkreis Aurich zuständigen Zentralklinik in Georgsheil aus. Die ebenfalls notwendige Zustimmung im Landkreis Aurich erfolgte bereits zwei Jahre zuvor, während Emden diese zunächst noch versagte.
Weitere wichtige (nicht-städtische) öffentliche Arbeitgeber mit einer teils dreistelligen Beschäftigtenzahl sind die Hochschule Emden/Leer (3900 Studierende) im Stadtteil Constantia sowie mehrere Behörden, darunter das Finanzamt, das für ganz Ostfriesland und Teile des Emslandes zuständige Gewerbeaufsichtsamt, das Amtsgericht Emden, das auch für die Landkreise Aurich und Leer zuständige Arbeitsgericht Emden und das Wasserstraßen- und Schifffahrtsamt Emden (WSA mit Außenstellen in Leer sowie auf Borkum und Norderney; zusammen 351 Beschäftigte) sowie weitere Finanzdienstleister wie die Sparkasse Emden oder die Ostfriesische Volksbank.
Außerdem gibt es in der Seehafenstadt eine Niederlassung der landeseigenen Niedersachsen Ports GmbH (Hafenbetreiber) und die regionale Industrie- und Handelskammer für Ostfriesland und Papenburg. Emden ist zudem Sitz und Namensgeber des Bezirkes Emden der Bundesagentur für Arbeit. Dieser umfasst die Stadt Emden, den Landkreis Aurich, den Landkreis Wittmund sowie die Stadt Borkum im Landkreis Leer.

### Wirtschaftliche Kenndaten
Da das VW-Werk Emden – gemessen an der Zahl der Beschäftigten – für Emden und weite Teile Ostfrieslands nach wie vor eine überragende Bedeutung hat, kann von einer Monostruktur gesprochen werden. Das Volkswagenwerk steht für den Großteil der Umsätze im produzierenden Gewerbe Ostfrieslands. Das Werk beschäftigt rund 9500 Mitarbeiter. Viele Betriebe wie Zulieferer oder Hafendienstleister sind abhängig vom Volkswagenwerk.
Die Wirtschaftskraft in Emden liegt dank der Industriebetriebe höher als der Bundesdurchschnitt. Das Bruttoinlandsprodukt betrug 2014 insgesamt 3,062 Milliarden Euro (gegenüber 2006: 1,997 Milliarden Euro). Das Bruttoinlandsprodukt pro Einwohner lag 2014 bei 61.224 Euro (Stand: 31. Dezember 2014, 176 % des Bundesdurchschnitts; gegenüber 2003: 38.995 Euro, 151 %). Die Bruttowertschöpfung je Erwerbstätigem lag im produzierenden Gewerbe bei 94.026 Euro, 127 % des Bundesdurchschnitts (2003: 65.136 Euro, 120 %), im Dienstleistungsbereich bei 50.468 Euro, 91 % (2003: 45.690 Euro, 89 %). Im Dienstleistungsbereich sind vor allem Hafendienstleistungen zu nennen. Obwohl der Anteil landwirtschaftlicher Flächen an der Gesamtfläche der Stadt mehr als 50 % beträgt, spielt die Landwirtschaft für die Beschäftigtenzahl in der Stadt nur eine äußerst untergeordnete Rolle.
Emden weist einen deutlichen Einpendlerüberschuss auf. Die einpendelnden Beschäftigten stammen zumeist aus Ostfriesland, in geringerem Maße von weiter her. Besonders hoch ist der Anteil der einpendelnden Beschäftigten aus dem Landkreis Aurich. Von den 32.276 sozialversicherungspflichtig Beschäftigten am Arbeitsort Emden pendelten 19.288 (Stand: 30. Juni 2014) ein (gegenüber Stand: 30. Juni 2010: 29.072 zu 17.401). Zugleich arbeiteten 4082 (2010: 3367) Einwohner Emdens jenseits der Stadtgrenzen, was einen Pendlerüberschuss von 15.206 Personen ergab (2010: 14.034). Aufgrund der Größe der Unternehmen sind das VW-Werk und die Nordseewerke das vorrangige Ziel der Einpendler. 2014 waren von den Beschäftigten 9779 weiblich (30,3 %) und 22.497 männlich (69,7 %).
Im Zukunftsatlas 2016 belegte die kreisfreie Stadt Emden Platz 209 von 402 Landkreisen, Kommunalverbänden und kreisfreien Städten in Deutschland und zählt damit zu den Regionen mit „ausgeglichenem Chancen-Risiko Mix“ für die Zukunft.
Bei einer Einwohnerzahl von zirka 50.000 liegt die Arbeitsplatzdichte in Emden damit bei überdurchschnittlichen 681,9 Arbeitsplätzen auf 1000 Einwohner. Trotz der hohen Arbeitsplatzdichte liegt die Arbeitslosenquote in der Stadt über dem Durchschnitt der Bundesrepublik. So lag die Arbeitslosenquote im Juni 2019 im Bereich der Geschäftsstelle Emden (Stadt Emden, Gemeinden Krummhörn und Hinte) des Arbeitsagentur-Bezirks Emden bei 6,8 %. In der Stadt Emden allein lag die Quote bei 7,9 % (Stand: 1. Juni 2019). 8,4 % aller Arbeitnehmer in der Stadt waren im Jahr 2011 Leiharbeiter. Mit dieser Zahl liegt Emden im bundesweiten Vergleich mit an der Spitze.

### Verkehr

Verkehrsachsen in Ostfriesland: Emden ist das „Seetor“ der Region und verfügt neben dem Flugplatz über Autobahn-, Bundesstraßen- und Eisenbahnanschluss. Daneben besteht die Fährverbindung nach Borkum.

#### Straßenverkehr
Halbkreisförmig um Emden herum verläuft die Bundesautobahn 31 mit fünf Anschlussstellen an verschiedenen Punkten der Stadt. Diese Autobahn, die umgangssprachlich auch Ostfriesenspieß genannt wird, verbindet Emden und Ostfriesland mit dem Ruhrgebiet. Der erste Abschnitt der A 31 nach Emden wurde 1976 gebaut; im Dezember 2004 wurde die A 31 fertiggestellt. Die Bundesstraße 210 beginnt in Emden und führt in West-Ost-Richtung quer durch Ostfriesland über Aurich, Wittmund und Jever nach Wilhelmshaven. In Emden ist die B 210 auf einem kurzen Stück durch die A 31 unterbrochen. Eine Verlegung der Bundesstraße zur besseren Anbindung des östlichen Hafenteils und zur Entlastung des Stadtteils Kolonie Friesland ist in Planung. Von West nach Ost führt die Landesstraße 2 durch Emden: Sie verläuft auf Emder Stadtgebiet von Wybelsum über Larrelt (Larrelter Straße) und das Stadtzentrum nach Borssum und Petkum, wo sie nacheinander Petkumer Straße und Leeraner Landstraße heißt. Die L 2 ist neben der Autobahn die wichtigste Ost-West-Verbindung in Emden. Weitere Hauptstraßen binden das Gebiet der Nachbargemeinden Krummhörn, Hinte und Ihlow an. In der Emder Innenstadt gibt es drei Fußgängerzonen (Zwischen beiden Sielen, Große Straße, Brückstraße) und eine überdachte Einkaufspassage (Neutorgalerie in der Neutorstraße), in Bahnhofsnähe steht ein Parkhaus mit 394 Stellplätzen. Tiefgaragen existieren wegen der Bodenverhältnisse in der Stadt nicht, alle anderen öffentlichen Parkmöglichkeiten sind ebenerdig.

#### Schienenverkehr
Emden verfügt über mehrere Bahnhöfe für den Personen- und Güterverkehr. Als Personenbahnhof dienen der Emder Hauptbahnhof an der Emslandstrecke sowie der Bahnhof Emden Außenhafen in unmittelbarer Nähe des Borkum-Kais, wo die Fähren der AG Ems nach Borkum ablegen. Täglich fahren Intercity der Linie 35 in Richtung Koblenz (über Münster, Ruhrgebiet und Köln) sowie der Linie 56 nach Berlin/Cottbus oder Leipzig (über Bremen und Hannover). Seit Dezember 2021 existiert daneben eine Direktverbindung von Frankfurt über Emden nach Norddeich Mole. Regionalzugverbindungen bestehen nach Münster sowie über Oldenburg und Bremen nach Hannover. Nach Norden hin wird eingleisig Norddeich Mole erreicht.
Emden verfügt über einen kleineren ehemaligen Rangierbahnhof. Dieser dient heute nur noch dem örtlichen Güterverkehr, insbesondere für den Schienentransport der in Emden verladenen Autos. Darüber hinaus gibt es einen Werksbahnhof des VW-Werkes mit einigen Rangier- und Verladegleisen. Im Hafen existieren ein eigener Hafenbahnhof und ein heute kaum noch genutzter Verladebahnhof am früheren Erzkai. Eine Vielzahl von Betrieben im Hafen verfügt über einen Gleisanschluss. Die heute zweigleisige Bahnstrecke Rheine–Norddeich Mole war ab den 1850er Jahren als Hannoversche Westbahn gebaut worden. Wegen der Erztransporte per Bahn von Emden ins Ruhrgebiet wurde sie schon sehr früh für den Schwerstlastverkehr ausgelegt. Auf dieser Strecke fand am 26. Oktober 1977 von Oldersum nach Emden auch der letzte planmäßige Einsatz einer Dampflokomotive der DB statt.

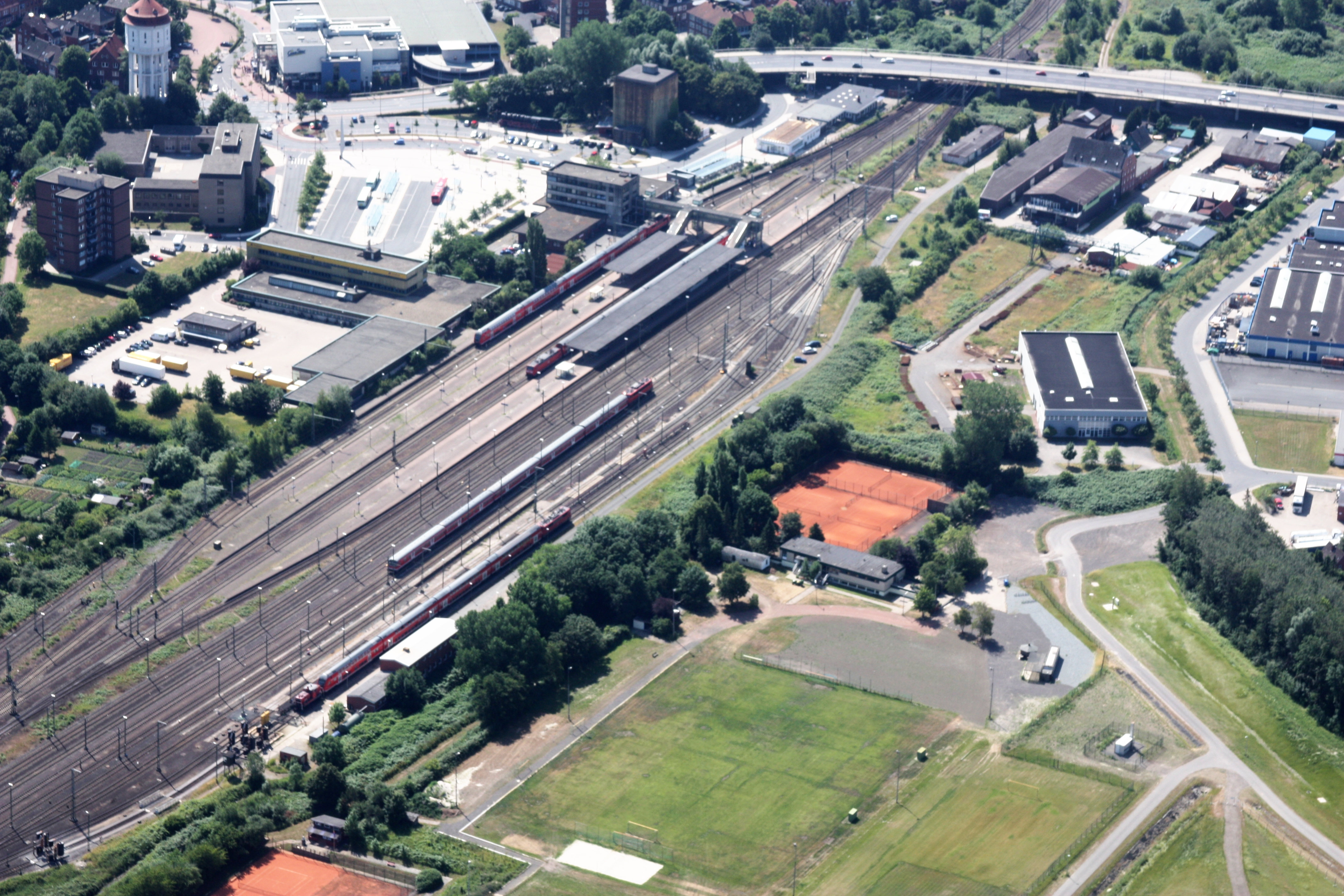
Luftbild des Hauptbahnhofs Emden
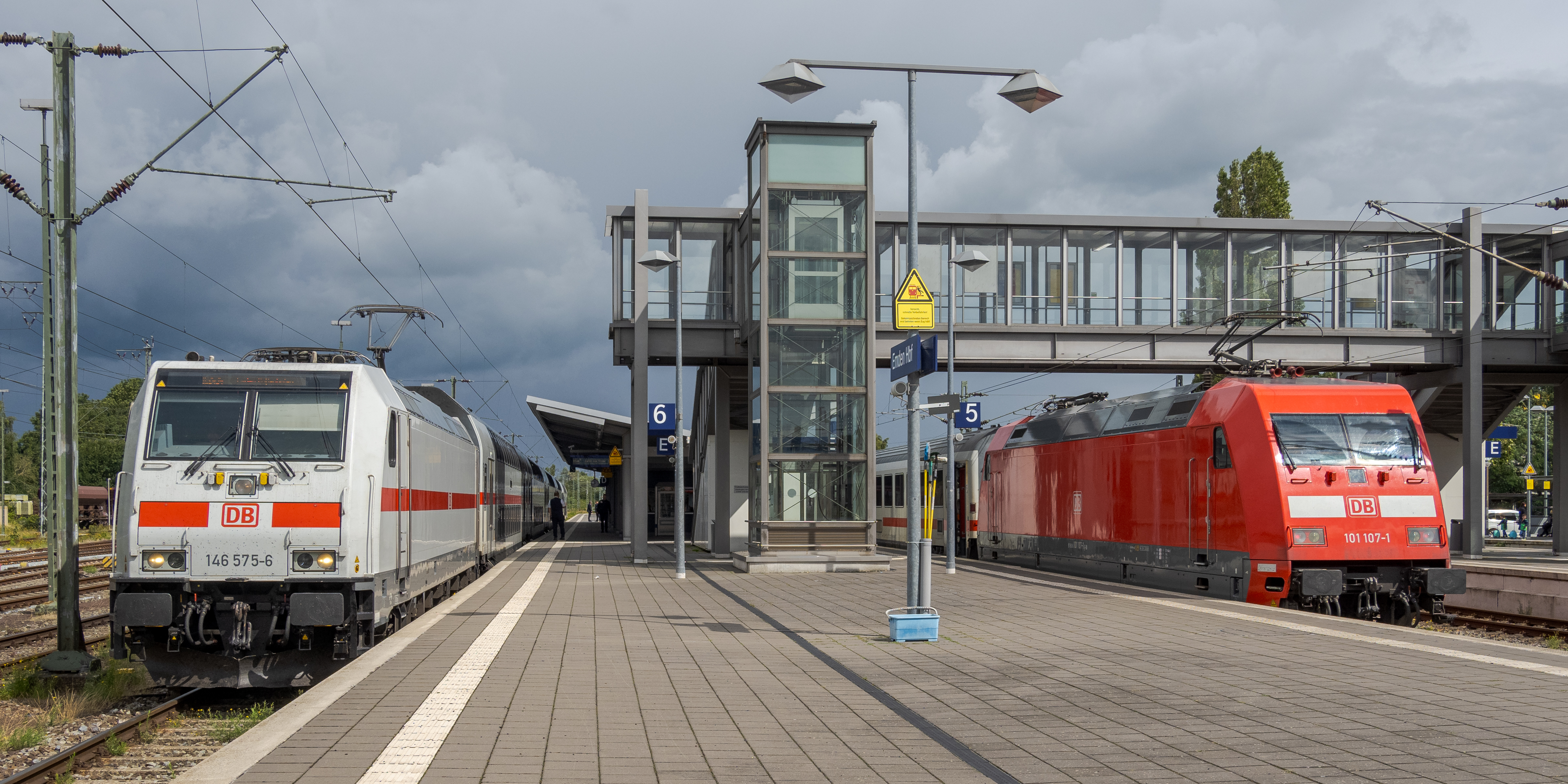
Emden Hbf mit InterCity-Zügen
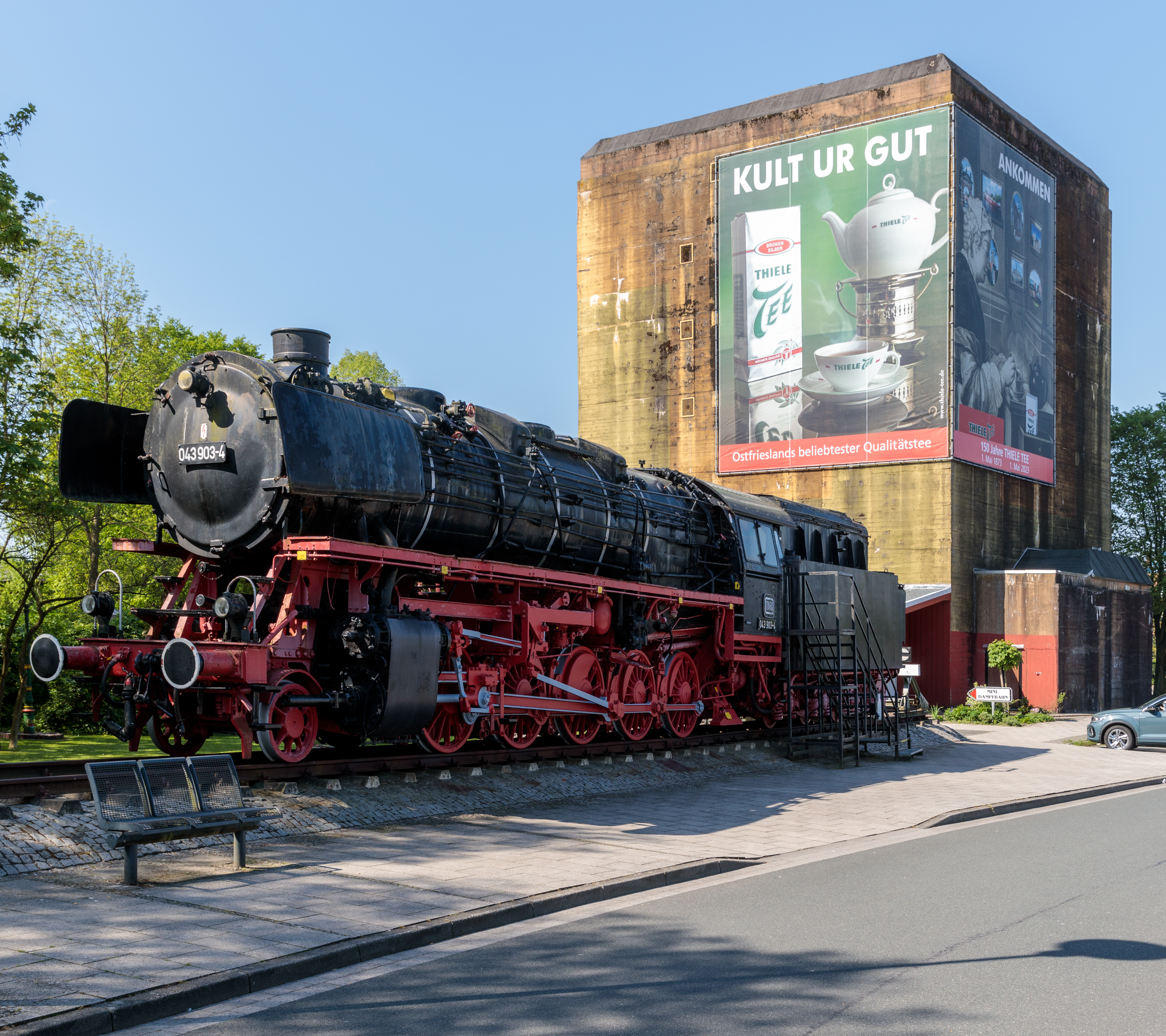
Denkmal-Dampflok und Hochbunker am Hauptbahnhof Emden
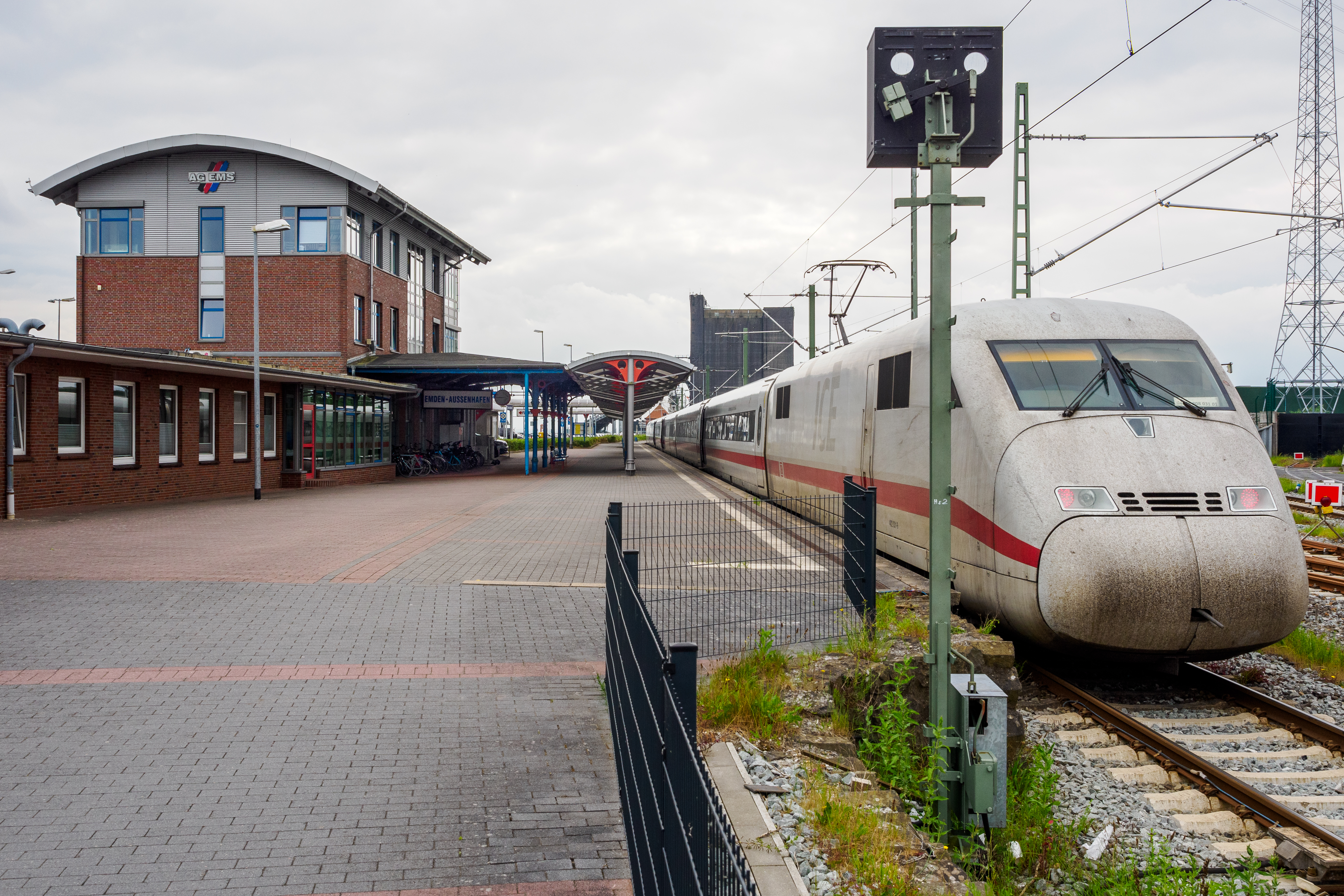
Bahnhof Emden-Außenhafen

#### Öffentlicher Nahverkehr
Der öffentliche Personennahverkehr wird unter anderem durch den PlusBus des Verkehrsverbund Ems-Jade erbracht. Es gibt Verbindungen ab Emden, unter anderem nach Riepe, Bangstede, Westerende-Kirchloog und Aurich.
Neben den Regionalbussen die von der Deutsche-Bahn-Tochter Weser-Ems-Bus GmbH bedient werden, gibt es Stadtbuslinien der Stadtverkehr Emden GmbH (SVE), einer Tochterfirma der Stadtwerke Emden.
Vom 23. Februar 1902 bis zum 30. April 1953 verkehrte in Emden eine elektrische Straßenbahn vom Rathaus zum Außenhafen. Außerdem war die Stadt vom 27. Juli 1899 bis zum 25. Mai 1963 durch die Kleinbahn Emden–Pewsum–Greetsiel mit den genannten Orten verbunden. In Emden existieren Radwege an fast allen Hauptstraßen sowie eine Reihe Fahrradstraßen.

#### Luftverkehr

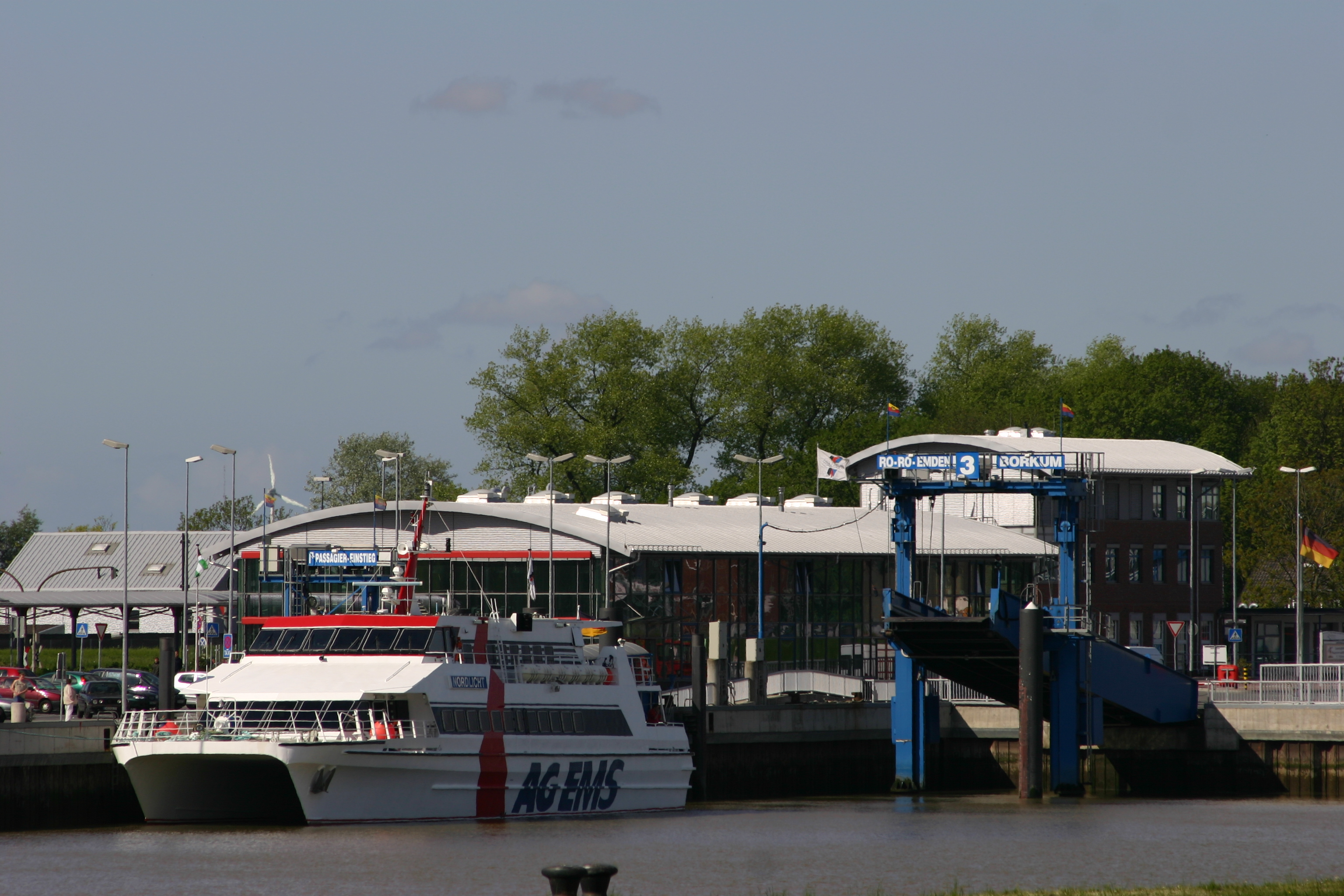
Katamaran der AG Ems am Borkumkai

Der Flugplatz Emden dient dem Linienverkehr zu den Ostfriesischen Inseln und dem Geschäftsverkehr der ortsansässigen Unternehmen, insbesondere Volkswagen. Auch Sportflieger starten hier. Emden ist Sitz der OFD Ostfriesischer Flugdienst, der bis zu sieben tägliche Linienflüge nach Borkum durchführt. Die nächstgelegenen internationalen Verkehrsflughäfen sind der Flughafen Groningen und der Flughafen Bremen.

#### Schiffsverkehr
Vom Fähranleger im Emder Außenhafen fahren täglich Fähren und Katamarane der AG Ems auf die Insel Borkum. Für die Abfertigung größerer RoRo-Schiffe bestehen technische Einrichtungen. In den Sommermonaten verkehrt zudem die Fähre Ditzum–Emden Außenhafen–Delfzijl. Weitere Fähranleger für den Ausflugsverkehr befinden sich an der Knock und im Stadtteil Petkum (Fähre Ditzum–Petkum). In Richtung Süden verbindet der Dortmund-Ems-Kanal den Hafen Emden via Münster mit dem Ruhrgebiet und dem Rhein; über den Mittellandkanal sind Magdeburg, Berlin, Dresden und Prag erreichbar. Als Ergänzung des Dortmund-Ems-Kanals und zur Entlastung der Schleusen im Emder Hafen dient der Ems-Seitenkanal von Emden zum emsabwärts gelegenen Ort Oldersum. Über den Ems-Jade-Kanal ist Emden mit Aurich und Wilhelmshaven verbunden. Außer dem Transport von Baustoffen nach Aurich dient er nur noch der Sportschifffahrt.

### Versorgungsnetze
Die Stadtwerke Emden verfügen über ein eigenes Wasserwerk in Tergast in der Nachbargemeinde Moormerland. Die westlichen Teile des Stadtgebiets werden durch das Wasserwerk des Oldenburgisch-Ostfriesischen Wasserverbands (OOWV) in Siegelsum (Samtgemeinde Brookmerland) versorgt. Auch die Stromlieferungen im Emder Westen erfolgen nicht durch die Stadtwerke, sie liegen vielmehr im Konzessionsgebiet der EWE AG. Dies hat seine Ursache in der Kommunalreform 1972, als Stadtteile wie Twixlum und Wybelsum erst nach Emden eingemeindet wurden. Auch das VW-Werk wird von der EWE AG mit Strom beliefert. Das Hauptklärwerk Emdens befindet sich im Stadtteil Larrelt.

### Medien
In Emden erscheinende Tageszeitungen (außer sonntags) sind die Emder Zeitung (Marktanteil in der Stadt Emden nach eigenen Angaben zirka 70 %) und die Lokalausgabe Emden/Norden der ostfrieslandweit erscheinenden Ostfriesen-Zeitung. Zweimal wöchentlich erscheinen Anzeigenblätter: mittwochs das Heimatblatt und sonntags das Sonntagsblatt. Monatlich erscheinende Anzeigenblätter sind Der Delftspucker sowie die Emder Bürgerzeitung.
In Emden befindet sich die Hauptredaktion des Bürgerradios Radio Ostfriesland, weitere Redaktionen befinden sich in Aurich und Leer. Das Bürgerradio ist eines der 15 niedersächsischen Veranstalter von Bürgerrundfunk, wird aus öffentlichen Mitteln finanziert und hat seinen Emder Sitz im Gebäude der Volkshochschule.

### Bildung

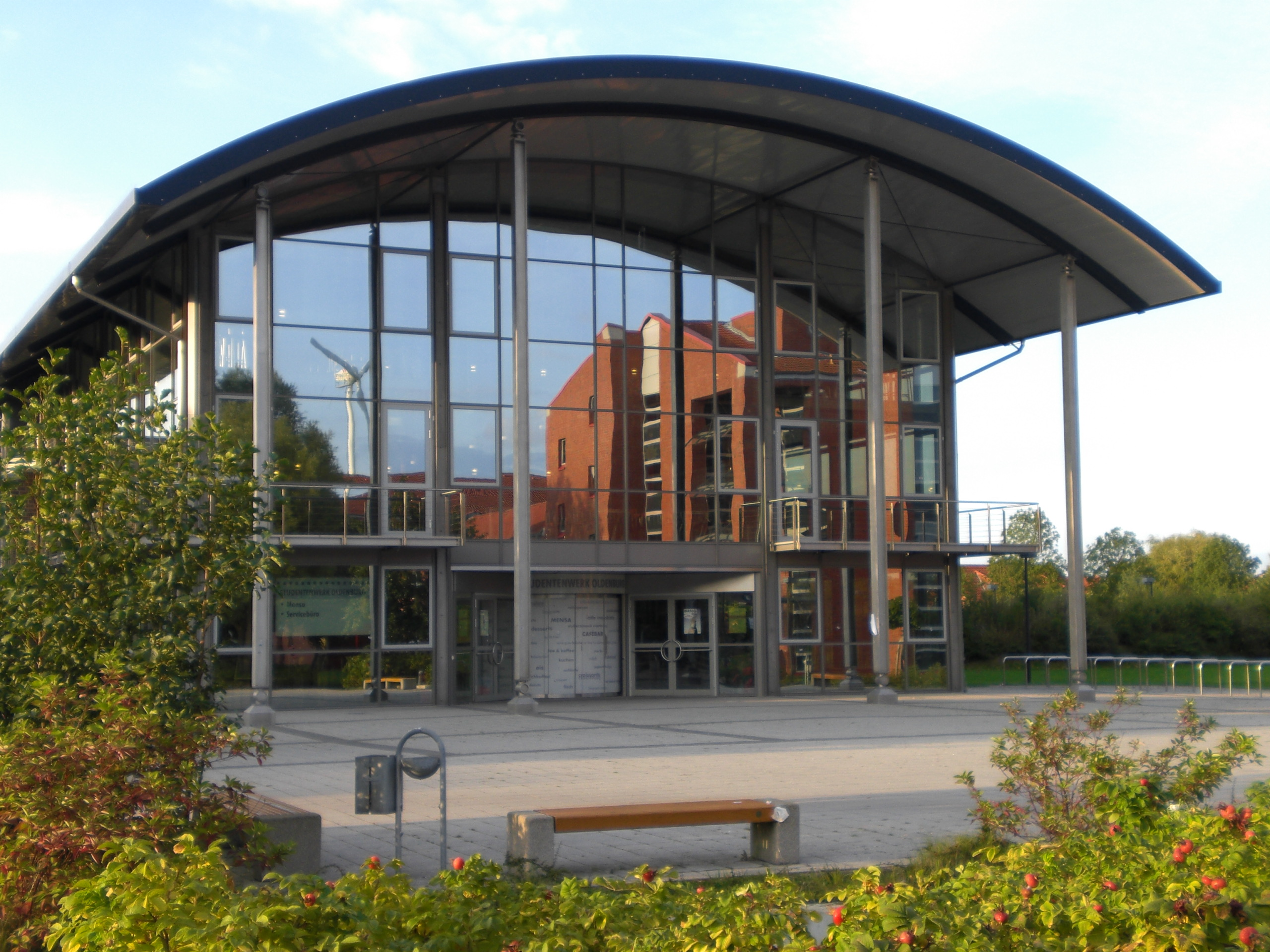
Mensa des Emder FH-Komplexes

Die Hochschule Emden/Leer hat in Emden ihren Hauptsitz. Die damals noch eigenständige Fachhochschule Ostfriesland (inklusive Standort Leer) wurde 1973 gegründet. Die heutigen Gebäude im Stadtteil Constantia wurden – ebenso wie der gesamte Stadtteil selbst – Anfang der 1980er Jahre errichtet. Die Emder FH ist als Campus-Hochschule konzipiert. Kurz vor der Fusion mit den Fachhochschulen in Oldenburg, Wilhelmshaven und Elsfleth zum 1. Januar 2000 waren bereits knapp 3000 Studenten eingeschrieben. Zum 1. September 2009 wurde die Fachhochschule Oldenburg/Ostfriesland/Wilhelmshaven getrennt und in zwei eigenständige Fachhochschulen aufgeteilt (Hochschule Emden/Leer sowie Jade Hochschule). Die Fachbereiche am Emder Standort sind Technik, Soziale Arbeit und Gesundheit sowie Wirtschaft (in Leer befindet sich der Fachbereich Seefahrt). In Emden und Leer sind zirka 4600 Studierende (Stand SS 2016) eingeschrieben.
Es gibt in Emden neun Grundschulen, eine Grund- und Oberschule, zwei Oberschulen und eine Integrierte Gesamtschule, die IGS Emden. Zudem gibt es zwei Gymnasien: das Johannes-Althusius-Gymnasium (JAG) und das Max-Windmüller-Gymnasium (Max). Dazu kommen die Berufsbildenden Schulen (BBS) I und II, die größten ihrer Art in Ostfriesland. An den BBSen sind Berufliche Gymnasien untergebracht. Weiterhin existiert eine Förderschule mit den Förderbereichen Lernen, geistige Entwicklung und Sprache. Die Stadt Emden weist einen deutlichen Einpendlerüberschuss von mehreren Tausend Schülern auf, der Löwenanteil stammt aus dem Landkreis Aurich. In Emden gibt es zudem eine Volkshochschule und eine Musikschule, beides Betriebe der Stadt Emden. Des Weiteren gibt es eine Malschule, die sich in den Räumen der Kunsthalle Emden befindet.

## Persönlichkeiten

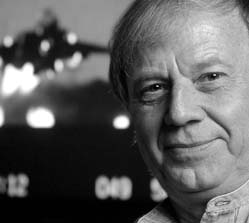
Wolfgang Petersen

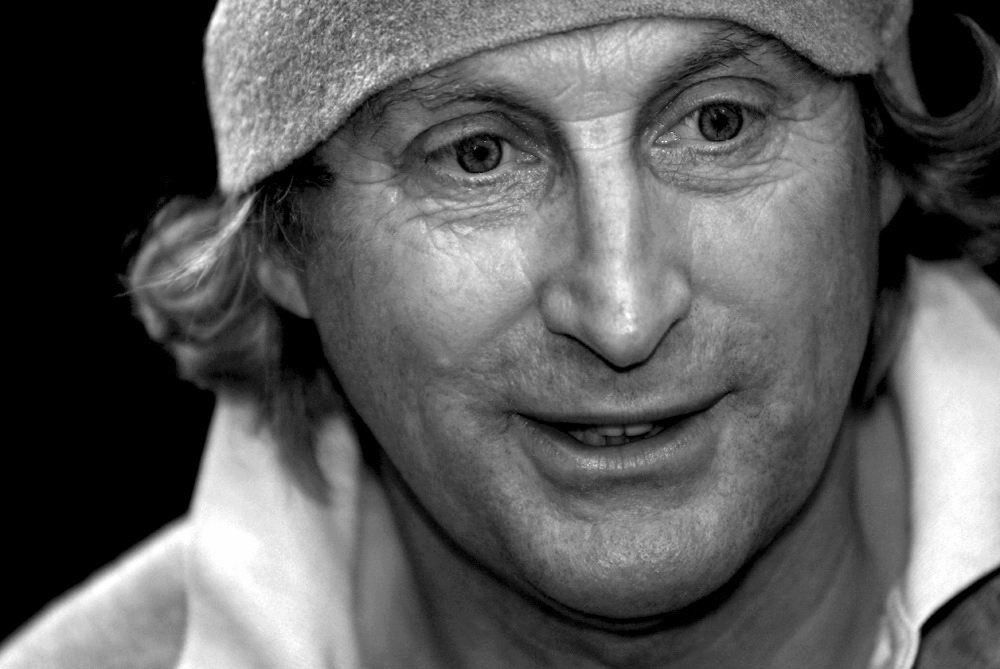
Otto Waalkes

Der international bekannteste Sohn der Stadt dürfte der Filmregisseur Wolfgang Petersen (Das Boot, Der Sturm, Troja) sein, der nach dem Zweiten Weltkrieg in einem Barackenlager im Emder Hafen aufwuchs. Im Jugendalter zog er nach Hamburg um und startete dort seine Karriere. Ebenfalls dort in der Hansestadt schaffte der Komiker Otto Waalkes seinen Durchbruch. Otto stammt aus dem Emder Stadtteil Port Arthur/Transvaal, wo heute eine Ottifanten-Plastik zu seinen Ehren steht. Ein weiterer Komiker stammt ebenfalls aus Emden, nämlich Karl Dall, der allerdings in der Nachbarstadt Leer aufwuchs.
In der deutschen Medienlandschaft hat der Journalist und Gründer des Magazins Stern, Henri Nannen, Spuren hinterlassen. Seiner Heimatstadt, in die er im Rentenalter zurückkehrte, hinterließ er zudem die Kunsthalle Emden, die von einer Stiftung getragen wird.
Im politischen Raum wirken der Diplomat Georg Boomgaarden, von 2005 bis 2008 Staatssekretär des Auswärtigen Amtes, und die SPD-Politikerin Gitta Trauernicht, von 2004 bis 2009 Sozialministerin von Schleswig-Holstein. Johann Bruns war Landesvorsitzender der niedersächsischen SPD.
Im Bereich des Sports sind die Box-Weltmeisterin Heidi Hartmann (Boxerin), der siebenfache Weltmeister im Vollkontakt-Karate Uwe Böden und der in Emden geborene iranische Fußball-Nationalspieler Ferydoon Zandi zu nennen.
Gebürtiger Emder ist auch der bedeutende Marinemaler Ludolf Backhuysen, der im 18. Jahrhundert in Amsterdam einer der führenden Vertreter dieses Genres war. Das Stadtbild seiner Heimatstadt hat der Architekt, Kunstmaler und Kartograf Martin Faber in der ersten Hälfte des 17. Jahrhunderts entscheidend mitgeprägt.
Der bedeutende Landschaftsmaler Frederik de Moucheron wurde 1634 in Emden geboren; er starb 1686 in Amsterdam.
Max Windmüller war im 20. Jahrhundert ein deutsch-jüdischer Widerstandskämpfer gegen den Nationalsozialismus.
Nicht in Emden geboren wurde der Rechtsgelehrte, Politiker und Calvinist Johannes Althusius (1563–1638), der in der ersten Hälfte des 17. Jahrhunderts, von 1604 bis 1637/8, in Emdens Blütezeit, Stadtsyndikus war. Althusius, der aus der calvinistisch-reformierten Grafschaft Sayn-Wittgenstein stammte, gilt als einer der bedeutendsten Staatstheoretiker der frühen Neuzeit des 16. und 17. Jahrhunderts und des politischen Calvinismus.
Bereits wenige Jahrzehnte vor Althusius wirkte der aus Polen stammende Theologe und Reformator Johannes a Lasco in der Seehafenstadt.
Der aus Thüringen stammende Leo Fürbringer, Oberbürgermeister von 1875 bis 1913, war einer der Initiatoren des Ausbaus des Emder Hafens und legte somit den Grundstein für die industrielle Entwicklung Emdens und für die heutige Bedeutung des Seehafens moderner Prägung.

## Trivia
- Die Überlebenden des letzten Gefechts des nach dieser Stadt benannten Kleinen Kreuzers Emden erhielten das Recht, den vererbbaren Namenszusatz „-Emden“ anzunehmen.[71]
- „Emden“ ist auch der Name eines Meerestiefs im Philippinengraben. Das Emdentief wurde 1926 vom Leichten Kreuzer Emden der Reichsmarine gelotet und nach dem Schiff (und damit letztlich nach der Stadt) benannt. Bis 1945 galt das Emdentief als die tiefste Stelle der Ozeane, nach derzeitigem Wissensstand ist es das zehnttiefste aller Meerestiefs.
- Emden war um 1600 eine äußerst wohlhabende Stadt, bedingt durch den Seehandel der Emder Kaufleute und durch den Zustrom niederländischer Glaubensflüchtlinge, darunter viele Kaufleute und Reeder. Emden galt zu jener Zeit als einer der wichtigsten Häfen Nordeuropas. Die in Emden registrierte Handelsflotte soll nach einigen (allerdings nicht nachgewiesenen) Quellen zeitweise diejenige Großbritanniens an Größe übertroffen haben. Nachgewiesen aus jener Zeit ist jedoch eine Bearbeitung des Faust-Themas durch den englischen Dichter Christopher Marlowe. Er schrieb 1592 seinen Dr. Faustus und ließ ihn einen Wunsch aussprechen:

The signiority of Emden shall be mine!

„Ich wünsche mir die Herrlichkeit von Emden!“

- Das Dorf Emden im US-Bundesstaat Illinois wurde nach der deutschen Stadt benannt, da viele der Siedler aus Emden und anderen Emsstädten kamen.